# XVIII legislatura della Repubblica Italiana
La XVIII legislatura della Repubblica Italiana è stata in carica dal 23 marzo 2018 al 12 ottobre 2022.
Le composizioni della Camera dei deputati e del Senato sono state determinate dai risultati delle elezioni politiche del 4 marzo 2018, indette dopo lo scioglimento delle Camere da parte del Presidente della Repubblica Sergio Mattarella avvenuto il 28 dicembre 2017.
Il suo termine naturale era previsto per il marzo 2023, ma è stata sciolta dal Presidente Mattarella con 8 mesi di anticipo il 21 luglio 2022, a seguito della crisi del governo Draghi, dando inizio all'iter che ha portato alle elezioni politiche anticipate del 25 settembre 2022.
A seguito dell'esito positivo del referendum costituzionale del 2020, è stata l’ultima legislatura ad avere 630 deputati e 315 senatori elettivi. Dalla XIX legislatura, essi sono divenuti rispettivamente 400 e 200.

## Cronologia

### 2018

#### Ripartizione dei seggi per lista a inizio legislatura
|                                                          |                        |  |         |         |
| -------------------------------------------------------- | ---------------------- |  | ------- | ------- |
| Movimento 5 Stelle                                       | Movimento 5 Stelle     |  | 227/630 | 227/630 |
| Lega                                                     | Lega                   |  | 125/630 | 125/630 |
| Partito Democratico                                      | Partito Democratico    |  | 112/630 | 112/630 |
| Forza Italia                                             | Forza Italia           |  | 104/630 | 104/630 |
| Fratelli d'Italia                                        | Fratelli d'Italia      |  | 32/630  | 32/630  |
| Liberi e Uguali                                          | Liberi e Uguali        |  | 14/630  | 14/630  |
| Noi con l'Italia - UDC                                   | Noi con l'Italia - UDC |  | 4/630   | 4/630   |
| SVP - PATT                                               | SVP - PATT             |  | 4/630   | 4/630   |
| +Europa                                                  | +Europa                |  | 3/630   | 3/630   |
| Civica Popolare                                          | Civica Popolare        |  | 2/630   | 2/630   |
| Italia Europa Insieme                                    | Italia Europa Insieme  |  | 1/630   | 1/630   |
| MAIE                                                     | MAIE                   |  | 1/630   | 1/630   |
| USEI                                                     | USEI                   |  | 1/630   | 1/630   |
| Camera dei deputati (Liste) - XVIII legislatura (Italia) |                        |  |         |         |

|                        |                        |  |         |         |
| ---------------------- | ---------------------- |  | ------- | ------- |
| Movimento 5 Stelle     | Movimento 5 Stelle     |  | 112/321 | 112/321 |
| Lega                   | Lega                   |  | 58/321  | 58/321  |
| Forza Italia           | Forza Italia           |  | 57/321  | 57/321  |
| Partito Democratico    | Partito Democratico    |  | 53/321  | 53/321  |
| Fratelli d'Italia      | Fratelli d'Italia      |  | 18/321  | 18/321  |
| Noi con l'Italia - UDC | Noi con l'Italia - UDC |  | 4/321   | 4/321   |
| Liberi e Uguali        | Liberi e Uguali        |  | 4/321   | 4/321   |
| SVP - PATT             | SVP - PATT             |  | 3/321   | 3/321   |
| +Europa                | +Europa                |  | 1/321   | 1/321   |
| Civica Popolare        | Civica Popolare        |  | 1/321   | 1/321   |
| Italia Europa Insieme  | Italia Europa Insieme  |  | 1/321   | 1/321   |
| Union Valdôtaine       | Union Valdôtaine       |  | 1/321   | 1/321   |
| MAIE                   | MAIE                   |  | 1/321   | 1/321   |
| USEI                   | USEI                   |  | 1/321   | 1/321   |
| Senatori a vita        | Senatori a vita        |  | 6/321   | 6/321   |
|                        |                        |  |         |         |

#### Marzo
- 4: si svolgono le elezioni indette in tutto il territorio nazionale per la XVIII legislatura.
- 14: i leader dei principali partiti politici incominciano una serie di incontri per individuare delle candidature condivise per le presidenze delle Camere e la composizione degli Uffici di presidenza[4][5].
- 19: a Palazzo Madama e a Montecitorio incominciano le registrazioni dei parlamentari eletti per la XVIII legislatura[6][7].
- 23: convocata la prima seduta delle Camere. Sotto la presidenza provvisoria di Giorgio Napolitano e di Roberto Giachetti, il Senato e la Camera eleggono i loro presidenti[8][9].
- 24: vengono eletti Roberto Fico come Presidente della Camera dei deputati al quarto scrutinio e Maria Elisabetta Alberti Casellati come Presidente del Senato della Repubblica al terzo scrutinio. Il giorno stesso il governo Gentiloni rassegna le dimissioni, rimanendo in carica per il disbrigo degli affari correnti.[10]
- 27: vengono nominati i capigruppo parlamentari.
- 28: vengono eletti i vicepresidenti, i questori e i segretari del Senato della Repubblica.
- 29: vengono eletti i vicepresidenti, i questori e i segretari della Camera dei deputati.

#### Aprile
- 3: viene eletto un ulteriore segretario della Camera dei deputati per rappresentare il Gruppo misto, poi divenuto rappresentante del gruppo in deroga di Liberi e Uguali.
- 4: il Presidente della Repubblica Sergio Mattarella dà il via al primo giro di consultazioni[11]. A Palazzo Madama si insedia la Commissione speciale per l'esame degli atti urgenti presentati dal Governo, presieduta provvisoriamente dal senatore Giacomo Caliendo. La Commissione procede all'elezione del proprio ufficio di presidenza. Vengono eletti Presidente il senatore Vito Crimi, vice-presidenti i senatori Erica Rivolta e Giacomo Caliendo e segretari i senatori Simona Malpezzi e Giovan Battista Fazzolari.
- 5: il Presidente della Repubblica Sergio Mattarella chiude il primo giro di consultazioni e, vista l'impossibilità di trovare una maggioranza, comunica che la settimana successiva ci sarà un secondo giro di consultazioni.
- 9: viene concessa una deroga che consente alla formazione Liberi e Uguali di creare un gruppo autonomo alla Camera dei deputati.
- 10: a Palazzo Madama sono convocati prima l'ufficio di presidenza, integrato dei rappresentanti dei gruppi parlamentari, e poi tutti i membri della Commissione speciale per l'esame degli atti urgenti presentati dal Governo per la programmazione del lavori. È presente anche il sottosegretario di stato Sesa Amici, in rappresentanza del Governo.
- 11: Vengono eletti due ulteriori segretari del Senato della Repubblica per tutelare la rappresentanza del Gruppo misto e del Gruppo Per le Autonomie. Inoltre, nel corso della seduta, i gruppi parlamentari intervengono circa la situazione della guerra civile siriana.
- 12: il Presidente della Repubblica Sergio Mattarella dà il via al secondo giro di consultazioni[12]. A Montecitorio si insedia la Commissione speciale per l'esame degli atti urgenti del Governo, per l'elezione del Presidente, dei due vice-presidenti e dei due segretari. Vengono eletti Presidente il deputato Nicola Molteni, vice-presidenti i deputati Andrea Mandelli e Giorgio Trizzino e segretari i deputati Vittorio Ferraresi e Paolo Russo.
- 13: il Presidente della Repubblica Sergio Mattarella chiude il secondo giro di consultazioni e vista l'impossibilità di trovare una maggioranza comunica che in pochi giorni valuterà come procedere per uscire dallo stallo.
- 17: il Presidente del Consiglio Paolo Gentiloni riferisce alle Camere sulla situazione in Siria.
- 18: si riunisce il Parlamento in seduta comune per l'elezione di un giudice della Corte costituzionale e di due componenti il Consiglio superiore della magistratura (nessun candidato raggiunge il quorum richiesto), viene eletto anche un ulteriore segretario della Camera per tutelare la rappresentanza del Gruppo misto. Alle 11 il Presidente della Repubblica Sergio Mattarella convoca al Quirinale la presidente del Senato Maria Elisabetta Alberti Casellati, a cui conferisce un mandato esplorativo teso a verificare l'esistenza di una maggioranza parlamentare tra i partiti della coalizione di centro-destra e il M5S e di un'indicazione condivisa per il conferimento dell'incarico di Presidente del Consiglio, chiedendole di riferire entro la giornata di venerdì 20. Nella stessa giornata incominciano le sue consultazioni a Palazzo Giustiniani dove incontra le delegazioni di M5S, Lega, FI e FdI.
- 19: vista l'impossibilità di trovare un accordo fra M5S e Centro-destra la Presidente del Senato Maria Elisabetta Alberti Casellati avvia un secondo giro di consultazioni con la coalizione di Centro-destra che si presenta unita.
- 20: la Presidente del Senato sale al Colle per riferire al Presidente della Repubblica Sergio Mattarella l'esito delle sue consultazioni e dichiara che la discussione tra i leader, pur nella diversità di opinioni, ha consentito di evidenziare spunti di riflessione politica.[13]
- 23: il Presidente della Repubblica convoca alle ore 17 al Quirinale il Presidente della Camera Roberto Fico, a cui conferisce un mandato esplorativo teso a verificare l'esistenza di una maggioranza parlamentare tra M5S e Partito Democratico, chiedendogli di riferire entro la giornata di giovedì 26.
- 24: il Presidente della Camera Roberto Fico avvia le consultazioni a Palazzo Montecitorio dove alle 14:30 incontra la delegazione del PD e alle 18 quella del M5S.
- 26: il Presidente della Camera avvia un secondo giro di consultazioni incontrando alle 11 la delegazione del PD mentre e alle 13 quella del M5S. Nella stessa giornata alle ore 16:30 sale al Colle per comunicare l'apertura del dialogo tra M5S e PD.

#### Maggio

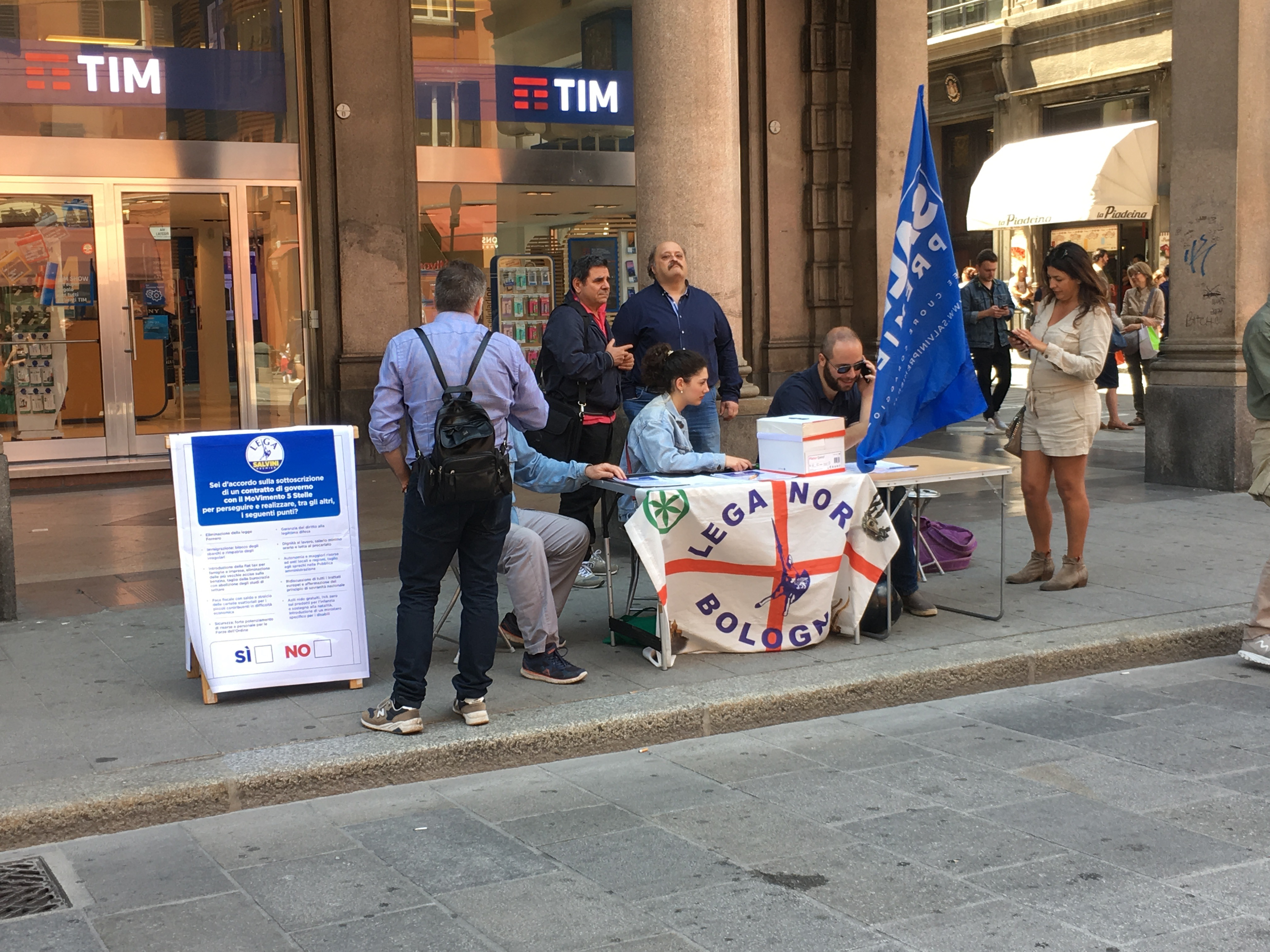
Uno dei gazebo organizzati dalla Lega in occasione del "referendum" tra gli iscritti sul Contratto di Governo con il M5S il 19 maggio 2018 a Bologna.

- 7: il presidente Mattarella avvia un altro giro di consultazioni con tutte le forze politiche presenti in Parlamento a seguito della mancata concretizzazione di un accordo tra M5S e Partito Democratico.[14] Al termine della giornata rilascia una dichiarazione indicando come unica soluzione della crisi la costituzione di un "governo neutrale" che lasci spazio a un governo politico qualora dovessero concretizzarsi degli accordi tra 2 dei 3 poli o porti il Paese a nuove elezioni all'inizio del 2019 dopo gli adempimenti connessi alla sessione di bilancio (compreso l'annullamento delle clausole di salvaguardia che comportano l'aumento dell'IVA). Il presidente della Repubblica avverte inoltre che immediate elezioni anticipate potrebbero rendere difficile l'esercizio del voto agli elettori se convocate in piena estate o potrebbero esporre al rischio che non ci sia il tempo per approvare la manovra finanziaria con conseguente aumento dell'IVA se convocate a inizio autunno.[15]
- 8: alla Camera dei Deputati è approvato, con 517 voti favorevoli, 29 contrari e un astenuto, il decreto di proroga dei vertici dell'ARERA (Ddl 484-A)[16]
- 9: i leader di M5S e Lega - Luigi Di Maio e Matteo Salvini - si incontrano per trattare ancora ed evitare l'ipotesi di un governo neutrale. M5S e Lega chiedono al presidente della Repubblica altre 24 ore per trovare un accordo, che il Quirinale concede.[17] Si riunisce inoltre per la seconda volta il Parlamento in seduta comune per l'elezione di un giudice della Corte costituzionale e di due componenti del Consiglio superiore della magistratura (nessun candidato raggiunge il quorum richiesto).
- 10: dopo un incontro alla Camera Di Maio e Salvini in una nota congiunta comunicano che sulla composizione dell'esecutivo e del premier sono stati fatti significativi passi in avanti nell'ottica di una costruttiva collaborazione tra le parti con l'obiettivo di definire tutto in tempi brevi per dare presto una risposta e un governo politico al Paese.[18]
- 14: il presidente Mattarella avvia un altro giro di consultazioni e convoca il M5S alle 16:30 e la Lega alle 18.[19] I due leader dichiarano che permangono visioni diverse su punti importanti del programma di Governo e chiedono pertanto altro tempo al presidente della Repubblica per formalizzare l'accordo. Subito dopo in una nota il Quirinale comunica che "Mattarella non intende impedire la nascita di un governo politico che avvii finalmente la legislatura".

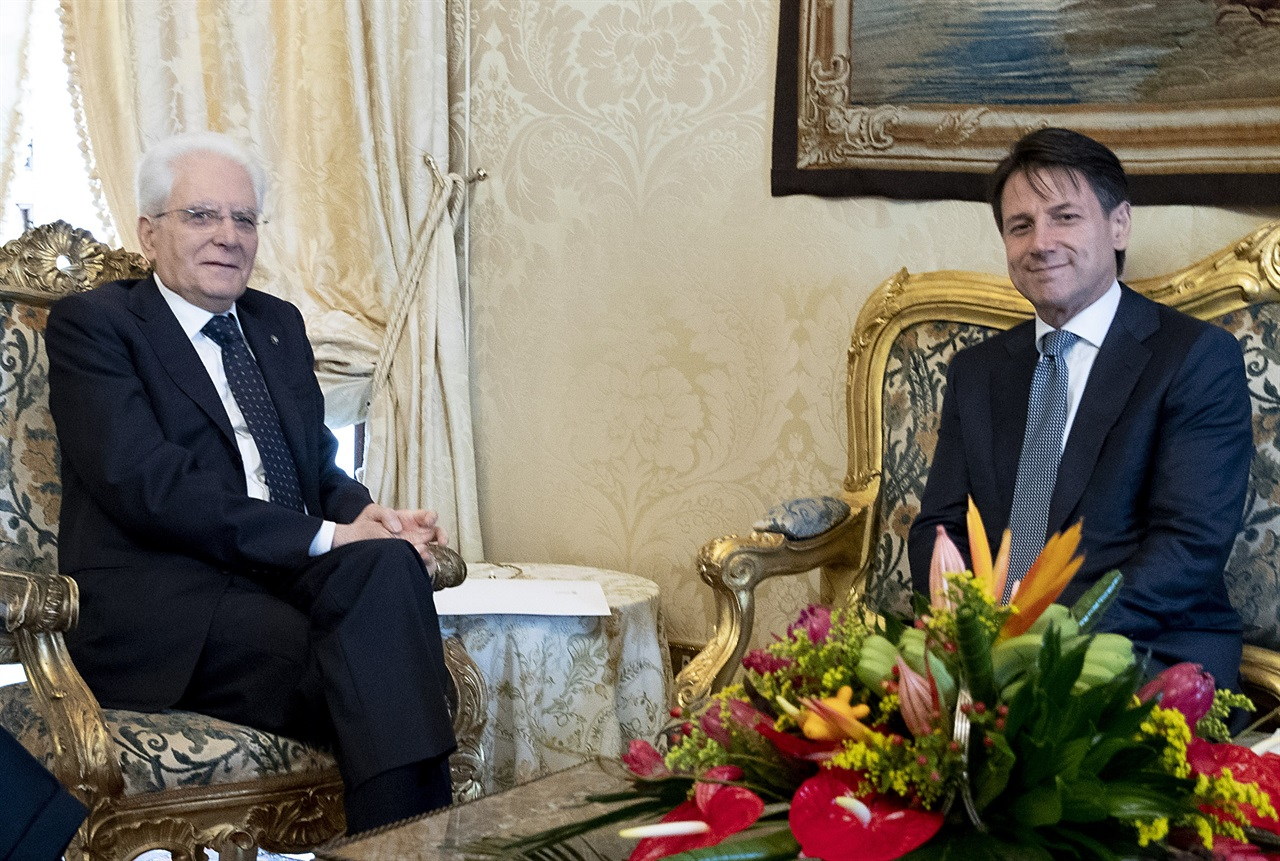
Il presidente del Consiglio incaricato Giuseppe Conte a colloquio con il Presidente della Repubblica Sergio Mattarella il 23 maggio 2018.

- 18: Di Maio e Salvini comunicano di aver raggiunto l'accordo finale sul programma, poi reso pubblico nella sua versione definitiva.[20]
- 21: il presidente Mattarella avvia un altro giro di consultazioni e convoca il M5S alle 17:30 e la Lega alle 18. Le due forze politiche annunciano al presidente della Repubblica di aver raggiunto l'accordo e di aver individuato come possibile presidente del Consiglio dei Ministri l'avvocato pugliese Giuseppe Conte.[21]
- 22: il presidente Mattarella convoca il presidente della Camera Fico e la presidente del Senato Alberti Casellati.[22]
- 23: il presidente Mattarella convoca il giurista Giuseppe Conte, designato come premier da M5S e Lega Nord, e gli conferisce l'incarico di formare il Governo, accettato con riserva.

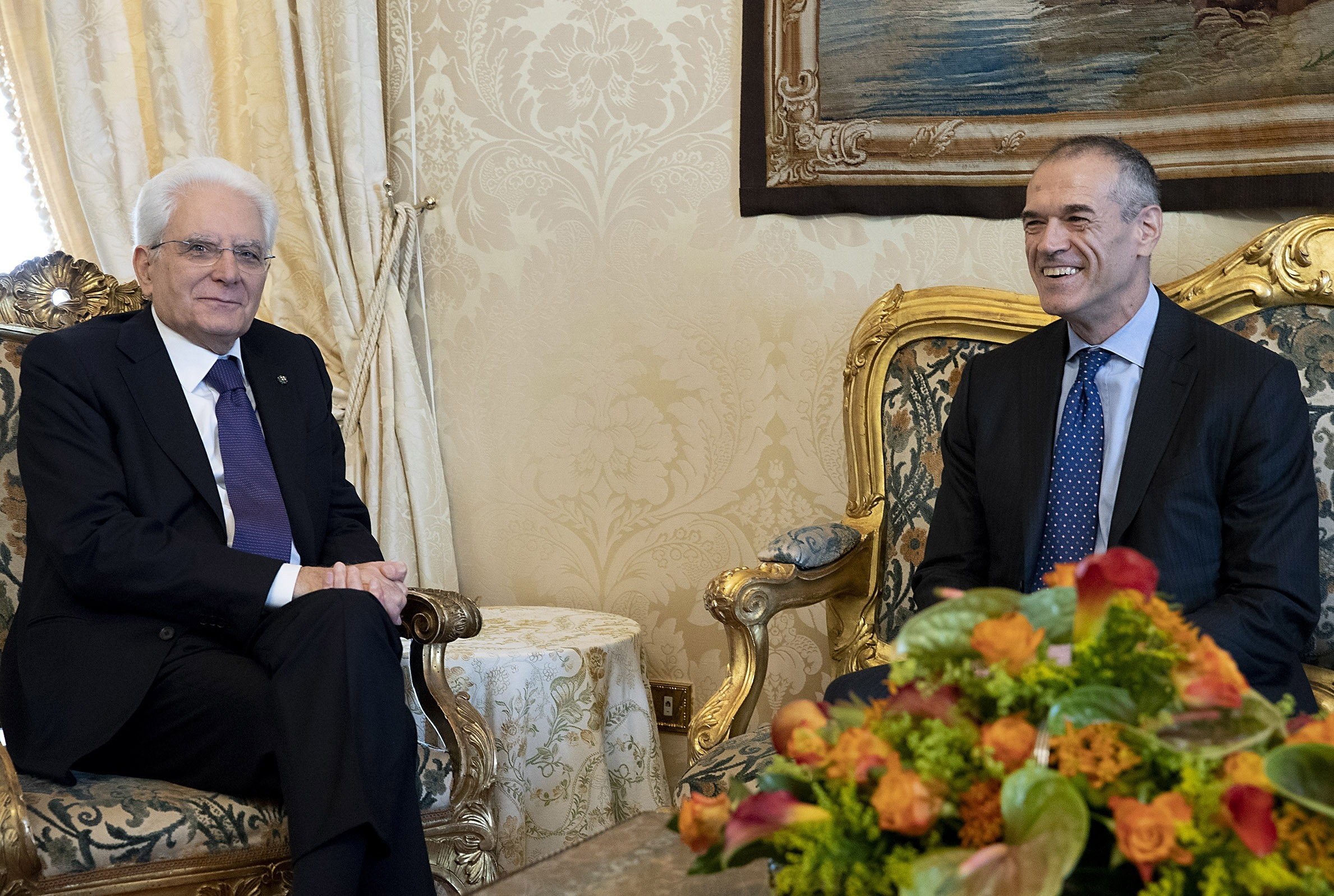
Il presidente del Consiglio incaricato Carlo Cottarelli a colloquio con il Presidente della Repubblica Sergio Mattarella il 28 maggio 2018.

- 24: il Presidente del Consiglio incaricato Giuseppe Conte avvia le consultazioni a Palazzo Montecitorio dove incontra tutte le forze politiche presenti in Parlamento.
- 27: Giuseppe Conte sciogliendo la riserva rimette al presidente della Repubblica l'incarico di formare il governo. Successivamente il presidente della Repubblica Sergio Mattarella rilascia una dichiarazione affermando che - nonostante l'impegno profuso nell'accompagnare il tentativo di formazione di un governo appoggiato dalle forze di maggioranza - nella lista dei ministri presentata da Conte ha suscitato in lui perplessità la proposta di Paolo Savona per il dicastero dell'Economia, e data l'indisponibilità a ogni altra soluzione non è stato possibile proseguire con la costituzione del governo. Il presidente della Repubblica sottolinea infatti la propria richiesta di indicazione di un esponente della maggioranza, coerente con l'accordo di programma e dichiara che Savona sarebbe stato visto come "sostenitore di una linea, più volte manifestata, che potrebbe provocare, probabilmente, o, addirittura, inevitabilmente, la fuoriuscita dell'Italia dall'euro. Cosa ben diversa da un atteggiamento vigoroso, nell'ambito dell'Unione europea, per cambiarla in meglio dal punto di vista italiano". Tale scelta, infatti, riguardante un tema "che non è stato in primo piano durante la recente campagna elettorale", per Mattarella avrebbe "configurato rischi concreti per la tutela dei risparmi degli italiani".[23]
- 28: il presidente Mattarella convoca l'economista Carlo Cottarelli e gli conferisce l'incarico, accettato con riserva, di formare un governo dei tecnici.
- 30: al Senato sono approvati in prima lettura il Ddl 297 (decreto Alitalia)[24] e definitivamente il Ddl 349 (decreto proroga ARERA).[16]
- 31: il prof. Carlo Cottarelli sciogliendo la riserva rimette al presidente della Repubblica l'incarico di formare il Governo, essendosi nuovamente create le condizioni per un governo politico. Nella stessa giornata, alle 21, Mattarella convoca Giuseppe Conte affidandogli nuovamente l'incarico di formare il Governo. Conte accetta l'incarico e presenta la lista dei ministri.

#### Giugno

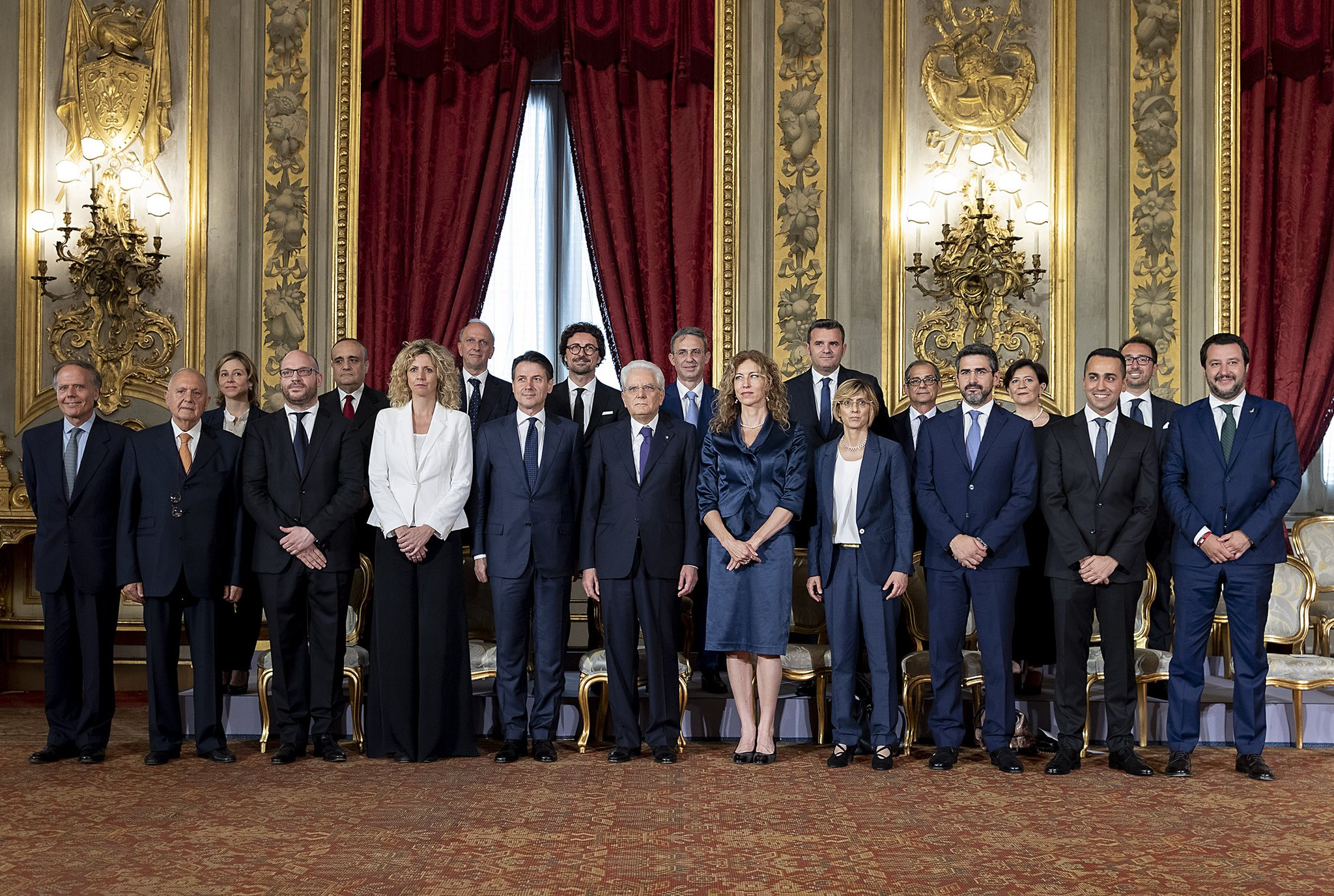
Il Governo Conte I, 1º giugno 2018

- 1: alle 16 al palazzo del Quirinale il Governo Conte I presta giuramento entrando ufficialmente in carica.[25] Dopo il passaggio di consegne a Palazzo Chigi tra i presidenti Gentiloni e Conte, si svolge il primo consiglio dei ministri dove avviene la nomina del deputato Giancarlo Giorgetti a segretario del medesimo.
- 5: il Governo si presenta al Senato ottenendo la fiducia con 171 voti favorevoli, 117 contrari e 25 astenuti.[26]
- 6: il governo ottiene la fiducia anche dalla Camera, con 350 voti favorevoli, 236 contrari e 35 astenuti.[27]
- 12: si svolge il 3° CdM che nomina 45 Sottosegretari di Stato.[28]
- 13: si svolge nella Sala dei Galeoni di Palazzo Chigi la cerimonia di giuramento dei Sottosegretari di Stato del Governo Conte[29]; il ministro dell'interno Matteo Salvini riferisce al Senato sulla vicenda della nave Aquarius.[30] Nella stessa giornata vengono eletti Fabio Rampelli e Federico D'Incà rispettivamente come Vicepresidente e Questore della Camera in sostituzione di Lorenzo Fontana e Riccardo Fraccaro divenuti Ministri del Governo Conte.
- 21: vengono eletti i Presidenti, Vicepresidenti e i Segretari delle Commissioni parlamentari.
- 26: vengono eletti 3 nuovi Segretari d'Aula in sostituzione di Vincenzo Spadafora e Carlo Sibilia, nominati sottosegretari del Governo Conte.

#### Settembre
- 25: Il Senato approva in via definitiva con 261 sì, un'astensione e nessun voto contrario il disegno di legge presentato da Giorgia Meloni sui dispositivi anti-abbandono per il trasporto di bambini fino a quattro anni di età.[31][32]
- 27: La Camera dei deputati accetta le dimissioni del deputato Andrea Mura, eletto con il Movimento 5 Stelle nel collegio uninominale Sardegna 01 - Cagliari.[33]

#### Novembre
- 28: La Camera dei Deputati approva definitivamente la conversione del disegno di legge n. 1346: S. 840. (detto Decreto Sicurezza) - Conversione in legge, con modificazioni, del decreto-legge 4 ottobre 2018, n. 113, recante disposizioni urgenti in materia di protezione internazionale e immigrazione, sicurezza pubblica, nonché misure per la funzionalità del Ministero dell'interno e l'organizzazione e il funzionamento dell'Agenzia nazionale per l'amministrazione e la destinazione dei beni sequestrati e confiscati alla criminalità organizzata. Delega al Governo in materia di riordino dei ruoli e delle carriere del personale delle Forze di polizia e delle Forze armate (già approvato dal Senato) con 396 voti favorevoli e 99 contrari.

#### Dicembre
- 18: La Camera dei Deputati approva definitivamente la conversione del disegno di legge 1189-B - Misure per il contrasto dei reati contro la pubblica amministrazione, nonché in materia di prescrizione del reato e in materia di trasparenza dei partiti e movimenti politici (Già approvato dalla Camera e modificato dal Senato) con 304 voti favorevoli, 106 contrari e 19 astenuti.
- 22: Il Senato approva il disegno di legge di bilancio[34] alle ore 3 della notte, nel testo presentato il giorno stesso, dando alla commissione bilancio 2 ore di tempo per esaminare il testo[35] e 22 minuti per la variazione di bilancio. La fiducia sul maxiemendamento di 1143 commi passa con 167 voti favorevoli.[36]
- 30: La Camera dei Deputati approva definitivamente la conversione del DDL 1334-B - Bilancio di previsione dello stato per l'anno finanziario 2019 e bilancio pluriennale 2019-2021 e delle relative note di variazione con 313 voti favorevoli e 70 contrari. Essa riceve nella stessa giornata la firma conclusiva da parte del Presidente della Repubblica[37], entrando in vigore.

### 2019

#### Gennaio
- 20: Alle elezioni suppletive per il seggio della Camera nel collegio uninominale Sardegna - 01 viene eletto il candidato del centrosinistra Andrea Frailis.[38]

#### Maggio
- 26: Alle elezioni suppletive per i seggi della Camera nel collegio uninominale di Trento e nel collegio uninominale di Pergine Valsugana vengono eletti i candidati della Lega, rispettivamente Martina Loss e Mauro Sutto.[39]

Giugno

#### Luglio
- 31: Il Senato approva le relazioni sul riconteggio dei voti delle elezioni del 2018 in alcuni collegi: Edoardo Patriarca (PD) perde il seggio del collegio uninominale di Modena che viene assegnato al leghista Stefano Corti; il seggio del senatore Matteo Salvini eletto nella circoscrizione Calabria viene assegnato a Forza Italia (conseguentemente il leader della Lega opta per il seggio della circoscrizione Lazio, togliendolo alla compagna di partito Kristalia Rachele Papaevangeliu, che da pochi giorni era subentrata ad Anna Cinzia Bonfrisco eletta all'Europarlamento). L'aula di Palazzo Madama decide altresì di riassegnare al M5S il seggio senatoriale rimasto vacante in Sicilia, convalidando l'elezione di Emma Pavanelli (prima dei non eletti in Umbria).[40]

#### Agosto
- 9: La Lega presenta una mozione di sfiducia al Presidente del Consiglio Giuseppe Conte e inizia una crisi di governo.[41]
- 12: Viene convocata dalla Presidente Casellati la conferenza dei Capigruppo per decidere quando calendarizzare la mozione di sfiducia.
- 13: Viene convocata dal Presidente Fico la conferenza dei Capigruppo per decidere quando calendarizzare la mozione di sfiducia. Inoltre la Presidente del Senato Casellati convoca l'aula alle 18 per calendarizzare la mozione di sfiducia al Governo Conte I.
- 20: Viene convocata l'aula del Senato alle 15 dove il Presidente del Consiglio Conte riferisce della Crisi di Governo e subito dopo aver ascoltato per 3 ore il dibattito decide di recarsi al Quirinale dove rassegna le dimissioni.
- 21: Il Presidente della Repubblica Sergio Mattarella avvia una fase di consultazioni per risolvere la crisi di governo chiedendo al Governo Conte di restare in carica per il disbrigo degli affari correnti.
- 22: Il Presidente della Repubblica vista la non risoluzione della crisi e la richiesta di alcune forze politiche di altro tempo, decide di avviare nuove consultazioni per le giornate di martedì 27 e mercoledì 28.
- 28: Il Presidente della Repubblica Mattarella in seguito alle consultazioni convoca per il giorno seguente Giuseppe Conte
- 29: Il Presidente della Repubblica Sergio Mattarella conferisce l'incarico di formare un nuovo governo al Prof. Giuseppe Conte, Presidente del Consiglio uscente, il quale accetta con riserva. Nella stessa giornata avvia delle Consultazioni con i Gruppi Parlamentari minori e annuncia che quelle con i Gruppi maggiori saranno il giorno dopo.
- 30: Dopo aver terminato le Consultazioni il Presidente incaricato Conte non rilascia alcuna dichiarazione ma per via del suo staff viene comunicato che si prenderà due giorni di riflessione.

#### Settembre
- 4: Il Presidente incaricato Giuseppe Conte scioglie positivamente la riserva, accettando di formare un nuovo Governo di coalizione con M5S, PD e LeU e comunicando contestualmente la lista dei ministri.

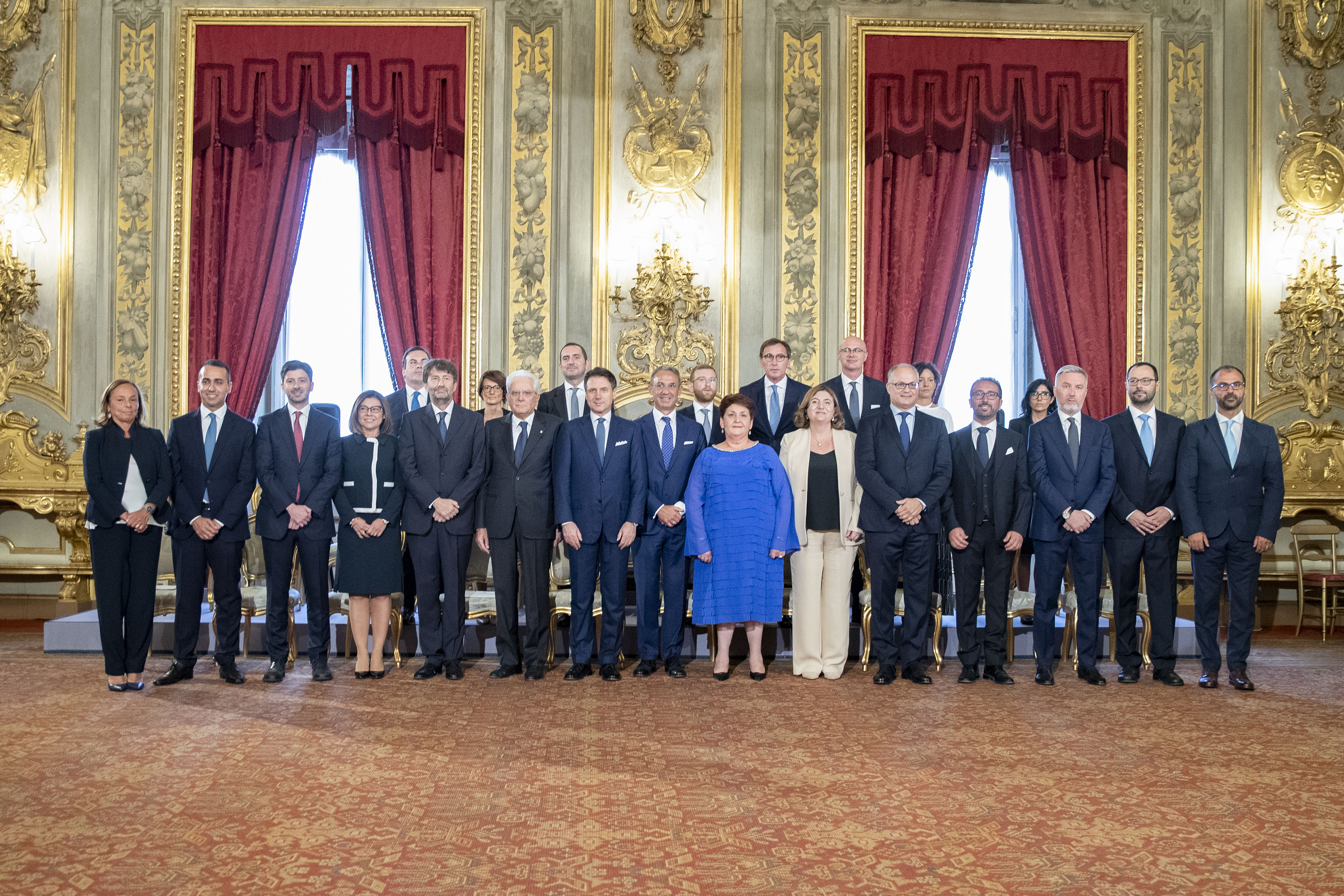
Giuramento del Governo Conte II, 5 settembre 2019

- 5: Alle ore 10 il Governo Conte II giura al Palazzo del Quirinale nelle mani del Capo dello Stato, entrando ufficialmente in carica. Nel primo Consiglio dei Ministri l'onorevole Riccardo Fraccaro è nominato Sottosegretario di Stato alla Presidenza del Consiglio. Il Presidente Conte informa il Consiglio dei Ministri di aver proposto alla Presidente Ursula von der Leyen il nome di Paolo Gentiloni quale commissario italiano per la nascente commissione europea.
- 9: Il governo Conte II ottiene la fiducia dalla Camera, con 343 voti favorevoli, 263 contrari e 3 astenuti.
- 10: Il Senato vota la fiducia al nuovo governo con 169 sì, 133 no e 5 astenuti.
- 19: Alla Camera e al Senato si formano i gruppi parlamentari di Italia Viva a seguito alla scissione di Matteo Renzi dal Partito Democratico.

#### Ottobre
- 8: La Camera approva definitivamente in quarta lettura la riforma costituzionale che prevede la riduzione dalla prossima legislatura del numero dei parlamentari da 945 a 600. Gli articoli 56, 57 e 59 modificati della Costituzione prevedono 400 deputati (anziché 630) e 200 senatori (anziché 315), mentre i parlamentari eletti nella Circoscrizione estero scendono a 12 (anziché 18); il numero massimo di senatori a vita di nomina presidenziale viene fissato a 5 (eliminando così l'interpretazione Pertini-Cossiga che ogni Presidente della Repubblica possa nominare 5 senatori a vita).

### 2020

#### Luglio
- 29: vengono rinnovati i Presidenti, Vicepresidenti e i Segretari delle Commissioni parlamentari con l'accordo di maggioranza fra M5S, PD, IV, LeU e altri.

### 2021

#### Gennaio
- 13: il leader di Italia Viva Matteo Renzi annuncia le dimissioni delle ministre Teresa Bellanova ed Elena Bonetti e del sottosegretario Ivan Scalfarotto. Ritirandosi dalla maggioranza parlamentare, il gruppo così passa per il momento ad un appoggio esterno.
- 18: Viene convocata la Camera dei deputati alle 12 dove il Presidente del Consiglio Conte riferisce della situazione politica in atto.[42] Il premier Giuseppe Conte pone la fiducia sulla mozione presentata dalla maggioranza. La fiducia passa con 321 voti favorevoli, 259 contrari e 27 gli astenuti.
- 19: Viene convocato il Senato della Repubblica dalle 9:30 alle 22:30 dove il Presidente del Consiglio dei Ministri Conte riferisce la situazione politica in atto per la crisi di governo. Il premier Giuseppe Conte pone la fiducia sulla mozione presentata dalla maggioranza. La fiducia viene approvata con una maggioranza relativa (e non assoluta) di 156 sì, 140 no e 16 astenuti, con 313 presenti e 312 votanti.[43]
- 25: Il Presidente del consiglio Conte annuncia che il giorno seguente rassegnerà le dimissioni.
- 26: Il presidente Conte convoca un CDM straordinario alle ore 09:30, nel quale annuncia la volontà di rassegnare le dimissioni. Alle ore 12:00 il premier si reca al Quirinale per rassegnare le dimissioni.
- 27: Il Presidente della Repubblica Sergio Mattarella avvia una fase di consultazioni per risolvere la crisi di governo chiedendo al Governo Conte II di restare in carica per il disbrigo degli affari correnti. Nel frattempo al Senato nasce il gruppo parlamentare Europeisti-MAIE-Centro Democratico.
- 29: Il presidente della Repubblica Sergio Mattarella dopo aver ascoltato tutti i partiti decide di conferire a Roberto Fico un mandato esplorativo per verificare una maggioranza a partire dalle forze politiche che hanno appoggiato il Governo Conte II entro la data di martedì 2 febbraio.
- 30: Iniziano le consultazioni del Presidente della Camera Roberto Fico. Alle ore 16:00 incontra la delegazione del M5S. Alle 17:20 incontra la delegazione del PD. Alle ore 18:40 la delegazione di Italia Viva. Chiude la giornata l'incontro con la delegazione di LeU.
- 31: Secondo giorno di consultazioni di Fico. Alle ore 10:00 l'incontro con la delegazione di Eu-MAIE-CD. Alle ore 11:20 l'incontro con la delegazione delle Autonomie. Alle ore 12:40 l'incontro con la delegazione del gruppo parlamentare Misto della Camera, e alle 14:00 con la delegazione del gruppo parlamentare Misto del Senato.

#### Febbraio
- 1: Terzo giorno di consultazioni di Fico. Tutte le forze politiche fin qui incontrate (M5S, PD, LeU, IV, Eu-MAIE-CD, Autonomie, Misto) si incontrano dalle ore 9.30 fino alle 21 a Montecitorio per un confronto sul programma e la formazione del nuovo Governo.
- 2: Quarto giorno di consultazioni di Fico. Tutte le forze politiche si rincontrano alle 9 per proseguire i lavori. In serata, si registra la definitiva rottura tra il gruppo di IV e le restanti forze politiche. Fico sale al Quirinale per dichiarare l'esito negativo delle consultazioni al Presidente della Repubblica.
- 3: Il Presidente della Repubblica Sergio Mattarella convoca al Quirinale l'ex-presidente della Banca centrale europea Mario Draghi, al quale affida l'incarico di formare un nuovo governo. Questi accetta con riserva.
- 4: Il Presidente del Consiglio incaricato Mario Draghi inizia le consultazioni con tutte le forze politiche. A differenza delle precedenti consultazioni la coalizione di Centrodestra andrà separata. Le consultazioni cominciano alle 15:30 coi i gruppi di Azione e +Europa di Camera e Senato, seguono dalle 16:30-17:00 con i gruppi di MAIE-PSI, poi Centro Democratico-Italiani in Europa e Minoranze linguistiche della Camera e anche con Europeisti-MAIE-Centro Democratico del Senato. Le consultazioni si concludono con i gruppi parlamentari di Noi con l'Italia e Cambiamo! di Camera e Senato dalle 18:18 fino alle 18:30
- 5: Secondo giorno di consultazioni del Presidente incaricato Draghi. Alle 11 incontra il gruppo delle Autonomie del Senato, poi alle 11.45 il gruppo di LeU di Camera e Senato. Seguono Italia Viva, Fratelli d'Italia e PD. Le consultazioni si concludono con il gruppo di Forza Italia e UDC dalle 17.30 alle 18.
- 6: Terzo giorno di consultazioni del Presidente incaricato Draghi che incontra la Lega e il M5S. Al termine del primo giro di Consultazioni non viene lasciata nessuna dichiarazione da parte del Presidente incaricato che però annuncia un secondo giro di Consultazioni.
- 8: Il Presidente incaricato Draghi inizia il secondo giro di incontri con il gruppo delle Minoranze linguistiche alle 15. Seguono poi MAIE-PSI, Azione e +Europa, Noi con l'Italia, Cambiamo!, Centro Democratico-Italiani in Europa e per concludere con il gruppo delle Autonomie alle 18.
- 9: Secondo giorno del secondo giro di Consultazioni che inizia alle 11 con il gruppo Europeisti-MAIE-Centro Democratico del Senato. Seguono LeU, Italia Viva, Fratelli d'Italia, PD, Forza Italia e UDC, Lega e per concludere il M5S alle 17.15.
- 10: Il Presidente incaricato incontra nella mattinata e nel pomeriggio le parti sociali, tra cui Confindustria, CGIL, CISL, la Conferenza delle regioni, Anci, Legambiente.
- 12: Il Professor Mario Draghi si reca al Quirinale alle ore 19:00 per sciogliere la riserva e annuncia la lista dei ministri. Il giuramento del nuovo governo è fissato per il giorno successivo.

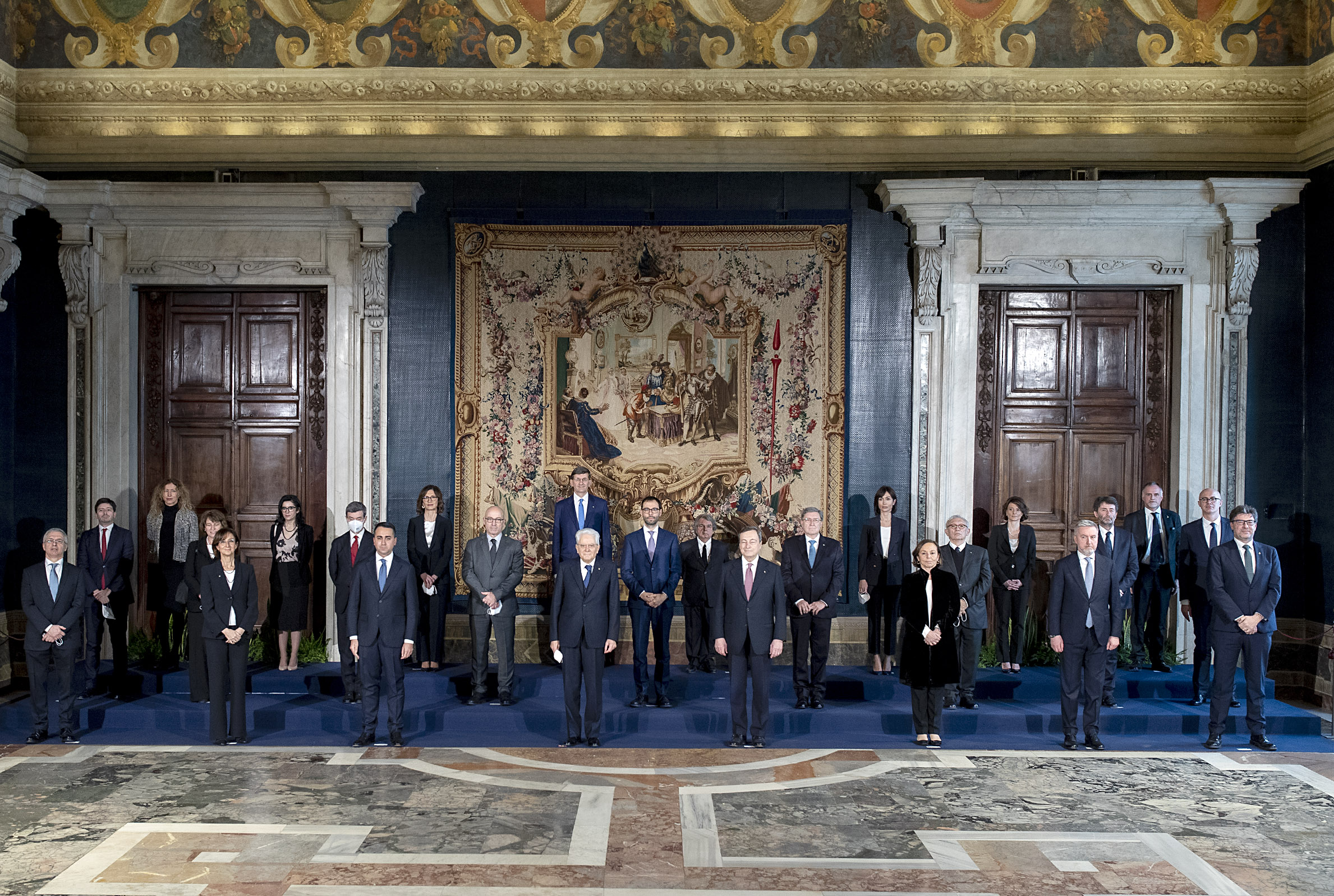
Giuramento del Governo Draghi, 13 febbraio 2021

- 13: Alle 12 al palazzo del Quirinale il Governo Draghi presta giuramento entrando ufficialmente in carica.
- 17: Il premier Mario Draghi presenta il programma di governo al Senato. In serata incassa la fiducia con 262 sì, 40 no e 2 astenuti.
- 18: Il Governo Draghi alle ore 22:00 incassa la fiducia alla Camera dei Deputati, con 535 voti favorevoli, 56 contrari e 5 astenuti.

#### Marzo
- 1: A Palazzo Chigi si svolge il giuramento dei sottosegretari che conclude il procedimento di formazione del Governo Draghi.
- 10: La Camera elegge Andrea Mandelli Vicepresidente in sostituzione di Mara Carfagna, dimessasi in seguito alla nomina a Ministra per il Sud del Governo Draghi.

#### Maggio
- 26: Vengono eletti senatori Segretari, a seguito di dimissioni perché nominati nel Governo, i senatori: Salvatore Margiotta (PD) e Paola Binetti (FI-BP-UDC).
- 27: Luigi Brugnaro e Giovanni Toti formano un nuovo gruppo parlamentare chiamato "Coraggio Italia", che raccoglie al suo interno parlamentari provenienti da Centro Democratico (3), Forza Italia (11), Cambiamo!-Popolo Protagonista (8) e Movimento 5 Stelle (1).

#### Giugno
- 23: Giorgio Silli viene eletto un nuovo Segretario nell'ufficio di Presidenza della Camera in rappresentanza del gruppo parlamentare Coraggio Italia.

#### Agosto
- 20: Muore il senatore Paolo Saviane.

#### Ottobre
- 4: Enrico Letta viene eletto deputato vincendo le suppletive del collegio uninominale toscana 12 (Siena) con 33391 voti.
- 5: Andrea Casu viene eletto deputato dopo aver vinto le suppletiva del collegio uninominale Lazio 1-11 (Roma-Primavalle) con 32735 voti.

#### Dicembre
- 4: Non viene convalidata l'elezione del senatore Adriano Cario per brogli elettorali, e viene annullata l'elezione della senatrice Anna Carmela Minuto; al posto di quest'ultima subentra Michele Boccardi. Viene proclamata senatrice Tilde Minasi al posto di Paolo Saviane, deceduto il 20 agosto precedente.

### 2022

#### Gennaio
- 4: Il Presidente Roberto Fico convoca il Parlamento in seduta comune per l'elezione del nuovo Presidente della Repubblica, con prima votazione dal 24 gennaio.
- 12: Viene proclamato il senatore Fabio Porta al posto di Adriano Cario, la cui elezione non era stata convalidata il 2 dicembre precedente.
- 16: Cecilia D'Elia viene eletta deputata dopo aver vinto le elezioni suppletive nel collegio Lazio 1 - 01.
- 23: Muore il deputato Enzo Fasano.
- 24: Alle ore 15:00 si svolge la prima votazione dell'elezione del Presidente della Repubblica Italiana.
- 25: A Enzo Fasano subentra Rossella Sessa.
- 29: Sergio Mattarella è rieletto Presidente della Repubblica.

#### Aprile
- 27: Al Senato si costituisce il Gruppo Parlamentare Uniti per la Costituzione-C.A.L. (Costituzione, Ambiente, Lavoro), composto da membri tutti fuoriusciti dal Gruppo Misto, pressoché tutti ex M5S.

#### Giugno
- 20 e 30: Alla Camera e al Senato si formano i gruppi parlamentari di Insieme per il Futuro a seguito alla scissione di Luigi Di Maio dal Movimento 5 Stelle, al Senato grazie al simbolo di Centro Democratico.
- 23: In seguito della mancanza del numero minimo dei componenti viene sciolto alla Camera il Gruppo parlamentare di Coraggio Italia. I 18 componenti andranno a formare delle componenti nel Gruppo Misto.

#### Luglio
- 11: La Camera approva con 266 voti favorevoli e 47 contrari il d.l. Aiuti; non partecipa al voto il Movimento 5 Stelle, in quanto contrario a una norma del d.l. che garantisce poteri straordinari al sindaco di Roma per la costruzione di un termovalorizzatore (reputato dal Movimento dannoso per l'ambiente).
- 13: La Camera approva le dimissioni del deputato Elio Vito, eletto con Forza Italia nel collegio plurinominale Puglia-02.[44]
- 14: Il governo pone la questione di fiducia sulla discussione del d.l. Aiuti al Senato. Come anticipato, il gruppo M5S (61 senatori) non partecipa al voto; ciononostante, l'aula approva il d.l. e la fiducia (211 votanti, di cui 172 a favore e 39 contro). Il Presidente del Consiglio si reca al Quirinale per avere un colloquio con il Presidente della Repubblica. Il CdM, inizialmente previsto per le 15:30 e poi spostato alle 18:15, inizia alle 18:40. Il Presidente del Consiglio annuncia la sua volontà di rassegnare le sue dimissioni e quelle del governo, quindi si reca nuovamente al Quirinale. Tuttavia, il Presidente della Repubblica respinge le dimissioni e invita il Presidente del Consiglio a presentarsi in Parlamento.
- 20: Il Presidente Draghi si presenta in Senato per le comunicazioni, ribadendo il sostegno all'Unione Europea, alla NATO e all'Ucraina, e chiedendo ai partiti sostegno al suo governo e stabilità. A seguito di un acceso dibattito parlamentare, vengono presentate al Senato due risoluzioni, una di Pier Ferdinando Casini e l'altra di Roberto Calderoli. In quella di Casini vengono approvate le dichiarazioni del Presidente Draghi, mentre in quella di Calderoli, sottoscritta anche da altri esponenti del centrodestra, viene richiesta la creazione di un nuovo governo guidato sempre da Mario Draghi ma senza i 5 Stelle. Il Presidente Draghi decide di porre la questione di fiducia sulla risoluzione di Casini. Quest'ultima viene approvata (192 presenti, 133 votanti, di cui 95 favorevoli e 38 contrari), ottenendo la maggioranza relativa, ma non quella assoluta. I senatori del Movimento 5 Stelle si dichiarano presenti non votanti, mentre i senatori di Lega e Forza Italia escono dall'aula. La risoluzione di Calderoli non é posta ai voti, in quanto preclusa dall'approvazione della risoluzione do Casini.[45]

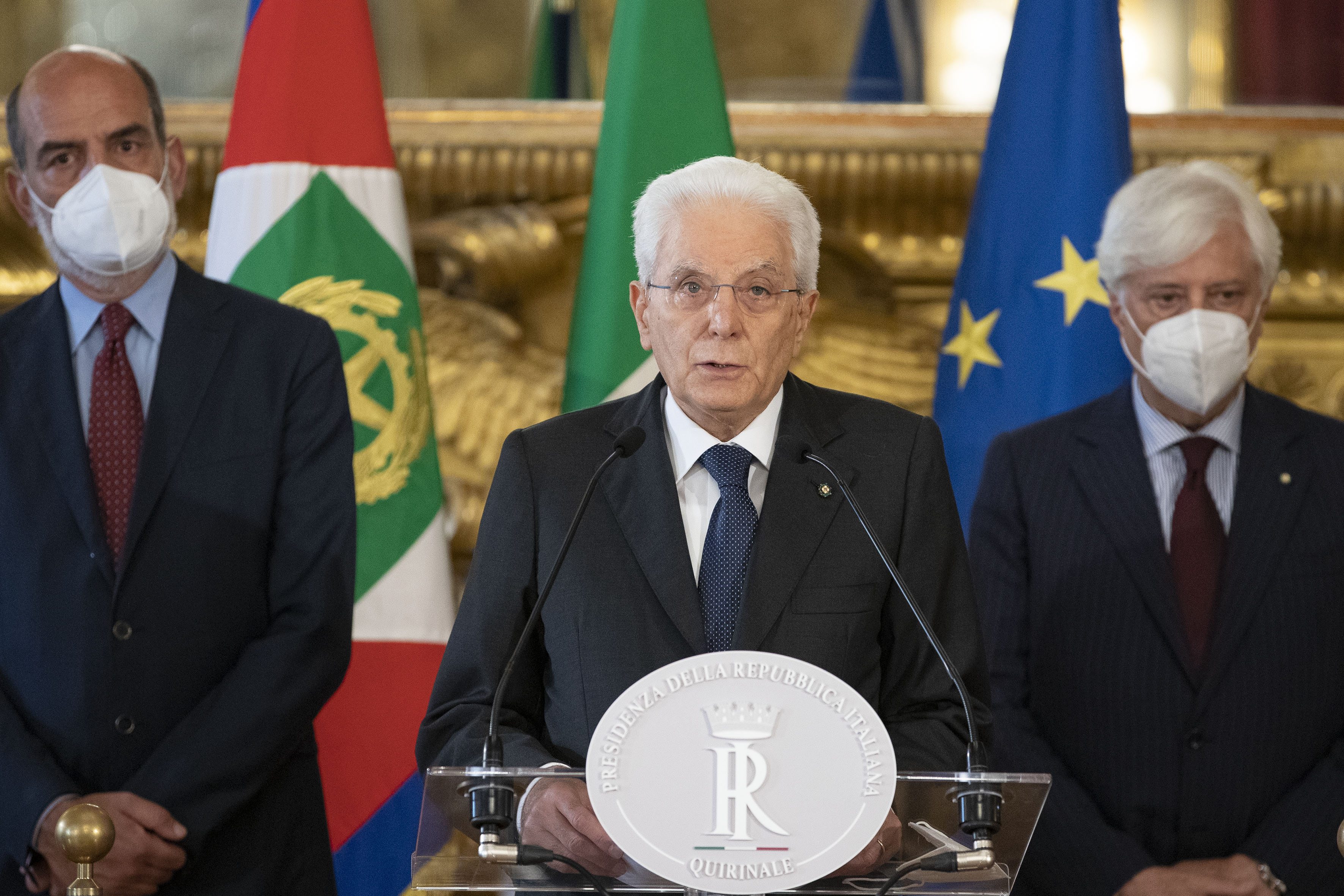
Il Presidente della Repubblica Sergio Mattarella scioglie le Camere della XVIII legislatura

- Il Presidente della Repubblica Sergio Mattarella scioglie le Camere della XVIII legislatura21: Il Presidente Draghi rassegna le dimissioni al Capo dello Stato. Nel pomeriggio, una volta sentiti il Presidente Fico e la Presidente Casellati, il Presidente della Repubblica decreta lo scioglimento delle Camere e indice elezioni anticipate per il 25 settembre, con la prima riunione delle nuove Camere fissata il 13 ottobre.

#### Agosto
- 2: La Camera approva con 398 voti favorevoli, 20 contrari e 9 astensioni la ratifica del protocollo di adesione di Svezia e Finlandia alla NATO firmato dai paesi membri il 5 luglio 2022.[46]
- 3: Il Senato approva in via definitiva la ratifica del protocollo di adesione di Svezia e Finlandia alla NATO con 202 voti favorevoli, 13 contrari e 2 astensioni.[47]
- 17: Muore il senatore Niccolò Ghedini.[48]

#### Settembre
- 15: La Camera approva la conversione in Legge del d.l. Aiuti bis con 322 voti a favore, 13 contrari e 45 astenuti.
- 20: Il Senato approva in via definitiva la conversione in Legge del d.l. Aiuti bis con 178 voti a favore, nessun contrario e 13 astenuti.
- 25: Si svolgono le elezioni politiche per il rinnovo dei due rami del parlamento.

#### Ottobre
- 13: Con l'insediamento delle nuove Camere, termina ufficialmente la XVIII Legislatura della Repubblica Italiana.

## Governi
Fino alla formazione del Governo Conte I è rimasto in carica il Governo Gentiloni della legislatura precedente, dimissionario e in carica per il disbrigo degli affari correnti a partire dal 24 marzo 2018, in seguito alle elezioni dei presidenti delle nuove Camere.
- Governo Conte I

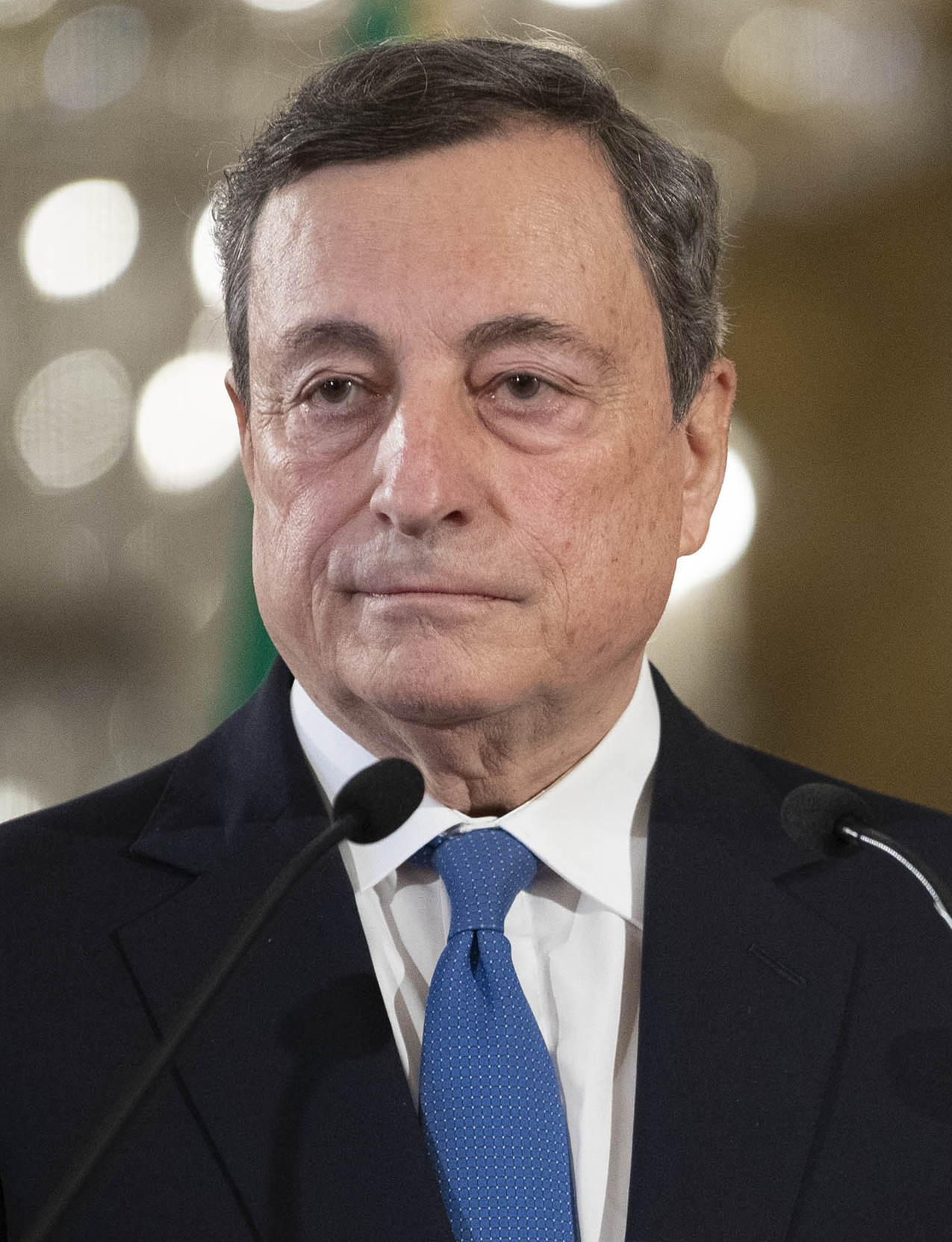
Mario Draghi, Presidente del Consiglio dal 13 febbraio 2021 al 22 ottobre 2022

  - Dal 1º giugno 2018 al 5 settembre 2019 (461 giorni)
  - Composizione del Governo: M5S, LSP, MAIE e Indipendenti
  - Presidente del Consiglio dei Ministri: Giuseppe Conte (Indipendente di area M5S)
- Governo Conte II
  - Dal 5 settembre 2019 al 13 febbraio 2021 (527 giorni)
  - Composizione del Governo: M5S, PD, LeU, IV[49][50]), MAIE e Indipendenti
  - Presidente del Consiglio dei Ministri: Giuseppe Conte (Indipendente di area M5S)
- Governo Draghi
  - Dal 13 febbraio 2021 al 22 ottobre 2022 (616 giorni)
  - Composizione del Governo: M5S, LSP, PD, IpF[51], Az[52], FI[53], IV, Art.1, +Eu, NcI, CD e Indipendenti
  - Presidente del Consiglio dei Ministri: Mario Draghi (Indipendente)

## Camera dei deputati

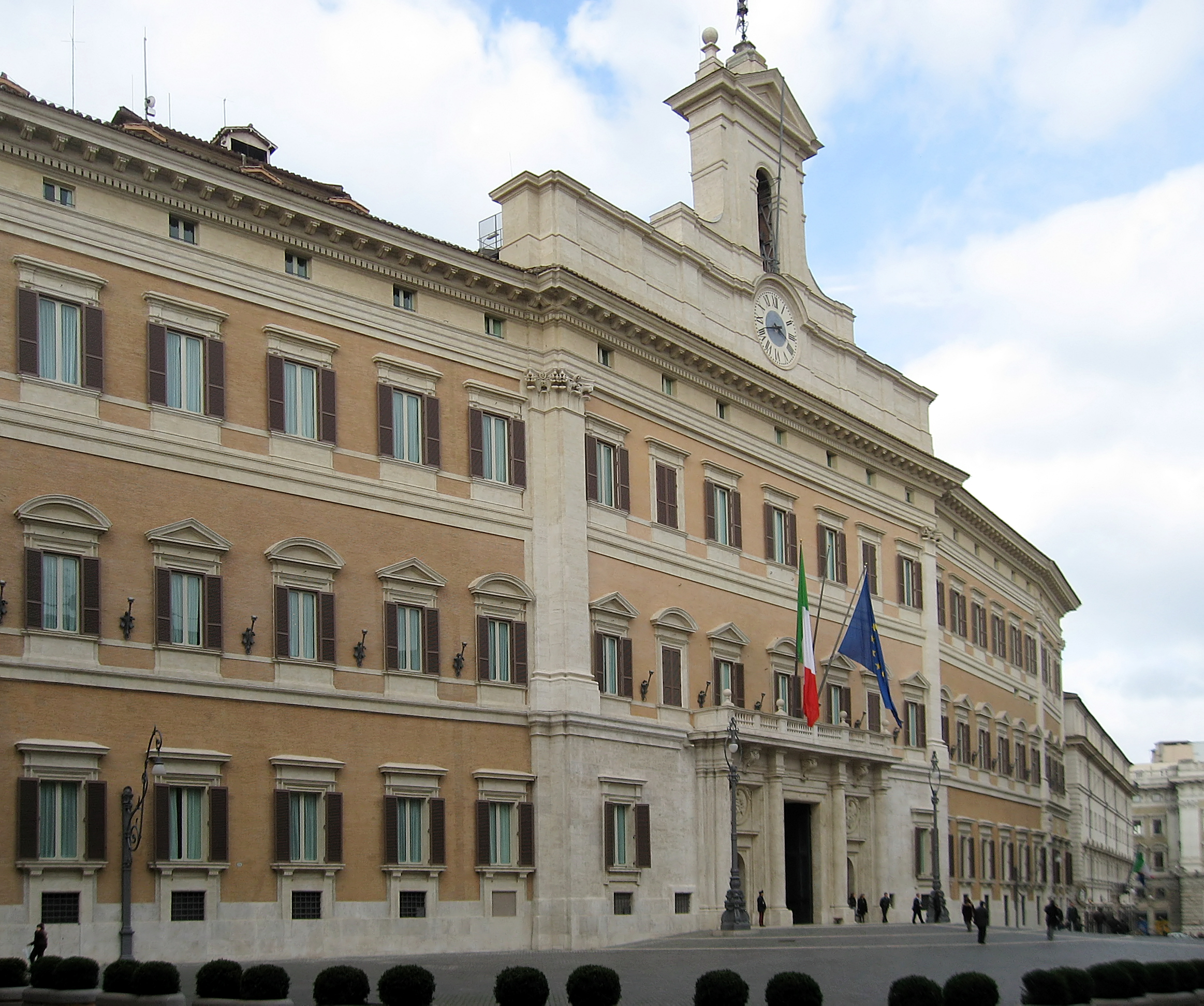
Palazzo Montecitorio, sede della Camera dei deputati.

### Ufficio di Presidenza

#### Presidente
Roberto Fico (M5S)

#### Vicepresidenti
- Andrea Mandelli (FI)[54] [Dal 10/03/2021]
- Fabio Rampelli (FdI)[55] [Dal 13/06/2018]
- Ettore Rosato (IV-IC'è)
- Maria Edera Spadoni (M5S)

#### Questori
- Francesco D'Uva (IpF-IC)[56] [Dal 2/10/2019]
- Gregorio Fontana (FI)
- Edmondo Cirielli (FdI)

#### Segretari
- Francesco Scoma (Lega)
- Silvana Comaroli (Lega)
- Marzio Liuni (Lega)
- Anna Rita Tateo (Lega)[57] [dal 26/06/2018]
- Azzurra Pia Maria Cancelleri (M5S)
- Luigi Iovino (IpF-IC)[58] [dal 2/10/2019]
- Federica Daga (IpF-IC)[59] [dal 26/06/2018]
- Alessandro Amitrano (IpF-IC)[60] [dal 26/06/2018]
- Luca Pastorino (LeU) [Dal 03/04/2018]
- Alessandro Colucci (Misto-NcI-USEI-R-AC) [Dal 18/04/2018]
- Andrea De Maria (PD)[61] [Dal 09/10/2019]
- Giorgio Silli (CI)[62] [Dal 23/06/2021 al 23/06/2022]

### Capigruppo parlamentari
| Gruppo parlamentare | Gruppo parlamentare                          | Presidente | Seggi     |
| ------------------- | -------------------------------------------- | --- | --------- |
|                     | Lega - Salvini Premier                       | Giancarlo Giorgetti [Fino al 01/06/2018] Riccardo Molinari [Dal 14/06/2018] | 131 / 630 |
|                     | Misto                                        | Manfred Schullian | 102 / 630 |
|                     | Partito Democratico (Italia)                 | Graziano Delrio [Fino al 30/03/2021] Debora Serracchiani [Dal 30/03/2021] | 97 / 630  |
|                     | MoVimento 5 Stelle                           | Giulia Grillo [Fino al 01/06/2018] Francesco D'Uva [Dal 06/06/2018 al 02/10/2019] Francesco Silvestri ad interim [Dal 02/10/2019 al 12/12/2019] Davide Crippa [Dal 12/12/2019 al 27/07/2022] Luigi Gallo [Dal 27/07/2022 al 29/07/2022] Francesco Silvestri [Dal 29/07/2022] | 96 / 630  |
|                     | Forza Italia - Berlusconi Presidente         | Mariastella Gelmini [Fino al 13/02/2021] Roberto Occhiuto [Dal 16/02/2021 al 05/10/2021] Paolo Barelli [Dal 20/10/2021] | 71 / 630  |
|                     | Insieme per il Futuro - Impegno Civico       | Iolanda Di Stasio | 50 / 630  |
|                     | Fratelli d'Italia (partito politico)         | Fabio Rampelli [Fino al 13/06/2018] Francesco Lollobrigida [Dal 28/06/2018] | 40 / 630  |
|                     | Italia Viva - Italia C'è                     | Maria Elena Boschi | 33 / 630  |
|                     | Liberi e Uguali-Articolo 1-Sinistra Italiana | Federico Fornaro | 10 / 630  |

#### Gruppi cessati di esistere nel corso della legislatura
| Gruppo parlamentare | Gruppo parlamentare | Presidente  | Data di scioglimento |
| ------------------- | ------------------- | ----------- | -------------------- |
|                     | Coraggio Italia     | Marco Marin | 23/06/2022           |

### Commissioni parlamentari

#### Commissioni permanenti
| #    | Commissione                                                     | Presidente                                                | Presidente                              |
| ---- | --------------------------------------------------------------- | --------------------------------------------------------- | --------------------------------------- |
| I    | Affari costituzionali, della Presidenza del consiglio e interni |                                                           | Giuseppe Brescia (M5S)                  |
| II   | Giustizia                                                       |                                                           | Giulia Sarti (M5S) [fino al 26/02/2019] |
| II   | Giustizia                                                       | Francesca Businarolo (M5S) [dal 05/03/2019 al 29/07/2020] |                                         |
| II   | Giustizia                                                       | Mario Perantoni (M5S) [dal 29/07/2020]                    |                                         |
| III  | Affari esteri e comunitari                                      |                                                           | Marta Grande (M5S)                      |
| III  | Affari esteri e comunitari                                      | Piero Fassino (PD) [dal 29/07/2020]                       |                                         |
| IV   | Difesa                                                          |                                                           | Gianluca Rizzo (IpF-IC)                 |
| V    | Bilancio, tesoro e programmazione                               |                                                           | Claudio Borghi (Lega)                   |
| V    | Bilancio, tesoro e programmazione                               | Fabio Melilli (PD) [dal 29/07/2020]                       |                                         |
| VI   | Finanze                                                         |                                                           | Carla Ruocco (M5S) [fino al 14/02/2020] |
| VI   | Finanze                                                         | Raffaele Trano (Misto) [dal 04/03/2020 al 29/07/2020]     |                                         |
| VI   | Finanze                                                         | Luigi Marattin (IV-IC'è) [dal 29/07/20]                   |                                         |
| VII  | Cultura, scienza e istruzione                                   |                                                           | Luigi Gallo (M5S)                       |
| VII  | Cultura, scienza e istruzione                                   | Vittoria Casa (IpF-IC) [dal 29/07/2020]                   |                                         |
| VIII | Ambiente, territorio e lavori pubblici                          |                                                           | Alessandro Benvenuto (Lega)             |
| VIII | Ambiente, territorio e lavori pubblici                          | Alessia Rotta (PD) [dal 29/07/2020]                       |                                         |
| IX   | Trasporti, poste e telecomunicazioni                            |                                                           | Alessandro Morelli (Lega)               |
| IX   | Trasporti, poste e telecomunicazioni                            | Raffaella Paita (IV-IC'è) [dal 29/07/20]                  |                                         |
| X    | Attività produttive, commercio e turismo                        |                                                           | Barbara Saltamartini (Lega)             |
| X    | Attività produttive, commercio e turismo                        | Martina Nardi (PD) [dal 29/07/2020]                       |                                         |
| XI   | Lavoro pubblico e privato                                       |                                                           | Andrea Giaccone (Lega)                  |
| XI   | Lavoro pubblico e privato                                       | Debora Serracchiani (PD) [dal 29/07/2020 al 14/04/2021]   |                                         |
| XI   | Lavoro pubblico e privato                                       | Romina Mura (PD) [dal 14/04/2021]                         |                                         |
| XII  | Affari sociali                                                  |                                                           | Marialucia Lorefice (M5S)               |
| XIII | Agricoltura                                                     |                                                           | Filippo Gallinella (IpF-IC)             |
| XIV  | Politiche dell'Unione europea                                   |                                                           | Sergio Battelli (IpF-IC)                |

#### Commissioni bicamerali la cui presidenza è attribuita alla Camera
| Commissione | Presidente | Presidente                   |
| --- | ---------- | ---------------------------- |
| Questioni regionali |            | Emanuela Corda (Misto-A)     |
| Vigilanza sull'anagrafe tributaria |            | Ugo Parolo (Lega)            |
| Comitato parlamentare di controllo sull'attuazione dell'accordo di Schengen, di vigilanza sull'attività di Europol, di controllo e vigilanza in materia di immigrazione |            | Eugenio Zoffili (Lega)       |
| Semplificazione |            | Nicola Stumpo (LeU-Art 1-SI) |
| Attuazione del federalismo fiscale |            | Cristian Invernizzi (Lega)   |
| Inchiesta sulle attività illecite connesse al ciclo dei rifiuti e su illeciti ambientali ad esse correlati                                                              |            | Stefano Vignaroli (IpF-IC)   |
| Inchiesta sul sistema bancario e finanziario |            | Carla Ruocco (IpF-IC)        |
| Inchiesta sulle attività connesse alle comunità di tipo familiare che accolgono minori                                                                                  |            | Laura Cavandoli (Lega)       |
| Vigilanza Cassa Depositi e Prestiti |            | Sestino Giacomoni (FI)       |

### Riepilogo della composizione
| Gruppo parlamentare alla Camera dei deputati | Gruppo parlamentare alla Camera dei deputati                | Gruppo parlamentare alla Camera dei deputati                                                     | Gruppo parlamentare alla Camera dei deputati                | Inizio legislatura | 2018 | 2019 | 2020 | 2021 | Fine legislatura |
| -------------------------------------------- | ----------------------------------------------------------- | ------------------------------------------------------------------------------------------------ | ----------------------------------------------------------- | ------------------ | ---- | ---- | ---- | ---- | ---------------- |
|                                              | Lega - Salvini Premier (Lega)                               | Lega - Salvini Premier (Lega)                                                                    | Lega - Salvini Premier (Lega)                               | 125                | 125  | 125  | 130  | 133  | 131              |
|                                              | Partito Democratico (PD)                                    | Partito Democratico (PD)                                                                         | Partito Democratico (PD)                                    | 111                | 111  | 88   | 92   | 94   | 97               |
|                                              | MoVimento 5 Stelle (M5S)                                    | MoVimento 5 Stelle (M5S)                                                                         | MoVimento 5 Stelle (M5S)                                    | 222                | 220  | 216  | 191  | 158  | 96               |
|                                              | Forza Italia - Berlusconi Presidente (FI)                   | Forza Italia - Berlusconi Presidente (FI)                                                        | Forza Italia - Berlusconi Presidente (FI)                   | 104                | 105  | 97   | 91   | 79   | 68               |
|                                              | Insieme per il Futuro - Impegno Civico (IpF-IC)             | Insieme per il Futuro - Impegno Civico (IpF-IC)                                                  | Insieme per il Futuro - Impegno Civico (IpF-IC)             | —                  | —    | —    | —    | —    | 49               |
|                                              | Fratelli d'Italia (FdI)                                     | Fratelli d'Italia (FdI)                                                                          | Fratelli d'Italia (FdI)                                     | 32                 | 32   | 35   | 33   | 37   | 40               |
|                                              | Italia Viva-Italia C'è (IV-IC'è)                            | Italia Viva-Italia C'è (IV-IC'è)                                                                 | Italia Viva-Italia C'è (IV-IC'è)                            | —                  | —    | 29   | 30   | 29   | 32               |
|                                              | Liberi e Uguali-Articolo 1-Sinistra Italiana (LeU-Art 1-SI) | Liberi e Uguali-Articolo 1-Sinistra Italiana (LeU-Art 1-SI)                                      | Liberi e Uguali-Articolo 1-Sinistra Italiana (LeU-Art 1-SI) | —                  | 14   | 12   | 12   | 12   | 10               |
|                                              | Coraggio Italia (CI)                                        | Coraggio Italia (CI)                                                                             | Coraggio Italia (CI)                                        | —                  | —    | —    | —    | 21   | —                |
|                                              | Gruppo misto                                                |                                                                                                  | Non iscritti                                                | 36                 | 1    | 7    | 20   | 24   | 38               |
|                                              | Gruppo misto                                                | Alternativa (A)                                                                                  | —                                                           | —                  | —    | —    | 16   | 14   |                  |
|                                              | Gruppo misto                                                | Coraggio Italia (CI)                                                                             | —                                                           | —                  | —    |      | —    | 11   |                  |
|                                              | Gruppo misto                                                | Vinciamo Italia-Italia al Centro con Toti (VI-ICT)                                               | —                                                           | —                  | —    |      | —    | 10   |                  |
|                                              | Gruppo misto                                                | Centro Democratico (CD)                                                                          | —                                                           | 3                  | 3    | 4    | 6    | 5    |                  |
|                                              | Gruppo misto                                                | Azione-+Europa-Radicali Italiani (A-+E-RI)                                                       | —                                                           | —                  | —    | 4    | 3    | 6    |                  |
|                                              | Gruppo misto                                                | Noi con l'Italia-USEI-Rinascimento ADC (NcI-USEI-R-AC)                                           | —                                                           | 4                  | 10   | 12   | 5    | 5    |                  |
|                                              | Gruppo misto                                                | Europa Verde - Verdi Europei (EV-VE)                                                             | —                                                           | —                  | —    | —    | —    | 5    |                  |
|                                              | Gruppo misto                                                | Minoranze linguistiche (Min.Ling.)                                                               | —                                                           | 4                  | 4    | 4    | 4    | 4    |                  |
|                                              | Gruppo misto                                                | Manifesta, Potere al Popolo, Partito della Rifondazione Comunista - Sinistra Europea (M-PP-RCSE) | —                                                           | —                  | —    | —    | —    | 4    |                  |
|                                              | Gruppo misto                                                | MAIE-PSI-FACCIAMOECO (MAIE-PSI-FE)                                                               | —                                                           | 6                  | 3    | 3    | 8    | 5    |                  |
|                                              | Gruppo misto                                                | FACCIAMO ECO - FEDERAZIONE DEI VERDI (FE-FDV)                                                    | —                                                           | —                  | —    | —    | —    | —    |                  |
|                                              | Gruppo misto                                                | Cambiamo!-Popolo Protagonista (C!-PP)                                                            | —                                                           | —                  | —    | 3    | —    | —    |                  |
|                                              | Gruppo misto                                                | Cambiamo! - 10 Volte Meglio (C10VM)                                                              | —                                                           | —                  | —    | —    | —    | —    |                  |
|                                              | Gruppo misto                                                | Civica Popolare-AP-PSI-Area Civica (CP-A-PS-A)                                                   | —                                                           | 4                  | —    | —    | —    | —    |                  |
| Totale Gruppo misto                          | Totale Gruppo misto                                         | 36                                                                                               | 22                                                          | 27                 | 50   | 66   | 107  |      |                  |
| Seggi vacanti                                | Seggi vacanti                                               | Seggi vacanti                                                                                    | Seggi vacanti                                               | —                  | 1    | 1    | 1    | 1    | —                |
| Totale                                       | Totale                                                      | Totale                                                                                           | Totale                                                      | 630                | 630  | 630  | 630  | 630  | 630              |

#### Modifiche nella composizione dei gruppi parlamentari
1. ↑  Due deputati del gruppo Lega cessano dal mandato parlamentare durante il 2018: Massimiliano Fedriga l'8 maggio, il 25 luglio 2018 è sostituito da Aurelia Bubisutti; Claudia Maria Terzi il 27 giugno, il 26 luglio 2018 è sostituita da Luca Toccalini.
2. ↑  Un deputato aderisce al gruppo Lega durante il 2019: abbandonando il gruppo FI Antonino Minardo il 3 dicembre.
Un deputato abbandona il gruppo Lega durante il 2019: aderisce al gruppo misto-NI Carmelo Lo Monte il 9 settembre.
Tre deputati del gruppo Lega cessano dal mandato parlamentare durante il 2019: Maurizio Fugatti, Stefania Segnana e Giulia Zanotelli il 9 gennaio, sono sostituiti rispettivamente da Mauro Sutto (1º giugno 2019, dopo le elezioni suppletive nel collegio Pergine Valsugana del 26 maggio 2019), Tiziana Piccolo (10 gennaio 2019) e Martina Loss (31 maggio 2019, dopo le elezioni suppletive nel collegio Trento del 26 maggio 2019).
3. ↑  Quattro deputati aderiscono al gruppo Lega durante il 2020: abbandonando il gruppo FI Benedetta Fiorini il 5 agosto; Maurizio Carrara, Laura Ravetto e Federica Zanella il 20 novembre 2020.
Un deputato subentrante aderisce al gruppo Lega durante il 2020: Giuseppe Paolin sostituisce Luca De Carlo del gruppo FdI il 5 agosto.
Una deputata del gruppo Lega cessa dal mandato parlamentare durante il 2020: Giorgia Latini il 10 novembre, l'11 novembre 2020 è sostituita da Mauro Lucentini.
4. ↑  Cinque deputati aderiscono al gruppo Lega durante il 2021. Abbandonando il gruppo misto-NI: Antonio Zennaro il 18 gennaio. Abbandonando il gruppo misto-NcI-USEI-R-AC: Antonino Germanà l'8 aprile. Abbandonando il gruppo M5S: Felice Mariani il 21 aprile. Abbandonando il gruppo CI: Tiziana Piccolo il 27 maggio. Abbandonando il gruppo IV: Francesco Scoma il 23 settembre.
Due deputati abbandonano il gruppo Lega durante il 2021. Aderendo al gruppo FdI: Gianluca Vinci il 19 febbraio. Aderendo al gruppo CI: Tiziana Piccolo il 27 maggio. Due deputati del gruppo Lega cessano dal mandato parlamentare durante il 2021: Guido Guidesi e Alessandra Locatelli il 17 febbraio, lo stesso giorno sono sostituiti rispettivamente da Matteo Micheli e Silvana Snider.
5. ↑  Due deputati abbandonano il gruppo Lega durante il 2022. Aderisce al gruppo misto-NI: Francesco Zicchieri il 17 maggio. Aderisce al gruppo misto-CI: Tiziana Piccolo il 7 luglio.
Un deputato del gruppo Lega cessa dal mandato parlamentare durante il 2022: Massimiliano Capitanio il 27 maggio, il 30 maggio è sostituito da Marina Romanò.
6. ↑  Un deputato del gruppo PD cessa dal mandato parlamentare durante il 2018: David Ermini il 25 settembre, il giorno successivo è sostituito da Umberto Buratti.
7. ↑  Tre deputati aderiscono al gruppo PD durante il 2019. Abbandonando il gruppo misto-CP-A-PS-A: Beatrice Lorenzin e Serse Soverini il 23 settembre. Abbandonando il gruppo LeU: Laura Boldrini il 24 settembre.
Un deputato subentrante aderisce al gruppo PD durante il 2019: Andrea Frailis, eletto il 20 gennaio 2019 in elezioni suppletive nel collegio Cagliari, il 24 gennaio sostituisce Andrea Mura del gruppo misto-NI.
Ventisei deputati abbandonano il gruppo PD durante il 2019. Aderiscono al gruppo IV: Lucia Annibali, Michele Anzaldi, Maria Elena Boschi, Nicola Carè, Matteo Colaninno, Camillo D'Alessandro, Vito De Filippo, Mauro Del Barba, Marco Di Maio, Cosimo Maria Ferri, Silvia Fregolent, Maria Chiara Gadda, Roberto Giachetti, Gianfranco Librandi, Luigi Marattin, Gennaro Migliore, Mattia Mor, Sara Moretto, Luciano Nobili, Lisa Noja, Raffaella Paita, Ettore Rosato, Ivan Scalfarotto e Massimo Ungaro il 19 settembre; Giacomo Portas il 24 settembre. Aderisce al gruppo misto-NI: Daniela Cardinale il 13 giugno.
Un deputato del gruppo PD cessa dal mandato parlamentare durante il 2019: Paolo Gentiloni il 2 dicembre.
8. ↑  Quattro deputati aderiscono al gruppo PD durante il 2020. Abbandonando il gruppo misto-NI: Santi Cappellani il 19 febbraio; Paolo Lattanzio e Michele Nitti il 10 dicembre. Abbandonando il gruppo IV: Nicola Carè il 30 settembre.
Un deputato subentrante aderisce al gruppo PD durante il 2020: Roberto Gualtieri, eletto il 1º marzo 2020 in elezioni suppletive nel collegio Roma-Trionfale, il 4 marzo 2021 sostituisce Paolo Gentiloni.
Due deputati del gruppo PD cessano dal mandato parlamentare durante il 2020: Antonello Giacomelli il 30 settembre, lo stesso giorno è sostituito da Luca Sani; Pier Carlo Padoan il 4 novembre.
9. ↑  Un deputato aderisce al gruppo PD durante il 2021. Abbandonando il gruppo IV: Vito De Filippo il 18 gennaio.
Due deputati subentranti eletti il 4 ottobre 2021 in elezioni suppletive aderiscono al gruppo PD durante il 2021: Enrico Letta, eletto nel collegio Siena, il 6 ottobre sostituisce Pier Carlo Padoan; Andrea Casu, eletto nel collegio Roma-Primavalle, l'11 ottobre sostituisce Emanuela Claudia Del Re del gruppo M5S.
Quattro deputati del gruppo PD cessano dal mandato parlamentare durante il 2021: Maurizio Martina il 20 gennaio, il giorno successivo è sostituito da Giovanni Sanga; Marco Minniti l'11 marzo 2021, lo stesso giorno è sostituito da Eva Avossa; Giovanni Sanga il 13 aprile, il giorno successivo è sostituito da Graziella Leyla Ciagà; Roberto Gualtieri il 4 novembre.
10. ↑  Due deputati aderiscono al gruppo PD durante il 2022. Abbandonando il gruppo M5S: Angela Ianaro il 3 marzo. Abbandonando il gruppo LeU: Erasmo Palazzotto il 16 marzo. Una deputata subentrante aderisce al gruppo PD durante il 2022: Cecilia D'Elia, eletta il 16 gennaio 2022 in elezioni suppletive nel collegio Roma-Trionfale, il 19 gennaio sostituisce Roberto Gualtieri.
11. ↑  Due deputati abbandonano il gruppo M5S durante il 2018. Aderisce al gruppo misto-NI: Andrea Mura il 26 luglio. Aderisce al gruppo FI: Matteo Dall'Osso il 7 dicembre.
Una deputata del gruppo M5S decede durante il 2018: Iolanda Nanni il 27 agosto, l'11 settembre 2018 è sostituita da Valentina Barzotti.
12. ↑  Quattro deputati abbandonano il gruppo M5S durante il 2019. Aderiscono al gruppo misto-NI: Sara Cunial il 17 aprile; Veronica Giannone e Gloria Vizzini il 1º luglio; Davide Galantino il 10 luglio.
13. ↑  Venticinque deputati abbandonano il gruppo M5S durante il 2020. Aderiscono al gruppo misto-NI: Nunzio Angiola e Gianluca Rospi il 3 gennaio; Lorenzo Fioramonti il 7 gennaio; Massimiliano De Toma e Rachele Silvestri il 9 gennaio; Santi Cappellani il 14 gennaio; Nadia Aprile e Michele Nitti il 21 gennaio; Flora Frate il 4 febbraio; Raffaele Trano il 18 marzo; Antonio Zennaro il 23 aprile; Fabiola Bologna il 24 aprile; Rosalba De Giorgi il 6 maggio; Nicola Acunzo il 20 maggio; Alessandra Ermellino il 22 giugno; Paolo Lattanzio il 7 agosto; Piera Aiello il 2 settembre; Marco Rizzone il 21 settembre; Paolo Romano il 20 ottobre; Elisa Siragusa il 23 novembre; Fabio Berardini, Carlo Ugo De Girolamo, Mara Lapia e Antonio Lombardo il 10 dicembre. Aderisce al gruppo LeU: Rina De Lorenzo il 27 ottobre.
14. ↑  Trentadue deputati abbandonano il gruppo M5S durante il 2021. Aderiscono al gruppo misto-NI: Emilio Carelli il 2 febbraio; Giuseppe D'Ambrosio il 18 febbraio; Massimo Enrico Baroni, Pino Cabras, Andrea Colletti, Emanuela Corda, Jessica Costanzo, Francesco Forciniti, Paolo Giuliodori, Alvise Maniero, Rosa Menga, Maria Laura Paxia, Raphael Raduzzi, Giovanni Russo, Francesco Sapia, Doriana Sarli, Michele Sodano, Arianna Spessotto, Guia Termini, Rosa Alba Testamento, Andrea Vallascas, Alessio Villarosa e Leda Volpi il 19 febbraio; Yana Chiara Ehm, Cristian Romaniello e Simona Suriano il 2 marzo; Giorgio Trizzino il 24 marzo; Giovanni Vianello il 15 settembre; Lucia Scanu il 24 dicembre. Aderisce al gruppo Lega: Felice Mariani il 21 aprile. Aderisce al gruppo CI: Martina Parisse il 27 maggio. Aderisce al gruppo LeU: Devis Dori il 12 luglio.
Una deputata del gruppo M5S cessa dal mandato parlamentare durante il 2021: Emanuela Claudia Del Re il 30 giugno.
15. ↑  Una deputata aderisce al gruppo M5S durante il 2022. Abbandonando il gruppo IpF: Vita Martinciglio il 27 giugno.
Sessantatré deputati abbandonano il gruppo M5S durante il 2022. Aderiscono al gruppo IpF: Cosimo Adelizzi, Roberta Alaimo, Alessandro Amitrano, Giovanni Luca Aresta, Sergio Battelli, Luciano Cadeddu, Vittoria Casa, Andrea Caso, Gianpaolo Cassese, Laura Castelli, Luciano Cillis, Federica Daga, Paola Deiana, Daniele Del Grosso, Margherita Del Sesto, Luigi Di Maio, Gianfranco Di Sarno, Iolanda Di Stasio, Manlio Di Stefano, Giuseppe d'Ippolito, Francesco D'Uva, Mattia Fantinati, Marialuisa Faro, Luca Frusone, Chiara Gagnarli, Filippo Gallinella, Andrea Giarrizzo, Conny Giordano, Marta Grande, Nicola Grimaldi, Marianna Iorio, Luigi Iovino, Giuseppe L'Abbate, Caterina Licatini, Anna Macina, Pasquale Maglione, Alberto Manca, Generoso Maraia, Vita Martinciglio, Dalila Nesci, Maria Pallini, Gianluca Rizzo, Carla Ruocco, Emanuele Scagliusi, Davide Serritella, Vincenzo Spadafora, Patrizia Terzoni, Gianluca Vacca, Simone Valente e Stefano Vignaroli il 21 giugno; Lucia Azzolina il 24 giugno; Francesco Berti il 13 luglio. Aderiscono al gruppo misto-NI: Bernardo Marino il 20 gennaio; Francesca Troiano il 15 aprile; Alessandra Carbonaro e Niccolò Invidia il 28 luglio; Maurizio Cattoi, Davide Crippa e Federico D'Incà il 29 luglio; Federica Dieni il 31 luglio; Sabrina De Carlo il 9 agosto. Aderisce al gruppo PD: Angela Ianaro il 3 marzo. Aderisce al gruppo IV: Maria Soave Alemanno il 21 luglio.
16. ↑  Due deputati aderiscono al gruppo FI durante il 2018. Abbandonando il gruppo M5S: Matteo Dall'Osso il 7 dicembre. Abbandonando il gruppo misto-NcI: Enrico Costa il 18 aprile.
Un deputato abbandona il gruppo FI durante il 2018. Aderisce al gruppo misto-NI: Vittorio Sgarbi il 4 ottobre.
17. ↑  Otto deputati abbandonano il Gruppo FI durante il 2019. Aderiscono al gruppo misto-NI: Giorgio Silli il 6 maggio; Stefano Benigni, Manuela Gagliardi, Claudio Pedrazzini e Alessandro Sorte il 9 settembre. Aderisce al gruppo FdI: Galeazzo Bignami il 28 agosto. Aderisce al gruppo Lega: Antonino Minardo il 3 dicembre. Aderisce al gruppo IV: Davide Bendinelli il 20 dicembre.
18. ↑  Una deputata aderisce al gruppo FI durante il 2020. Abbandonando il gruppo misto-NI: Maria Teresa Baldini il 18 agosto.
Sette deputati abbandonano il gruppo FI durante il 2020. Aderiscono al gruppo Lega: Benedetta Fiorini il 5 agosto; Maurizio Carrara, Laura Ravetto e Federica Zanella il 20 novembre. Aderiscono al gruppo misto-NI: Antonino Germanà il 22 maggio; Enrico Costa il 4 agosto. Aderisce al gruppo IV: Francesco Scoma il 15 maggio.
Due deputati del gruppo FI cessano dal mandato parlamentare durante il 2020: Jole Santelli il 31 marzo, sostituita il 2 aprile 2020 da Domenico Giannetta; Domenico Giannetta il 7 maggio, sostituito il giorno successivo da Sergio Torromino.
19. ↑  Quattro deputati aderiscono al gruppo FI durante il 2021. Abbandonando il gruppo CI: Renata Polverini il 21 maggio; Gianluca Rospi il 18 novembre. Abbandonando il gruppo misto-NI-USEI-C!-AC: Veronica Giannone il 20 gennaio. Abbandonando il gruppo misto-NI: Alessandro Sorte il 30 novembre.
Sedici deputati abbandonano il gruppo FI durante il 2021. Aderiscono al gruppo CI: Maria Teresa Baldini, Raffaele Baratto, Michaela Biancofiore, Felice Maurizio D'Ettore, Matteo Dall'Osso, Marco Marin, Stefano Mugnai, Guido Germano Pettarin, Elisabetta Ripani, Cosimo Sibilia e Simona Vietina il 27 maggio. Aderiscono al gruppo misto-NI: Osvaldo Napoli, Daniela Ruffino e Guido Della Frera il 15 febbraio; Giusi Bartolozzi il 27 luglio. Aderisce al gruppo misto-CD-IE: Renata Polverini.
Un deputato del gruppo FI cessa dal mandato parlamentare durante il 2021: Roberto Occhiuto il 4 novembre, lo stesso giorno è sostituito da Andrea Gentile.
20. ↑  Quattro deputati aderiscono al gruppo FI durante il 2022. Abbandonando il gruppo misto-NI: Stefano Benigni il 18 maggio; Michela Rostan il 3 giugno. Abbandonando il gruppo CI: Matteo Dall'Osso il 29 gennaio. Abbandonando il gruppo misto-CD: Nicola Acunzo il 10 maggio.
Tredici deputati abbandonano il gruppo FI durante il 2022. Aderisce al gruppo FdI: Dario Bond il 6 settembre. Aderiscono al gruppo misto-NI: Renato Brunetta e Mariastella Gelmini il 21 luglio; Anna Lisa Baroni e Roberto Caon il 25 luglio; Giuseppina Versace il 26 luglio; Maria Rosaria Carfagna e Rossella Sessa il 27 luglio; Luigi Casciello il 28 luglio; Paolo Russo il 1º agosto; Antonio Pentangelo il 5 settembre; Matteo Dall'Osso il 13 settembre; Veronica Giannone e Vincenza Labriola il 14 settembre.
Un deputato del gruppo FI decede durante il 2022: Vincenzo Fasano il 23 gennaio, il 25 gennaio 2022 è sostituito da Rossella Sessa.
Un deputato del gruppo FI cessa dal mandato parlamentare durante il 2022: Elio Vito il 13 luglio.
21. ↑  Cinquantatré deputati aderiscono al gruppo IpF durante il 2022. Abbandonando il gruppo M5S: Cosimo Adelizzi, Roberta Alaimo, Alessandro Amitrano, Giovanni Luca Aresta, Sergio Battelli, Luciano Cadeddu, Vittoria Casa, Andrea Caso, Gianpaolo Cassese, Laura Castelli, Luciano Cillis, Federica Daga, Paola Deiana, Daniele Del Grosso, Margherita Del Sesto, Luigi Di Maio, Gianfranco Di Sarno, Iolanda Di Stasio, Manlio Di Stefano, Giuseppe d'Ippolito, Francesco D'Uva, Mattia Fantinati, Marialuisa Faro, Luca Frusone, Chiara Gagnarli, Filippo Gallinella, Andrea Giarrizzo, Conny Giordano, Marta Grande, Nicola Grimaldi, Marianna Iorio, Luigi Iovino, Giuseppe L'Abbate, Caterina Licatini, Anna Macina, Pasquale Maglione, Alberto Manca, Generoso Maraia, Vita Martinciglio, Dalila Nesci, Maria Pallini, Gianluca Rizzo, Carla Ruocco, Emanuele Scagliusi, Davide Serritella, Vincenzo Spadafora, Patrizia Terzoni, Gianluca Vacca, Simone Valente e Stefano Vignaroli il 21 giugno; Lucia Azzolina il 24 giugno; Francesco Berti il 13 luglio. Abbandonando il gruppo CI: Antonio Lombardo il 21 giugno. Abbandonando il gruppo misto-NI: Emilio Carelli il 12 luglio.
Cinque deputati abbandonano il gruppo IpF durante il 2022. Aderisce al gruppo M5S: Vita Martinciglio il 27 giugno. Aderisce al gruppo FdI: Gianfranco Di Sarno il 9 settembre. Aderiscono al gruppo misto-NI: Antonio Lombardo il 5 settembre; Margherita Del Sesto l'8 settembre; Francesco Berti il 6 ottobre.
22. ↑  Tre deputati aderiscono al gruppo FdI durante il 2019. Abbandonando il gruppo misto-SI-10VM: Salvatore Caiata il 14 maggio. Abbandonando il gruppo FI: Galeazzo Bignami il 28 agosto. Abbandonando il gruppo misto-NI: Davide Galantino l'8 ottobre.
Due deputati del gruppo FdI cessano dal mandato parlamentare durante il 2019: Guido Crosetto il 13 marzo, il 15 marzo 2019 è sostituito da Lucrezia Mantovani; Carlo Fidanza il 27 giugno, il giorno successivo è sostituito da Maria Teresa Baldini.
23. ↑  Una deputata abbandona il gruppo FdI durante il 2020. Aderisce al gruppo misto-NI: Maria Teresa Baldini il 6 agosto.
Due deputati del gruppo FdI cessano dal mandato parlamentare durante il 2020: Luca De Carlo il 5 agosto, lo stesso giorno è sostituito da Giuseppe Paolin che aderisce al gruppo Lega; Francesco Acquaroli il 22 ottobre, lo stesso giorno è sostituito da Lucia Albano.
24. ↑  Quattro deputati aderiscono al gruppo FdI durante il 2021. Abbandonando il gruppo misto-NI: Massimiliano De Toma e Rachele Silvestri il 19 marzo; Giovanni Russo il 22 luglio. Abbandonando il gruppo Lega: Gianluca Vinci il 19 febbraio.
25. ↑  Tre deputati aderiscono al gruppo FdI durante il 2022. Abbandonando il gruppo IpF: Gianfranco Di Sarno il 9 settembre. Abbandonando il gruppo FI: Dario Bond il 6 settembre. Abbandonando il gruppo misto-VI-ICT: Felice Maurizio D'Ettore il 9 settembre.
26. ↑  Ventinove deputati aderiscono al gruppo IV durante il 2019. Abbandonando il Gruppo PD: Lucia Annibali, Michele Anzaldi, Maria Elena Boschi, Nicola Carè, Matteo Colaninno, Camillo D'Alessandro, Vito De Filippo, Mauro Del Barba, Marco Di Maio, Cosimo Maria Ferri, Silvia Fregolent, Maria Chiara Gadda, Roberto Giachetti, Gianfranco Librandi, Luigi Marattin, Gennaro Migliore, Mattia Mor, Sara Moretto, Luciano Nobili, Lisa Noja, Raffaella Paita, Ettore Rosato, Ivan Scalfarotto e Massimo Ungaro il 19 settembre; Giacomo Portas il 24 settembre. Abbandonando il gruppo misto-CP-A-PS-A: Gabriele Toccafondi il 19 settembre. Abbandonando il gruppo misto-C10VM: Catello Vitiello il 17 ottobre. Abbandonando il gruppo LeU: Giuseppina Occhionero il 25 ottobre. Abbandonando il gruppo FI: Davide Bendinelli il 20 dicembre.
27. ↑  Due deputati aderiscono al gruppo IV durante il 2020. Abbandonando il gruppo LeU: Michela Rostan il 19 febbraio. Abbandonando il gruppo FI: Francesco Scoma il 15 maggio.
Un deputato abbandona il gruppo IV durante il 2020. Aderisce al gruppo PD: Nicola Carè il 30 settembre.
28. ↑  Due deputate aderiscono al gruppo IV durante il 2021. Abbandonando il gruppo CI: Maria Teresa Baldini il 23 dicembre. Abbandonando il gruppo misto-NI: Flora Frate il 23 dicembre.
 Tre deputati abbandonano il gruppo IV durante il 2021. Aderisce al gruppo PD: Vito De Filippo il 18 gennaio. Aderisce al gruppo misto-NI: Michela Rostan il 2 febbraio. Aderisce al gruppo Lega: Francesco Scoma il 23 settembre.
29. ↑  Cinque deputati aderiscono al gruppo IV-IC'è durante il 2022. Abbandonando il gruppo misto-NI: Bernardo Marino il 4 maggio; Francesca Troiano il 28 giugno; Francesco Zicchieri il 21 luglio; Federica Dieni il 9 agosto. Abbandonando il gruppo M5S: Maria Soave Alemanno il 21 luglio.
Due deputati abbandonano il gruppo di IV-IC'è durante il 2022. Aderisce al gruppo misto-CI: Maria Teresa Baldini il 14 luglio. Aderisce al gruppo misto-NI: Francesco Zicchieri il 15 settembre.
30. ↑  Quattordici deputati aderiscono al gruppo misto-LeU durante il 2018. Abbandonando il gruppo misto-NI: Pier Luigi Bersani, Laura Boldrini, Federico Conte, Ettore Guglielmo Epifani, Stefano Fassina, Federico Fornaro, Nicola Fratoianni, Rossella Muroni, Giuseppina Occhionero, Erasmo Palazzotto, Luca Pastorino, Michela Rostan, Roberto Speranza e Nicola Stumpo il 28 marzo.
Il 10 aprile 2018 gli stessi deputati abbandonano il gruppo misto-LeU, aderiscono al gruppo LeU.
31. ↑  Due deputate abbandonano il gruppo LeU durante il 2019. Aderisce al gruppo PD: Laura Boldrini il 24 settembre. Aderisce al gruppo IV: Giuseppina Occhionero il 25 ottobre.
32. ↑  Una deputata aderisce al gruppo LeU durante il 2020. Abbandonando il gruppo M5S: Rina De Lorenzo il 27 ottobre.
Una deputata abbandona il gruppo LeU durante il 2020. Aderisce al gruppo IV: Michela Rostan il 19 febbraio.
33. ↑  Un deputato aderisce al gruppo LeU durante il 2021. Abbandonando il gruppo M5S: Devis Dori il 12 luglio. Una deputata abbandona il gruppo LeU durante il 2021. Aderendo al gruppo misto-NI: Rossella Muroni il 3 marzo. Un deputato del gruppo LeU decede durante il 2021: Ettore Guglielmo Epifani il 7 giugno; il 10 giugno 2021 è sostituito da Maria Flavia Timbro.
34. ↑  Due deputati abbandonano il gruppo LeU durante il 2022. Aderisce al gruppo misto-EV-VE: Devis Dori il 10 febbraio. Aderisce al gruppo PD: Erasmo Palazzotto il 16 marzo.
35. ↑  Venticinque deputati aderiscono al gruppo CI durante il 2021. Abbandonando il gruppo FI: Maria Teresa Baldini, Raffaele Baratto, Michaela Biancofiore, Felice Maurizio D'Ettore, Matteo Dall'Osso, Marco Marin, Stefano Mugnai, Guido Germano Pettarin, Elisabetta Ripani, Cosimo Sibilia e Simona Vietina il 27 maggio. Abbandonando il gruppo misto-C!-PP: Fabiola Bologna, Guido Della Frera, Manuela Gagliardi, Osvaldo Napoli, Claudio Pedrazzini, Gianluca Rospi, Daniela Ruffino e Giorgio Silli il 27 maggio; Abbandonando il gruppo misto-CD: Fabio Berardini, Carlo Ugo De Girolamo e Marco Rizzone il 27 maggio. Abbandonando il gruppo M5S: Martina Parisse il 27 maggio. Abbandonando il gruppo Lega: Tiziana Piccolo il 27 maggio. Abbandonando il gruppo misto-NI: Emilio Carelli l'8 giugno.
Quattro deputati abbandonano il gruppo CI durante il 2021. Aderisce al gruppo Lega Tiziana Piccolo il 27 maggio. Aderisce al gruppo FI: Gianluca Rospi il 18 novembre. Aderisce al gruppo misto-NI: Claudio Pedrazzini il 1º dicembre. Aderisce al gruppo IV: Maria Teresa Baldini il 23 dicembre.
36. ↑  Due deputati aderiscono al gruppo CI durante il 2022. Abbandonando il gruppo misto-NI: Lucia Scanu il 12 gennaio; Antonio Lombardo il 1º marzo.
Cinque deputati abbandonano il gruppo CI durante il 2022. Aderiscono al gruppo misto-A-+E-RI: Osvaldo Napoli e Daniela Ruffino il 17 marzo. Aderisce al gruppo FI: Matteo Dall'Osso il 29 gennaio. Aderisce al gruppo misto-NI: Simona Vietina il 16 giugno. Aderisce al gruppo IpF: Antonio Lombardo il 21 giugno.
Diciotto senatori cessano di appartenere al gruppo CI in seguito al suo scioglimento il 23 giugno 2022. Si ritrovano iscritti al gruppo misto-NI: Raffaele Baratto, Fabio Berardini, Michaela Biancofiore, Fabiola Bologna, Emilio Carelli, Carlo Ugo De Girolamo, Guido Della Frera, Felice Maurizio D'Ettore, Manuela Gagliardi, Marco Marin, Stefano Mugnai, Martina Parisse, Guido Germano Pettarin, Elisabetta Ripani, Marco Rizzone, Lucia Scanu, Cosimo Sibilia e Giorgio Silli.
37. ↑  Due deputati aderiscono al gruppo misto-NI durante il 2018. Abbandonando il gruppo M5S: Andrea Mura il 26 luglio. Abbandonando il gruppo FI: Vittorio Sgarbi il 4 ottobre
Trentasei deputati abbandonano il gruppo misto-NI durante il 2018. Aderiscono al gruppo misto-LeU: Pier Luigi Bersani, Laura Boldrini, Federico Conte, Ettore Guglielmo Epifani, Stefano Fassina, Federico Fornaro, Nicola Fratoianni, Rossella Muroni, Giuseppina Occhionero, Erasmo Palazzotto, Luca Pastorino, Michela Rostan, Roberto Speranza e Nicola Stumpo il 28 marzo. Aderiscono al gruppo misto-MAIE: Silvia Benedetti, Mario Alejandro Borghese, Salvatore Caiata, Andrea Cecconi, Antonio Tasso e Catello Vitiello il 20 aprile. Aderiscono al gruppo misto-NcI: Alessandro Colucci, Enrico Costa, Maurizio Lupi e Renzo Tondo il 28 marzo; Eugenio Sangregorio l'8 maggio. Aderiscono al gruppo misto-Min.Ling.: Renate Gebhard, Albrecht Plangger, Emanuela Rossini e Manfred Schullian il 28 marzo. Aderiscono al gruppo misto-CP-A-PS-A: Fausto Longo, Beatrice Lorenzin, Serse Soverini, Gabriele Toccafondi il 3 aprile. Aderiscono al gruppo misto-+E: Alessandro Fusacchia, Riccardo Magi e Bruno Tabacci il 3 aprile.
Un deputato del gruppo misto-NI cessa dal mandato parlamentare durante il 2018: Andrea Mura il 27 settembre 2018.
38. ↑  Ventiquattro deputati aderiscono al gruppo misto-NI durante il 2019. Poiché cessata la componente MAIE-SI: Silvia Benedetti, Mario Alejandro Borghese, Salvatore Caiata, Andrea Cecconi, Antonio Tasso e Catello Vitiello il 18 febbraio. Poiché cessata la componente C10VM: Silvia Benedetti, Stefano Benigni, Manuela Gagliardi, Claudio Pedrazzini, Giorgio Silli e Alessandro Sorte il 17 dicembre. Abbandonando il gruppo FI: Giorgio Silli il 6 maggio; Stefano Benigni, Manuela Gagliardi, Claudio Pedrazzini e Alessandro Sorte il 9 settembre. Abbandonando il gruppo M5S: Sara Cunial il 17 aprile; Veronica Giannone e Gloria Vizzini il 1º luglio; Davide Galantino il 10 luglio. Abbandonando il gruppo PD: Daniela Cardinale il 13 giugno. Abbandonando il gruppo Lega: Carmelo Lo Monte il 9 settembre. Poiché cessata la componente CP-A-PS-A: Fausto Longo il 23 settembre.
Diciotto deputati abbandonano il gruppo misto-NI durante il 2019. Aderiscono al gruppo misto-C10VM: Silvia Benedetti, Salvatore Caiata e Catello Vitiello il 18 aprile; Giorgio Silli il 10 maggio; Stefano Benigni, Manuela Gagliardi, Claudio Pedrazzini e Alessandro Sorte l'11 settembre. Aderiscono al gruppo misto-NcI-USEI-AdC: Vittorio Sgarbi il 6 dicembre; Stefano Benigni, Manuela Gagliardi, Claudio Pedrazzini, Giorgio Silli e Alessandro Sorte il 18 dicembre. Aderiscono al gruppo misto-MAIE: Mario Alejandro Borghese, Andrea Cecconi e Antonio Tasso il 19 febbraio. Aderisce al gruppo FdI: Davide Galantino l'8 ottobre.
39. ↑  Ventinove deputati aderiscono al gruppo misto-NI durante il 2020. Abbandonando il gruppo M5S: Nunzio Angiola e Gianluca Rospi il 3 gennaio; Lorenzo Fioramonti il 7 gennaio; Massimiliano De Toma e Rachele Silvestri il 9 gennaio; Santi Cappellani il 14 gennaio; Nadia Aprile e Michele Nitti il 21 gennaio; Flora Frate il 4 febbraio; Raffaele Trano il 18 marzo; Antonio Zennaro il 23 aprile; Fabiola Bologna il 24 aprile; Rosalba De Giorgi il 6 maggio; Nicola Acunzo il 20 maggio; Alessandra Ermellino il 22 giugno; Paolo Lattanzio il 7 agosto; Piera Aiello il 2 settembre; Marco Rizzone il 21 settembre; Paolo Romano il 20 ottobre; Elisa Siragusa il 23 novembre; Fabio Berardini, Carlo Ugo De Girolamo, Mara Lapia e Antonio Lombardo il 10 dicembre. Abbandonando il gruppo FI: Antonino Germanà il 22 maggio; Enrico Costa il 4 agosto 2020. Abbandonando il gruppo misto-PP-AP: Michele Nitti e Antonio Zennaro il 23 settembre. Abbandonando il gruppo FdI: Maria Teresa Baldini il 6 agosto.
Quindici deputati abbandonano il gruppo misto-NI durante il 2020. Aderiscono al gruppo misto-PP-AP: Michele Nitti, Gianluca Rospi e Antonio Zennaro il 6 maggio; Fabiola Bologna il 16 giugno; Fausto Longo il 23 settembre. Aderiscono al gruppo PD: Santi Cappellani il 19 febbraio; Paolo Lattanzio e Michele Nitti il 10 dicembre. Aderiscono al gruppo misto-A-+E-RI: Nunzio Angiola, Enrico Costa e Flora Frate il 26 novembre. Aderiscono al gruppo misto-NI-USEI-C!-AC: Antonino Germanà il 26 maggio; Veronica Giannone il 15 luglio. Aderisce al gruppo FI: Maria Teresa Baldini il 18 agosto. Aderisce al gruppo misto-CD-IE: Gloria Vizzini il 22 dicembre.
40. ↑  Cinquantatré deputati aderiscono al gruppo misto-NI durante il 2021. Abbandonando il gruppo M5S: Emilio Carelli il 4 febbraio; Giuseppe D'Ambrosio il 18 febbraio; Massimo Enrico Baroni, Pino Cabras, Andrea Colletti, Emanuela Corda, Jessica Costanzo, Francesco Forciniti, Paolo Giuliodori, Alvise Maniero, Rosa Menga, Maria Laura Paxia, Raphael Raduzzi, Giovanni Russo, Francesco Sapia, Doriana Sarli, Michele Sodano, Arianna Spessotto, Guia Termini, Rosa Alba Testamento, Andrea Vallascas, Alessio Villarosa e Leda Volpi il 19 febbraio; Yana Chiara Ehm, Cristian Romaniello e Simona Suriano il 2 marzo; Giorgio Trizzino il 24 marzo; Giovanni Vianello il 15 settembre; Lucia Scanu il 24 dicembre. Poiché cessata la componente FE-FdV: Andrea Cecconi, Lorenzo Fioramonti, Alessandro Fusacchia, Antonio Lombardo e Rossella Muroni il 29 luglio. Abbandonando il gruppo FI: Osvaldo Napoli, Daniela Ruffino e Guido Della Frera il 15 febbraio; Giusi Bartolozzi il 27 luglio 2021. Abbandonando il gruppo misto-CD: Elisa Siragusa il 22 febbraio; Renata Polverini il 25 febbraio; Gloria Vizzini il 4 marzo; Piera Aiello il 30 giugno. Poiché cessata la componente AP-PSI: Fabiola Bologna e Gianluca Rospi il 26 gennaio. Abbandonando il gruppo misto-L'A.c'è: Maria Laura Paxia il 20 maggio; Massimo Enrico Baroni il 28 ottobre Poiché cessata la componente C!-PP: Stefano Benigni e Alessandro Sorte il 27 maggio. Abbandonando il gruppo IV: Michela Rostan il 2 febbraio. Abbandonando il gruppo misto-NI-USEI-C!-AC: Giorgio Silli il 9 febbraio. Abbandonando il gruppo LeU: Rossella Muroni il 3 marzo. Abbandonando il gruppo misto-A-+E-RI: Flora Frate il 25 maggio. Abbandonando il gruppo CI: Claudio Pedrazzini il 1º dicembre.
Quarantanove deputati abbandonano il gruppo misto-NI durante il 2021. Aderiscono al gruppo misto-A: Massimo Enrico Baroni, Pino Cabras, Andrea Colletti, Emanuela Corda, Paolo Giuliodori, Alvise Maniero, Maria Laura Paxia, Francesco Sapia, Arianna Spessotto, Rosa Alba Testamento, Raffaele Trano e Andrea Vallascas il 23 febbraio; Paolo Romano il 24 febbraio; Francesco Forciniti l'11 marzo; Leda Volpi il 19 maggio; Jessica Costanzo il 4 giugno; Raphael Raduzzi il 17 novembre; Giovanni Vianello il 9 dicembre. Aderiscono al gruppo misto-CD-IE: Fabio Berardini, Carlo Ugo De Girolamo, Mara Lapia, Antonio Lombardo e Marco Rizzone il 13 gennaio; Nicola Acunzo e Daniela Cardinale il 15 gennaio; Carmelo Lo Monte il 21 gennaio; Piera Aiello e Alessandra Ermellino il 28 gennaio. Aderiscono al gruppo misto-C!-PP: Fabiola Bologna, Gianluca Rospi e Giorgio Silli il 10 febbraio 2021; Osvaldo Napoli, Daniela Ruffino e Guido Della Frera il 16 febbraio. Aderiscono al gruppo misto-MAIE-PSI-Fe: Andrea Cecconi, Lorenzo Fioramonti, Alessandro Fusacchia, Antonio Lombardo e Rossella Muroni il 1º agosto. Aderiscono al gruppo FdI: Massimiliano De Toma e Rachele Silvestri il 19 marzo; Giovanni Russo il 22 luglio. Aderiscono al gruppo misto-FE-FdV: Lorenzo Fioramonti e Rossella Muroni il 10 marzo. Aderiscono al gruppo FI: Renata Polverini il 21 maggio; Alessandro Sorte il 30 novembre. Aderisce al gruppo Lega: Antonio Zennaro il 18 gennaio. Aderisce al gruppo CI: Emilio Carelli l'8 giugno. Aderisce al gruppo IV: Flora Frate il 23 dicembre.
41. ↑  Cinquanta deputati aderiscono al gruppo misto-NI durante il 2022. Poiché sciolto il gruppo CI: Raffaele Baratto, Fabio Berardini, Michaela Biancofiore, Fabiola Bologna, Emilio Carelli, Carlo Ugo De Girolamo, Guido Della Frera, Felice Maurizio D'Ettore, Manuela Gagliardi, Marco Marin, Stefano Mugnai, Martina Parisse, Guido Germano Pettarin, Elisabetta Ripani, Marco Rizzone, Lucia Scanu, Cosimo Sibilia e Giorgio Silli il 23 giugno. Abbandonando il gruppo M5S: Bernardo Marino il 20 gennaio; Francesca Troiano il 15 aprile; Alessandra Carbonaro il 28 luglio; Niccolò Invidia il 29 giugno; Maurizio Cattoi, Davide Crippa e Federico D'Incà il 30 luglio; Federica Dieni il 1º agosto; Sabrina De Carlo il 9 agosto. Abbandonando il gruppo FI: Renato Brunetta e Mariastella Gelmini il 21 luglio; Anna Lisa Baroni e Roberto Caon il 25 luglio; Giuseppina Versace il 26 luglio; Maria Rosaria Carfagna e Rossella Sessa il 27 luglio; Luigi Casciello il 28 luglio; Paolo Russo il 1º agosto; Antonio Pentangelo il 5 settembre; Matteo Dall'Osso il 13 settembre; Veronica Giannone e Vincenza Labriola il 14 settembre. Abbandonando il gruppo IpF: Antonio Lombardo il 5 settembre; Margherita Del Sesto l'8 settembre; Francesco Berti il 6 ottobre. Abbandonando il gruppo misto-A: Paolo Nicolò Romano il 9 febbraio; Jessica Costanzo il 6 maggio; Rosa Alba Testamento il 27 giugno. Abbandonando il gruppo misto-MAIE-PSI-Fe: Antonio Lombardo il 24 febbraio. Abbandonando il gruppo Lega: Francesco Zicchieri il 17 maggio. Abbandonando il gruppo IV-IC'è: Francesco Zicchieri il 15 settembre. Abbandonando il gruppo CI: Simona Vietina il 16 giugno. Abbandonando il gruppo misto A-+E-RI: Giorgio Trizzino il 25 agosto.
Una deputata subentrante aderisce al gruppo misto-NI durante il 2022: Michaela Di Donna sostituisce Elio Vito del gruppo FI il 16 luglio.
Trentotto deputati abbandonano il gruppo misto-NI durante il 2022. Aderiscono al gruppo misto-VI-ICT: Fabiola Bologna, Guido Della Frera, Felice Maurizio D'Ettore, Manuela Gagliardi, Marco Marin, Stefano Mugnai, Guido Germano Pettarin, Elisabetta Ripani, Cosimo Sibilia, Giorgio Silli e Simona Vietina il 28 giugno. Aderiscono al gruppo misto-CI: Raffaele Baratto, Fabio Berardini, Michaela Biancofiore, Carlo Ugo De Girolamo, Martina Parisse, Marco Rizzone e Lucia Scanu il 7 luglio. Aderiscono al gruppo misto-M-PP-RCSE: Silvia Benedetti, Yana Chiara Ehm, Doriana Sarli e Simona Suriano l'8 febbraio. Aderiscono al gruppo misto-EV-VE: Paolo Nicolò Romano, Cristian Romaniello ed Elisa Siragusa il 10 febbraio; Rosa Menga il 30 marzo. Aderiscono al gruppo IV-IC'è: Bernardo Marino il 4 maggio; Francesca Troiano il 28 giugno; Francesco Zicchieri il 21 luglio; Federica Dieni il 9 agosto. Aderiscono al gruppo CI: Lucia Scanu il 12 gennaio; Antonio Lombardo il 1º marzo. Aderiscono al gruppo misto-A-+E-RI: Claudio Pedrazzini l'11 marzo; Giorgio Trizzino l'8 aprile. Aderiscono al gruppo FI: Stefano Benigni il 18 maggio; Michela Rostan il 3 giugno. Aderisce al gruppo misto-A: Massimo Enrico Baroni il 27 aprile. Aderisce al gruppo IpF: Emilio Carelli il 12 luglio.
42. ↑  Diciotto deputati aderiscono al gruppo misto-A durante il 2021. Abbandonando il gruppo misto-NI: Massimo Enrico Baroni, Pino Cabras, Andrea Colletti, Emanuela Corda, Paolo Giuliodori, Alvise Maniero, Maria Laura Paxia, Francesco Sapia, Arianna Spessotto, Rosa Alba Testamento, Raffaele Trano e Andrea Vallascas il 23 febbraio; Paolo Nicolò Romano il 24 febbraio; Francesco Forciniti l'11 marzo; Leda Volpi il 19 maggio; Jessica Costanzo il 4 giugno; Raphael Raduzzi il 17 novembre; Giovanni Vianello il 9 dicembre.
Due deputati abbandonano il gruppo misto-L'A.c'è durante il 2021. Aderiscono al gruppo misto-NI: Maria Laura Paxia il 20 maggio; Massimo Enrico Baroni il 28 ottobre.
43. ↑  Un deputato aderisce al gruppo misto-A durante il 2022. Abbandonando il gruppo misto-NI: Massimo Enrico Baroni il 27 aprile.
Tre deputati abbandonano il gruppo misto-A durante il 2022. Aderiscono al gruppo misto-NI: Paolo Nicolò Romano il 9 febbraio; Jessica Costanzo il 6 maggio; Rosa Alba Testamento il 27 giugno.
44. ↑  Undici deputati aderiscono al gruppo misto-CI durante il 2022. Abbandonando il gruppo misto-NI: Raffaele Baratto, Fabio Berardini, Michaela Biancofiore, Carlo Ugo De Girolamo, Martina Parisse, Marco Rizzone e Lucia Scanu il 7 luglio. Abbandonando il gruppo misto-MAIE-PSI-Fe: Mario Alejandro Borghese e Antonio Tasso il 7 luglio. Abbandonando il gruppo Lega: Tiziana Piccolo il 7 luglio. Abbandonando il gruppo IV: Maria Teresa Baldini il 14 luglio.
45. ↑  Undici deputati aderiscono al gruppo misto-VI-ICT durante il 2022. Abbandonando il gruppo misto-NI: Fabiola Bologna, Guido Della Frera, Felice Maurizio D'Ettore, Manuela Gagliardi, Marco Marin, Stefano Mugnai, Guido Germano Pettarin, Elisabetta Ripani, Cosimo Sibilia, Giorgio Silli, Simona Vietina il 28 giugno.
Un deputato abbandona il gruppo misto-VI-ICT durante il 2022. Aderendo al gruppo FdI: Felice Maurizio D'Ettore il 9 settembre.
46. ↑  Tre deputati aderiscono al gruppo misto-+E-CD durante il 2018. Abbandonando il gruppo misto-NI: Alessandro Fusacchia, Riccardo Magi e Bruno Tabacci il 3 aprile.
47. ↑  Due deputate aderiscono al gruppo misto-CD-IE durante il 2020. Abbandonando il gruppo misto-NI: Elisa Siragusa il 26 novembre; Gloria Vizzini il 22 dicembre.
Un deputato abbandona il gruppo misto-CD-IE durante il 2020. Aderisce al gruppo misto-+E-A-RI: Riccardo Magi il 26 novembre.
48. ↑  Undici deputati aderiscono al gruppo misto-CD-IE durante il 2021. Abbandonando il gruppo misto-NI: Fabio Berardini, Carlo Ugo De Girolamo, Mara Lapia, Antonio Lombardo e Marco Rizzone il 13 gennaio; Nicola Acunzo e Daniela Cardinale il 15 gennaio; Carmelo Lo Monte il 21 gennaio; Piera Aiello e Alessandra Ermellino il 28 gennaio. Abbandonando il gruppo FI: Renata Polverini il 21 gennaio.
Nove deputati abbandonano il gruppo misto-CD durante il 2021. Aderiscono al gruppo misto-NI: Elisa Siragusa il 22 febbraio; Renata Polverini il 25 febbraio; Gloria Vizzini il 4 marzo; Piera Aiello il 30 giugno. Aderiscono al gruppo CI: Fabio Berardini, Carlo Ugo De Girolamo e Marco Rizzone il 27 maggio. Aderiscono al gruppo misto-FE-FdV: Alessandro Fusacchia e Antonio Lombardo il 10 marzo.
49. ↑  Un deputato abbandona il gruppo misto-CD durante il 2022. Aderisce al gruppo FI: Nicola Acunzo il 10 maggio.
50. ↑  Quattro deputati aderiscono al gruppo misto-A-+E-RI durante il 2020. Abbandonando il gruppo misto-NI: Nunzio Angiola, Enrico Costa e Flora Frate il 26 novembre. Abbandonando il gruppo misto-CD-IE: Riccardo Magi il 26 novembre.
51. ↑  Una deputata abbandona il gruppo misto-A-+E-RI durante il 2021. Aderisce al gruppo misto-NI: Flora Frate il 25 maggio.
52. ↑  Quattro deputati aderiscono al gruppo misto-A-+E-RI durante il 2022. Abbandonando il gruppo misto-NI: Claudio Pedrazzini l'11 marzo; Giorgio Trizzino l'8 aprile. Abbandonando il gruppo CI: Osvaldo Napoli e Daniela Ruffino il 17 marzo.
Un deputato abbandona il gruppo misto-A-+E-RI durante il 2022. Aderisce al gruppo misto-NI: Giorgio Trizzino il 25 agosto.
53. ↑  Cinque deputati aderiscono al gruppo misto-NcI durante il 2018. Abbandonando il gruppo misto-NI: Alessandro Colucci, Enrico Costa, Maurizio Lupi e Renzo Tondo il 28 marzo; Eugenio Sangregorio l'8 maggio.
Un deputato abbandona il gruppo misto-NcI-USEI durante il 2019. Aderisce al gruppo FI: Enrico Costa il 18 aprile.
54. ↑  Sei deputati aderiscono al gruppo misto-NI-USEI-C!-AC durante il 2019. Abbandonando il gruppo misto-NI: Vittorio Sgarbi il 6 dicembre; Stefano Benigni, Manuela Gagliardi, Claudio Pedrazzini, Giorgio Silli e Alessandro Sorte il 18 dicembre.
55. ↑  Due deputati aderiscono al gruppo misto-NI-USEI-C!-AC durante il 2020. Abbandonando il gruppo misto-NI: Antonino Germanà il 26 maggio; Veronica Giannone il 15 luglio.
56. ↑  Sette deputati abbandonano il gruppo misto-NcI-USEI-R-AC durante il 2021. Aderiscono al gruppo misto-C!-PP: Stefano Benigni, Manuela Gagliardi, Claudio Pedrazzini e Alessandro Sorte il 16 febbraio. Aderisce al gruppo FI: Veronica Giannone il 20 gennaio. Aderisce al gruppo misto-NI: Giorgio Silli il 9 febbraio. Aderisce al gruppo Lega: Antonino Germanà l'8 aprile.
57. ↑  Cinque deputati aderiscono al gruppo misto-EV-VE durante il 2022. Abbandonando il gruppo misto-NI: Paolo Nicolò Romano, Cristian Romaniello ed Elisa Siragusa il 10 febbraio 2022; Rosa Menga il 30 marzo 2022. Abbandonando il gruppo LeU: Devis Dori il 10 febbraio 2022.
58. ↑  Quattro deputati aderiscono al gruppo misto-Min.Ling. durante il 2018. Abbandonando il gruppo misto-NI: Renate Gebhard, Albrecht Plangger, Emanuela Rossini e Manfred Schullian il 28 marzo.
59. ↑  Quattro deputate aderiscono al gruppo misto-M-PP-RCSE durante il 2022. Abbandonando il gruppo misto-NI: Silvia Benedetti, Yana Chiara Ehm, Doriana Sarli e Simona Suriano l'8 febbraio.
60. ↑  Sei deputati aderiscono al gruppo misto-MAIE durante il 2018. Abbandonando il gruppo misto-NI: Silvia Benedetti, Mario Alejandro Borghese, Salvatore Caiata, Andrea Cecconi, Antonio Tasso, Catello Vitiello il 20 aprile.
61. ↑  Sei deputati si ritrovano nel gruppo misto-NI essendo cessata la componente MAIE-SI: Silvia Benedetti, Mario Alejandro Borghese, Salvatore Caiata, Andrea Cecconi, Antonio Tasso e Catello Vitiello il 18 febbraio 2019.
Tre deputati aderiscono al gruppo misto-MAIE durante il 2019. Abbandonando il gruppo misto-NI: Mario Alejandro Borghese, Andrea Cecconi e Antonio Tasso il 19 febbraio.
62. ↑  Cinque deputati aderiscono al gruppo misto-MAIE-PSI-FE durante il 2021. Abbandonando il gruppo misto-NI: Andrea Cecconi, Lorenzo Fioramonti, Alessandro Fusacchia, Antonio Lombardo e Rossella Muroni il 1º agosto. Abbandonando il gruppo misto-AP-PSI: Fausto Longo il 26 gennaio.
63. ↑  Tre deputati abbandonano il gruppo misto-MAIE-PSI-FE durante il 2022. Aderiscono al gruppo misto-CI: Mario Alejandro Borghese e Antonio Tasso il 7 luglio. Aderisce al gruppo misto-NI: Antonio Lombardo il 24 febbraio.
64. ↑  Cinque deputati aderiscono al gruppo misto-FE-FDV durante il 2021. Abbandonando il gruppo misto-CD-IE: Alessandro Fusacchia e Antonio Lombardo il 10 marzo. Abbandonando il gruppo misto-NI: Lorenzo Fioramonti e Rossella Muroni il 10 marzo. Abbandonando il gruppo misto-Eur-MAIE-PSI: Andrea Cecconi il 10 marzo.
Cinque deputati si trovano nel gruppo misto-NI essendo cessata la componente FE-FdV: Andrea Cecconi, Lorenzo Fioramonti, Alessandro Fusacchia, Antonio Lombardo e Rossella Muroni il 29 luglio 2021.
65. ↑  Cinque deputati aderiscono al gruppo misto-PP-AP durante il 2020. Abbandonando il gruppo misto-NI: Michele Nitti, Gianluca Rospi e Antonio Zennaro il 6 maggio; Fabiola Bologna il 16 giugno; Fausto Longo il 23 settembre.
Due deputati abbandonano il gruppo misto-PP-AP durante il 2020. Aderiscono al gruppo misto-NI: Michele Nitti e Antonio Zennaro il 23 settembre.
66. ↑  Un deputato abbandona il gruppo misto-AP-PSI durante il 2021. Aderisce al gruppo misto-MAIE: Fausto Longo il 26 gennaio.
Due deputati si trovano nel gruppo misto-NI essendo cessata la componente AP-PSI: Fabiola Bologna e Gianluca Rospi il 26 gennaio 2021.
Dieci deputati aderiscono al gruppo misto-C!-PP durante il 2021. Abbandonando il gruppo misto-NI: Fabiola Bologna, Gianluca Rospi e Giorgio Silli il 10 febbraio; Osvaldo Napoli, Daniela Ruffino e Guido Della Frera il 16 febbraio. Abbandonando il gruppo misto-NI-USEI-C!-AC: Stefano Benigni, Manuela Gagliardi, Claudio Pedrazzini e Alessandro Sorte il 16 febbraio.
Otto deputati abbandonano il gruppo misto-C!-PP durante il 2021. Aderiscono al gruppo CI: Fabiola Bologna, Guido Della Frera, Manuela Gagliardi, Osvaldo Napoli, Claudio Pedrazzini, Gianluca Rospi, Daniela Ruffino e Giorgio Silli il 27 maggio.
Due deputati si trovano nel gruppo misto-NI essendo cessata la componente C!-PP: Stefano Benigni e Alessandro Sorte il 27 maggio 2021.
67. ↑  Otto deputati aderiscono al gruppo misto-C10VM durante il 2019. Abbandonando il gruppo misto-NI: Silvia Benedetti, Salvatore Caiata e Catello Vitiello il 18 aprile; Giorgio Silli il 10 maggio; Stefano Benigni, Manuela Gagliardi, Claudio Pedrazzini e Alessandro Sorte l'11 settembre.
Due deputati abbandonano il gruppo misto-C10VM durante il 2019. Aderisce al gruppo FdI: Salvatore Caiata il 14 maggio. Aderisce al gruppo IV: Catello Vitiello il 17 ottobre.
Sei deputati si trovano nel gruppo misto-NI essendo cessata la componente C10VM: Silvia Benedetti, Stefano Benigni, Manuela Gagliardi, Claudio Pedrazzini, Giorgio Silli e Alessandro Sorte il 17 dicembre 2021.
68. ↑  Quattro deputati aderiscono alla componente CP-A-PS-A durante il 2018. Abbandonando il gruppo misto-NI: Fausto Longo, Beatrice Lorenzin, Serse Soverini, Gabriele Toccafondi il 3 aprile.
69. ↑  Tre deputati abbandonano il gruppo misto-CP-A-PS-A durante il 2019. Aderiscono al gruppo PD: Beatrice Lorenzin e Serse Soverini il 23 settembre. Aderisce al gruppo IV: Gabriele Toccafondi il 19 settembre.
Un deputato si trova nel gruppo misto-NI essendo cessata la componente CP-AP-PSI-AC: Fausto Longo il 23 settembre 2019.

#### Modifiche nella nomenclatura dei gruppi parlamentari
1. ↑  Il gruppo Insieme per il Futuro (IpF) si crea il 21 giugno 2022 con cinquanta deputati aderenti provenienti dal gruppo M5S e un deputato aderente proveniente dal gruppo CI. Il gruppo cambia nome in Insieme per il Futuro - Impegno Civico (IpF-IC) il 15 settembre 2022.
2. ↑  Il gruppo Italia Viva (IV) si crea il 19 settembre 2019 con ventiquattro deputati aderenti provenienti dal gruppo PD e un deputato aderente proveniente dal gruppo misto-CP-A-PS-A. Il gruppo cambia nome in Italia Viva - Italia C'è (IV-IC'è) il 1º agosto 2022.
3. ↑  La componente Liberi e Uguali (LeU) del gruppo misto si forma il 28 marzo 2018 con quattordici deputati aderenti provenienti dal gruppo misto-NI. Il gruppo Liberi e Uguali (LeU) si crea il 10 aprile 2018 con quattordici deputati aderenti provenienti dal gruppo misto-LeU che quindi cessa di esistere. Il gruppo cambia nome in Liberi e Uguali-Articolo 1-Sinistra Italiana (LeU-Art 1-SI) il 20 luglio 2022.
4. ↑  Il gruppo Coraggio Italia (CI) si crea il 27 maggio 2021 con undici deputati aderenti provenienti dal gruppo FI, otto deputati aderenti provenienti dal gruppo misto-C!-PP, tre deputati aderenti provenienti dal gruppo misto-CD, e un deputato aderente proveniente a testa dai gruppi Lega e M5S. Il gruppo viene sciolto il 23 giugno 2022 per mancanza del numero minimo di componenti aderenti.
5. ↑  La componente L'Alternativa c'è (L'A.c'è) si crea il 23 febbraio 2021 con dodici deputati aderenti provenienti dal gruppo misto-NI. La componente cambia nome in Alternativa (A) il 12 novembre 2021.
6. ↑  La componente Coraggio Italia (CI) si crea il 7 luglio 2022 con sette deputati aderenti provenienti dal gruppo misto-NI, due deputati provenienti dal gruppo misto-MAIE-PSI-Fe e una deputata proveniente dal gruppo Lega.
7. ↑  La componente Vinciamo Italia-Italia al Centro con Toti (VI-ICT) si crea il 28 giugno 2022 con undici deputati aderenti provenienti dal gruppo misto-NI.
8. ↑  La componente +Europa-Centro Democratico (+E-CD) si crea il 3 aprile 2018 con tre deputati aderenti provenienti dal gruppo misto-NI. La componente cambia nome in Centro Democratico-Radicali Italiani-+Europa (CD-RI-+E) il 21 novembre 2019, in Centro Democratico-Italiani in Europa (CD-IE) il 24 novembre 2020 e in Centro Democratico (CD) l'11 marzo 2021.
9. ↑  La componente Azione-+Europa-Radicali Italiani (A-+E-RI) si crea il 26 novembre 2020 con due deputati provenienti dal gruppo misto-NI e un deputato proveniente dal gruppo misto-CD-IE.
10. ↑  La componente Noi con l'Italia (NcI) si crea il 28 marzo 2018 con quattro deputati aderenti provenienti dal gruppo misto-NI. La componente cambia nome in Noi con l'Italia-USEI (NcI-USEI) il 15 maggio 2018, in Noi con l'Italia-USEI-Alleanza di Centro (NcI-USEI-AdC) il 12 dicembre 2019, in Noi con l'Italia-USEI-Cambiamo!-Alleanza di Centro (NI-USEI-C!-AC) il 18 dicembre 2019 e in Noi con l'Italia-USEI-Rinascimento AdC (NcI-USEI-R-AC) il 17 febbraio 2021.
11. ↑  La Componente Europa Verde - Verdi Europei (EV-VE) si crea il 10 febbraio 2022 con tre deputati provenienti dal gruppo misto-NI e un deputato proveniente dal gruppo LeU.
12. ↑  La componente Minoranze linguistiche (Min.Ling.) si crea il 28 marzo 2018 con quattro deputati aderenti provenienti dal gruppo misto-NI.
13. ↑  La componente Manifesta, Potere al Popolo, Partito della Rifondazione Comunista - Sinistra Europea (M-PP-RCSE) si crea l'8 febbraio 2022 con quattro deputate provenienti dal gruppo misto-NI.
14. ↑  La componente MAIE-Movimento Associativo Italiani all'Estero (MAIE) si crea il 20 aprile 2018 con sei deputati aderenti provenienti dal gruppo misto-NI. La componente cambia nome in MAIE-Movimento Associativo Italiani all'Estero-Sogno Italia (MAIE-SI) il 29 novembre 2018 e cessa il 18 febbraio 2019.
La componente MAIE-Movimento Associativo Italiani all'Estero (MAIE) si crea il 19 febbraio 2019 con tre deputati aderenti provenienti dal gruppo misto-NI. La componente cambia nome in MAIE-Movimento Associativo Italiani all'Estero-PSI il 27 gennaio 2021, in Europeisti-MAIE-PSI (Eur-MAIE-PSI) il 15 febbraio 2021, in MAIE-PSI (MAIE-PSI) il 9 aprile 2021 e in MAIE-PSI-FACCIAMOECO (MAIE-PSI-FE) il 1º agosto 2021.
15. ↑  La componente FACCIAMO ECO-FEDERAZIONE DEI VERDI (FE-FDV) si crea il 10 marzo 2021 con due deputati provenienti dal gruppo misto-CD-IE, due deputati provenienti dal gruppo misto-NI e un deputato proveniente dal gruppo misto-Eur-MAIE-PSI. La componente cessa il 29 luglio 2021.
16. ↑  La componente Popolo Protagonista-Alternativa Popolare (PP-AP) si crea il 6 maggio 2020 con tre deputati aderenti provenienti dal gruppo misto-NI. La componente cambia nome in Popolo Protagonista-Alternativa Popolare (AP)-Partito Socialista Italiano (PSI) (AP-PSI) il 5 ottobre 2020 e cessa il 26 gennaio 2021.
La componente Popolo Protagonista-A.P. si crea il 10 febbraio 2021 con tre deputati aderenti provenienti dal gruppo misto-NI. La componente cambia nome in Cambiamo!-Popolo Protagonista (C!-PP) il 16 febbraio 2021 e cessa il 27 maggio 2021.
17. ↑  La componente Sogno Italia - 10 Volte Meglio (SI-10VM) si crea il 18 aprile 2019 con tre deputati aderenti provenienti dal gruppo misto-NI. La componente cambia nome in Cambiamo! - 10 Volte Meglio (C10VM) l'11 settembre 2019 e cessa 17 dicembre 2019, essendo venuto meno il requisito della rappresentanza di un partito o movimento politico richiesto ai sensi dell'articolo 14 comma 5, secondo periodo, del Regolamento.
18. ↑  La componente Civica Popolare-AP-PSI-Area Civica (CP-A-PS-A) si crea il 3 aprile 2018 con quattro deputati aderenti provenienti dal gruppo misto-NI. La componente cessa il 23 settembre 2019.

#### Modifiche nella composizione della Camera dei deputati
1. ↑  Massimiliano Fedriga l'8 maggio 2018 cessa dal mandato parlamentare; il 25 luglio 2018 è sostituito da Aurelia Bubisutti. Andrea Mura del il 27 settembre 2018 cessa dal mandato parlamentare. Iolanda Nanni il 27 agosto 2018 decede; l'11 settembre 2018 è sostituita da Valentina Barzotti. Claudia Maria Terzi il 27 giugno 2018 cessa dal mandato parlamentare; il 26 luglio 2018 è sostituita da Luca Toccalini. David Ermini il 25 settembre 2018 cessa dal mandato parlamentare; il giorno successivo è sostituito da Umberto Buratti.
2. ↑  Andrea Frailis, eletto il 20 gennaio 2019 in elezioni suppletive nel collegio Cagliari, il 24 gennaio 2019 sostituisce Andrea Mura. Maurizio Fugatti, Stefania Segnana e Giulia Zanotelli il 9 gennaio 2019 cessano dal mandato parlamentare; sono sostituiti rispettivamente da Mauro Sutto (1º giugno 2019, dopo le elezioni suppletive nel collegio Pergine Valsugana del 26 maggio 2019), Tiziana Piccolo (10 gennaio 2019) e Martina Loss (31 maggio 2019, dopo le elezioni suppletive nel collegio Trento del 26 maggio 2019). Guido Crosetto il 13 marzo 2019 cessa dal mandato parlamentare; il 15 marzo 2019 è sostituito da Lucrezia Mantovani. Carlo Fidanza il 27 giugno 2019 cessa dal mandato parlamentare; il giorno successivo è sostituito da Maria Teresa Baldini. Paolo Gentiloni il 2 dicembre 2019 cessa dal mandato parlamentare.
3. ↑  Roberto Gualtieri, eletto il 1º marzo 2020 in elezioni suppletive nel collegio Roma-Trionfale, il 4 marzo 2020 sostituisce Paolo Gentiloni. Jole Santelli il 31 marzo 2020 cessa dal mandato parlamentare; il 2 aprile 2020 è sostituita da Domenico Giannetta. Domenico Giannetta cessa a sua volta dal mandato parlamentare il 7 maggio 2020; il giorno successivo è sostituito da Sergio Torromino. Luca De Carlo il 5 agosto 2020 cessa dal mandato parlamentare; lo stesso giorno è sostituito da Giuseppe Paolin. Antonello Giacomelli il 30 settembre 2020 cessa dal mandato parlamentare; lo stesso giorno è sostituito da Luca Sani. Francesco Acquaroli il 22 ottobre 2020 cessa dal mandato parlamentare; lo stesso giorno è sostituito da Lucia Albano. Pier Carlo Padoan il 4 novembre 2020 cessa dal mandato parlamentare. Giorgia Latini il 10 novembre 2020 cessa dal mandato parlamentare; il giorno successivo è sostituita da Mauro Lucentini.
4. ↑  Maurizio Martina il 20 gennaio 2021 cessa dal mandato parlamentare; il giorno successivo è sostituito da Giovanni Sanga. Guido Guidesi e Alessandra Locatelli il 17 febbraio 2021 cessano dal mandato parlamentare; lo stesso giorno sono sostituiti rispettivamente da Matteo Micheli e Silvana Snider. Marco Minniti l'11 marzo 2021 cessa dal mandato parlamentare; lo stesso giorno è sostituito da Eva Avossa. Giovanni Sanga il 13 aprile 2021 cessa dal mandato parlamentare; il 14 aprile 2021 è sostituito da Graziella Leyla Ciagà. Ettore Guglielmo Epifani il 7 giugno 2021 decede; il 9 giugno 2021 è sostituito da Maria Flavia Timbro. Emanuela Claudia Del Re il 30 giugno 2021 cessa dal mandato parlamentare; l'11 ottobre 2021 è sostituita da Andrea Casu, eletto il 4 ottobre 2021 in elezioni suppletive nel collegio Roma Primavalle. Enrico Letta, eletto il 4 ottobre 2021 in elezioni suppletive nel collegio Siena, il 6 ottobre sostituisce Pier Carlo Padoan. Roberto Occhiuto il 4 novembre 2021 cessa dal mandato parlamentare; lo stesso giorno è sostituito da Andrea Gentile. Roberto Gualtieri il 4 novembre 2021 cessa dal mandato parlamentare.
5. ↑  Cecilia D'Elia, eletta il 16 gennaio 2022 in elezioni suppletive nel collegio Roma-Trionfale, il 19 gennaio 2022 sostituisce Roberto Gualtieri. Vincenzo Fasano il 23 gennaio 2022 decede; il 25 gennaio 2022 è sostituito da Rossella Sessa. Massimiliano Capitanio il 27 maggio 2022 cessa dal mandato parlamentare; il 30 maggio 2022 è sostituito da Marina Romanò. Elio Vito il 13 luglio 2022 cessa dal mandato parlamentare; lo stesso giorno è sostituito da Michaela Di Donna.

## Senato della Repubblica

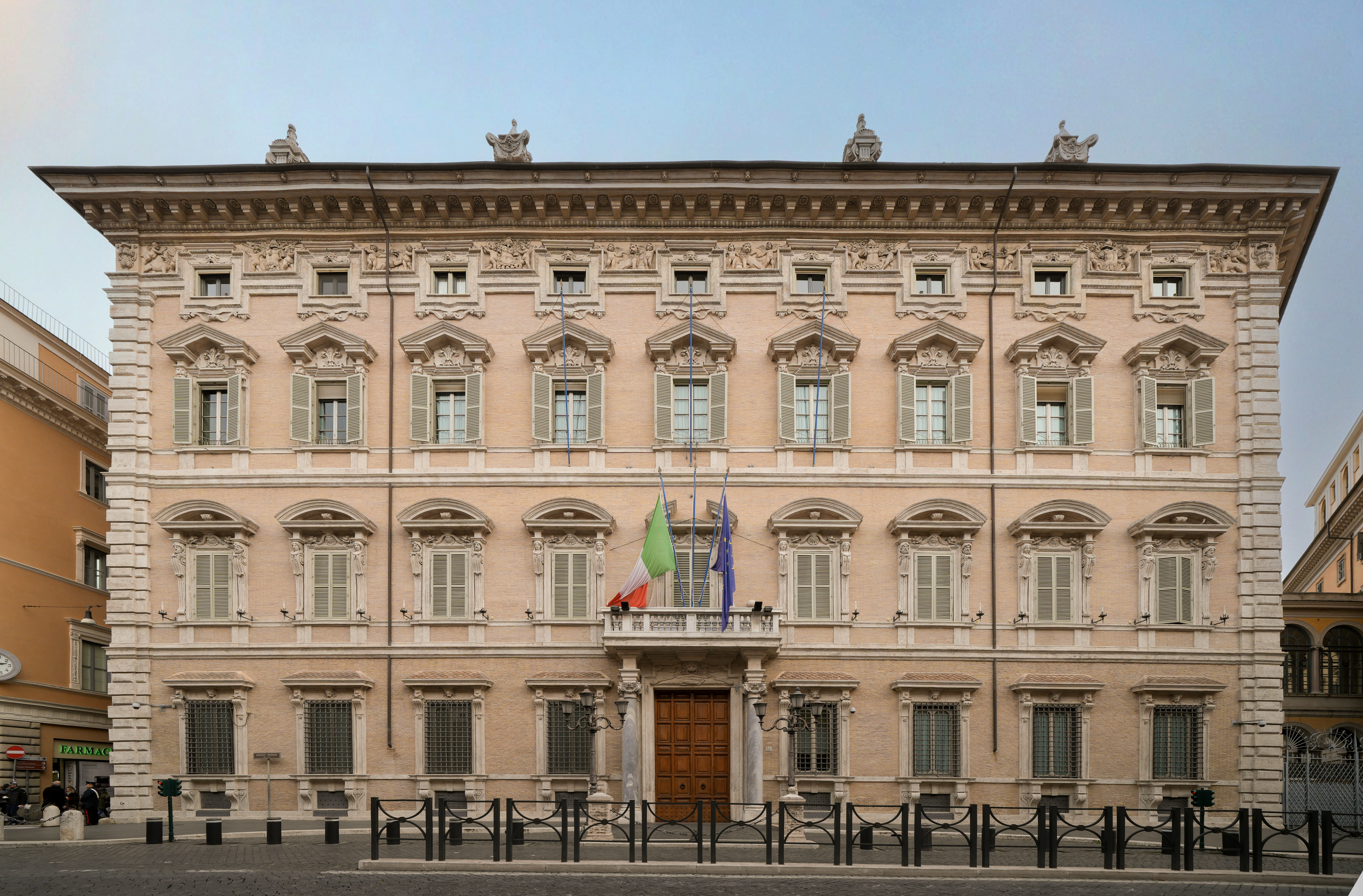
Palazzo Madama, sede del Senato della Repubblica.

### Consiglio di Presidenza

#### Presidente
Maria Elisabetta Alberti Casellati (FIBP-UDC)

#### Vicepresidenti
- Roberto Calderoli (L-SP-PSd'Az)
- Ignazio La Russa (FdI)
- Paola Taverna (M5S)
- Anna Rossomando (PD)

#### Questori
- Antonio De Poli (FIBP-UDC)
- Paolo Arrigoni (L-SP-PSd'Az)
- Laura Bottici (M5S)

#### Segretari
- Paolo Tosato (L-SP-PSd'Az)
- Francesco Maria Giro (FIBP-UDC)
- Michela Montevecchi (M5S)
- Sergio Puglia (M5S)
- Giuseppe Pisani (M5S)
- Francesco Laforgia (Misto-LeU-Eco) [dall'11/04/2018]
- Meinhard Durnwalder (Aut (SVP-PATT, UV)) [dall'11/04/2018]
- Nadia Ginetti (IV-PSI) [dal 06/02/2020]
- Salvatore Margiotta (PD) [dal 26/05/2021]
- Paola Binetti (FIBP-UDC) [dal 26/05/2021]
- Tiziana Nisini (L-SP-PSd'Az) [fino al 24/02/2021]
- Gianluca Castaldi (M5S) [fino al 12/09/2020]
- Vincenzo Carbone (FIBP-UDC) [fino al 30/06/2020]

### Capigruppo parlamentari
| Gruppo parlamentare | Gruppo parlamentare                                               | Presidente | Seggi    |
| ------------------- | ----------------------------------------------------------------- | --- | -------- |
|                     | MoVimento 5 Stelle                                                | Danilo Toninelli [Fino al 05/06/2018] Stefano Patuanelli [Dal 06/06/2018 al 05/09/2019] Gianluca Perilli [Dal 17/10/2019 al 27/10/2020] Ettore Antonio Licheri [Dal 27/10/2020 al 09/11/2021] Maria Domenica Castellone [Dal 10/11/2021] | 62 / 321 |
|                     | Lega-Salvini Premier-Partito Sardo d'Azione                       | Gian Marco Centinaio [Fino al 19/06/2018] Massimiliano Romeo [Dal 20/06/2018] | 61 / 321 |
|                     | Forza Italia Berlusconi Presidente-UDC                            | Anna Maria Bernini | 47 / 321 |
|                     | Misto                                                             | Loredana De Petris | 42 / 321 |
|                     | Partito Democratico (Italia)                                      | Andrea Marcucci [Fino al 24/03/2021] Simona Flavia Malpezzi [Dal 25/03/2021] | 38 / 321 |
|                     | Fratelli d'Italia (partito politico)                              | Stefano Bertacco [Fino al 18/07/2018] Luca Ciriani [Dal 18/07/2018] | 21 / 321 |
|                     | Italia Viva-P.S.I.                                                | Davide Faraone | 15 / 321 |
|                     | Uniti per la Costituzione-C.A.L. (Costituzione, Ambiente, Lavoro) | Mattia Crucioli | 13 / 321 |
|                     | Insieme per il futuro - Centro Democratico                        | Primo Di Nicola | 11 / 321 |
|                     | Per le Autonomie (SVP-PATT, UV)                                   | Juliane Unterberger | 8 / 321  |

#### Gruppi cessati di esistere nel corso della legislatura
| Gruppo parlamentare | Gruppo parlamentare                         | Presidente                  | Data di scioglimento |
| ------------------- | ------------------------------------------- | --------------------------- | -------------------- |
|                     | Europeisti-MAIE-Centro Democratico          | Raffaele Fantetti           | 29/03/2021           |
|                     | C.A.L. (Costituzione, Ambiente, Lavoro)-Idv | Elio Lannutti (pro tempore) | 27/01/2022           |

### Commissioni parlamentari

#### Commissioni Permanenti
| #   | Commissione | Presidente                                                     | Presidente                                          |
| --- | --- | -------------------------------------------------------------- | --------------------------------------------------- |
| 1ª  | Affari costituzionali, affari della Presidenza del Consiglio e dell'Interno, ordinamento generale dello Stato e della Pubblica Amministrazione |                                                                | Stefano Borghesi (L-SP-PSd'Az) [fino al 28/07/2020] |
| 1ª  | Affari costituzionali, affari della Presidenza del Consiglio e dell'Interno, ordinamento generale dello Stato e della Pubblica Amministrazione | Dario Parrini (PD) [dal 29/07/2020]                            |                                                     |
| 2ª  | Giustizia |                                                                | Andrea Ostellari (L-SP-PSd'Az)                      |
| 3ª  | Affari esteri, emigrazione |                                                                | Vito Rosario Petrocelli (M5S) [fino al 12/05/2022]  |
| 3ª  | Affari esteri, emigrazione | Stefania Gabriella Anastasia Craxi (FIBP-UDC) [dal 18/05/2022] |                                                     |
| 4ª  | Difesa |                                                                | Donatella Tesei (L-SP-PSd'Az) [fino al 02/12/2019]  |
| 4ª  | Difesa | Laura Garavini (IV-PSI) [dal 05/02/2020 al 29/07/2020]         |                                                     |
| 4ª  | Difesa | Roberta Pinotti (PD) [dal 29/07/2020]                          |                                                     |
| 5ª  | Programmazione economica, bilancio |                                                                | Daniele Pesco (M5S)                                 |
| 6ª  | Finanze e tesoro |                                                                | Alberto Bagnai (L-SP-PSd'Az) [fino al 28/07/2020]   |
| 6ª  | Finanze e tesoro | Luciano D'Alfonso (PD) [dal 29/07/2020]                        |                                                     |
| 7ª  | Istruzione pubblica, beni culturali, ricerca scientifica, spettacolo e sport                                                                   |                                                                | Mario Pittoni (L-SP-PSd'Az) [fino al 28/07/2020]    |
| 7ª  | Istruzione pubblica, beni culturali, ricerca scientifica, spettacolo e sport                                                                   | Riccardo Nencini (IV-PSI) [dal 29/07/2020]                     |                                                     |
| 8ª  | Lavori pubblici, comunicazioni |                                                                | Mauro Coltorti (M5S)                                |
| 9ª  | Agricoltura e produzione agroalimentare |                                                                | Gianpaolo Vallardi (L-SP-PSd'Az)                    |
| 10ª | Industria, commercio, turismo |                                                                | Gianni Girotto (M5S)                                |
| 11ª | Lavoro pubblico e privato, previdenza sociale                                                                                                  |                                                                | Nunzia Catalfo (M5S) [fino al 04/09/2019]           |
| 11ª | Lavoro pubblico e privato, previdenza sociale                                                                                                  | Susy Matrisciano (M5S) [dal 05/02/2020]                        |                                                     |
| 12ª | Igiene e sanità |                                                                | Pierpaolo Sileri (M5S) [fino al 12/09/2019]         |
| 12ª | Igiene e sanità | Stefano Collina (PD) [dal 05/02/2020 al 29/07/2020]            |                                                     |
| 12ª | Igiene e sanità | Annamaria Parente (IV-PSI) [dal 29/07/2020]                    |                                                     |
| 13ª | Territorio, ambiente, beni ambientali |                                                                | Vilma Moronese (Misto)                              |
| 14ª | Politiche dell'Unione europea |                                                                | Ettore Licheri (M5S) [fino al 28/07/2020]           |
| 14ª | Politiche dell'Unione europea | Dario Stefano (PD) [dal 29/07/2020]                            |                                                     |

#### Commissioni bicamerali la cui presidenza è attribuita al Senato
| Commissione                                                                                         | Presidente                                           | Presidente                                |
| --------------------------------------------------------------------------------------------------- | ---------------------------------------------------- | ----------------------------------------- |
| Comitato parlamentare per i procedimenti di accusa                                                  |                                                      | Maurizio Gasparri (FIBP-UDC)              |
| Indirizzo generale e vigilanza dei servizi radiotelevisivi                                          |                                                      | Alberto Barachini (FIBP-UDC)              |
| Comitato parlamentare per la sicurezza della Repubblica                                             |                                                      | Lorenzo Guerini (PD) [fino al 04/09/2019] |
| Comitato parlamentare per la sicurezza della Repubblica                                             | Raffaele Volpi (Lega) [dal 09/10/2019 al 20/05/2021] |                                           |
| Comitato parlamentare per la sicurezza della Repubblica                                             | Adolfo Urso (FdI) [dal 09/06/2021]                   |                                           |
| Controllo sull'attività degli enti gestori di forme obbligatorie di previdenza e assistenza sociale |                                                      | Sergio Puglia (M5S) [Fino al 26/01/2021]  |
| Controllo sull'attività degli enti gestori di forme obbligatorie di previdenza e assistenza sociale | Tommaso Nannicini (IV-PSI) [dal 23/02/2021]          |                                           |
| Infanzia e adolescenza                                                                              |                                                      | Licia Ronzulli (FIBP-UDC)                 |
| Inchiesta sul fenomeno delle mafie e sulle altre associazioni criminali, anche straniere            |                                                      | Nicola Morra (Misto)                      |
| Inchiesta sui fatti accaduti presso la comunità "Il Forteto"                                        |                                                      | Angela Anna Bruna Piarulli (M5S)          |

1. 1 2  Membro deputato

### Riepilogo della composizione
| Gruppo parlamentare al Senato della Repubblica | Gruppo parlamentare al Senato della Repubblica | Gruppo parlamentare al Senato della Repubblica | Gruppo parlamentare al Senato della Repubblica | Inizio legislatura | 2018 | 2019 | 2020 | 2021 | Fine legislatura |
| ---------------------------------------------- | --- | --- | --- | ------------------ | ---- | ---- | ---- | ---- | ---------------- |
|                                                | MoVimento 5 Stelle (M5S) | MoVimento 5 Stelle (M5S) | MoVimento 5 Stelle (M5S) | 109                | 109  | 101  | 92   | 74   | 62               |
|                                                | Lega-Salvini Premier-Partito Sardo d'Azione (L-SP-PSd'Az) | Lega-Salvini Premier-Partito Sardo d'Azione (L-SP-PSd'Az) | Lega-Salvini Premier-Partito Sardo d'Azione (L-SP-PSd'Az) | 58                 | 58   | 60   | 63   | 64   | 61               |
|                                                | Forza Italia Berlusconi Presidente-UDC (FIBP-UDC) | Forza Italia Berlusconi Presidente-UDC (FIBP-UDC) | Forza Italia Berlusconi Presidente-UDC (FIBP-UDC) | 61                 | 61   | 61   | 54   | 50   | 47               |
|                                                | Partito Democratico (PD) | Partito Democratico (PD) | Partito Democratico (PD) | 52                 | 52   | 36   | 35   | 38   | 38               |
|                                                | Fratelli d'Italia (FdI) | Fratelli d'Italia (FdI) | Fratelli d'Italia (FdI) | 18                 | 18   | 18   | 19   | 21   | 21               |
|                                                | Italia Viva-P.S.I. (IV-PSI) | Italia Viva-P.S.I. (IV-PSI) | Italia Viva-P.S.I. (IV-PSI) | —                  | —    | 17   | 18   | 15   | 15               |
|                                                | Uniti per la Costituzione - C.A.L. (Costituzione, Ambiente, Lavoro) - Alternativa - P.C. - Ancora Italia - Progetto SMART - I.d.V.(UpC-CAL-Alt-PC-AI-Pr.SMART-IdV) | Uniti per la Costituzione - C.A.L. (Costituzione, Ambiente, Lavoro) - Alternativa - P.C. - Ancora Italia - Progetto SMART - I.d.V.(UpC-CAL-Alt-PC-AI-Pr.SMART-IdV) | Uniti per la Costituzione - C.A.L. (Costituzione, Ambiente, Lavoro) - Alternativa - P.C. - Ancora Italia - Progetto SMART - I.d.V.(UpC-CAL-Alt-PC-AI-Pr.SMART-IdV) | —                  | —    | —    | —    | —    | 13               |
|                                                | Insieme per il futuro - Centro Democratico (Ipf-CD) | Insieme per il futuro - Centro Democratico (Ipf-CD) | Insieme per il futuro - Centro Democratico (Ipf-CD) | —                  | —    | —    | —    | —    | 11               |
|                                                | Per le Autonomie (SVP-PATT, UV) (Aut (SVP-PATT, UV)) | Per le Autonomie (SVP-PATT, UV) (Aut (SVP-PATT, UV)) | Per le Autonomie (SVP-PATT, UV) (Aut (SVP-PATT, UV)) | 8                  | 8    | 8    | 9    | 8    | 8                |
|                                                | Europeisti-MAIE-Centro Democratico (Europeisti-MAIE-CD) | Europeisti-MAIE-Centro Democratico (Europeisti-MAIE-CD) | Europeisti-MAIE-Centro Democratico (Europeisti-MAIE-CD) | —                  | —    | —    | —    | —    | —                |
|                                                | Gruppo misto | | Non iscritti | 12                 | 4    | 8    | 14   | 24   | 14               |
|                                                | Gruppo misto | ITALIA AL CENTRO (IDEA-CAMBIAMO!, EUROPEISTI, NOI DI CENTRO (Noi Campani)) (IaC (I-C-EU-NdC (NC)))                                                                 | — | —                  | —    | 3    | 9    | 9    |                  |
|                                                | Gruppo misto | Liberi e Uguali-Ecosolidali (LeU-Eco) | — | 4                  | 5    | 5    | 6    | 6    |                  |
|                                                | Gruppo misto | Italexit per l'Italia-Partito Valore Umano (IpI-PVU) | — | —                  | —    | —    | 3    | 4    |                  |
|                                                | Gruppo misto | +Europa - Azione (+Eu-Az) | — | 1                  | 1    | 3    | 2    | 4    |                  |
|                                                | Gruppo misto | MAIE - Coraggio Italia (MAIE-CI) | — | 2                  | 2    | 4    | 1    | 3    |                  |
|                                                | Gruppo misto | ManifestA, Potere al Popolo, Partito della Rifondazione comunista-Sinistra europea (Man.A PaP PRc-Se)                                                              | — | —                  | —    | —    | 1    | 2    |                  |
|                                                | Gruppo misto | PARTITO COMUNISTA (PC) | — | —                  | —    | —    | 1    | —    |                  |
|                                                | Gruppo misto | Italia dei Valori (IdV) | — | —                  | —    | —    | 1    | —    |                  |
|                                                | Gruppo misto | l'Alternativa c'è - Lista del Popolo per la Costituzione (l'A.c'è-LPC)                                                                                             | — | —                  | —    | —    | —    | —    |                  |
|                                                | Gruppo misto | PSI (PSI) | — | 1                  | —    | —    | —    | —    |                  |
|                                                | Gruppo misto | USEI (USEI) | — | —                  | —    | —    | —    | —    |                  |
| Totale Gruppo misto                            | Totale Gruppo misto | Totale Gruppo misto | Totale Gruppo misto | 12                 | 12   | 17   | 29   | 48   | 42               |
| Senatori a vita non iscritti ad alcun gruppo   | Senatori a vita non iscritti ad alcun gruppo | Senatori a vita non iscritti ad alcun gruppo | Senatori a vita non iscritti ad alcun gruppo | 2                  | 2    | 2    | 2    | 2    | 2                |
| Seggi vacanti                                  | Seggi vacanti | Seggi vacanti | Seggi vacanti | 1                  | 1    | 2    | —    | 1    | 1                |
| Totale                                         | Totale | Totale | Totale | 321                | 321  | 321  | 321  | 321  | 321              |

#### Modifiche nella composizione dei gruppi parlamentari
1. ↑  Una senatrice viene nominata durante il 2019 e aderisce al gruppo M5S: Emma Pavanelli il 1º agosto.
Otto senatori abbandonano il gruppo M5S durante il 2019. Aderiscono al gruppo misto-NI: Saverio De Bonis e Gregorio de Falco il 3 gennaio; Paola Nugnes il 28 giugno; Elena Fattori il 6 novembre. Aderiscono al gruppo L-SP-PSd'Az: Ugo Grassi, Stefano Lucidi e Francesco Urraro l'11 dicembre. Aderisce al gruppo IV-PSI: Gelsomina Vono il 24 settembre.
Un senatore del gruppo M5S decede durante il 2019: Franco Ortolani il 22 novembre.
2. ↑  Otto senatori abbandonano il gruppo M5S durante il 2020. Aderiscono al gruppo misto-NI: Gianluigi Paragone il 3 gennaio; Luigi Di Marzio il 15 gennaio; Lello Ciampolillo il 4 febbraio; Mario Michele Giarrusso il 23 aprile; Marinella Pacifico il 20 ottobre; Tiziana Drago il 26 ottobre; Gianni Marilotti il 10 novembre. Aderise al gruppo L-SP-PSd'Az: Alessandra Riccardi il 22 giugno.
Una senatrice del gruppo M5S decede durante il 2020: Vittoria Bogo Deledda il 17 marzo 2020.
3. ↑  Diciotto senatori abbandonano il gruppo M5S durante il 2021. Aderiscono al gruppo misto-NI: Rosa Silvana Abate, Luisa Angrisani, Margherita Corrado, Mattia Crucioli, Fabio Di Micco, Silvana Giannuzzi, Bianca Laura Granato, Virginia La Mura, Elio Lannutti, Barbara Lezzi, Matteo Mantero, Cataldo Mininno, Vilma Moronese, Nicola Morra e Fabrizio Ortis il 18 febbraio; Emanuele Dessì il 24 febbraio; Francesco Mollame l'8 marzo; Elena Botto il 28 luglio.
4. ↑  Un senatore aderisce al gruppo M5S durante il 2022. Abbandonando il gruppo misto-NI: Fabio Di Micco il 18 luglio 2022.
Tredici senatori abbandonano il gruppo M5S durante il 2022. Aderiscono al gruppo misto-NI: Antonella Campagna, Primo Di Nicola, Daniela Donno, Raffaele Mautone, Simona Nocerino, Vincenzo Presutto, Loredana Russo, Pierpaolo Sileri, Fabrizio Trentacoste e Sergio Vaccaro il 22 giugno. Aderisce al gruppo IV-PSI: Elvira Evangelista il 18 gennaio. Aderisce al gruppo CAL-Alt-PC-IdV: Vito Rosario Petrocelli il 18 maggio. Aderisce al gruppo Ipf-CD: Cinzia Leone il 14 luglio.
5. ↑  Tre senatori aderiscono al gruppo L-SP-PSd'Az durante il 2019. Abbandonando il gruppo M5S: Ugo Grassi, Stefano Lucidi e Francesco Urraro il 12 dicembre.
Cinque senatori del gruppo L-SP-PSd'Az cessano dal mandato parlamentare durante il 2019: Christian Solinas il 19 giugno, lo stesso giorno è sostituito da Michelina Lunesu; Anna Cinzia Bonfrisco il 1º luglio, il giorno successivo è sostituita da Kristalia Rachele Papaevangeliu; Matteo Salvini e Kristalia Rachele Papaevangeliu il 31 luglio, lo stesso giorno sono sostituiti rispettivamente da Fulvia Michela Caligiuri che aderisce al gruppo FI-BP e Matteo Salvini; Donatella Tesei il 2 dicembre.
Un senatore subentrante aderisce al gruppo L-SP-PSd'Az durante il 2019: Stefano Corti sostituisce Edoardo Patriarca del gruppo PD il 31 luglio 2019.
6. ↑  Due senatrici aderiscono al gruppo L-SP-PSd'Az durante il 2020. Abbandonando il gruppo FIBP-UDC: Elena Testor il 3 giugno. Abbandonando il gruppo M5S: Alessandra Riccardi il 23 giugno.
Due senatori subentrarnti aderiscono al gruppo L-SP-PSd'Az durante il 2020: Valeria Alessandrini, eletta l'8 marzo 2020 in elezioni suppletive nel collegio Terni, il 18 marzo sostituisce Donatella Tesei; Carlo Doria, eletto il 21 settembre 2020 in elezioni suppletive nel collegio Sassari, il 5 ottobre sostituisce Vittoria Bogo Deledda del gruppo M5S.
Un senatore abbandona il gruppo L-SP-PSd'Az durante il 2020. Aderisce al gruppo misto-NI: Claudio Barbaro il 12 ottobre.
7. ↑  Due senatori aderiscono al gruppo L-SP-PSd'Az durante il 2021. Abbandonando il gruppo misto-NI: Francesco Mollame il 14 aprile. Abbandonando il gruppo IV-PSI: Valeria Sudano il 6 agosto.
Un senatore del gruppo L-SP-PSd'Az decede durante il 2021: Paolo Saviane il 20 agosto; il 2 dicembre 2021 è sostituito da Tilde Minasi.
Una senatrice abbandona il gruppo L-SP-PSd'Az durante il 2021. Aderisce al gruppo misto-NI: Rosellina Sbrana il 17 novembre.
8. ↑  Una senatrice del gruppo L-SP-PSd'Az cessa dal mandato parlamentare durante il 2022: Tilde Minasi il 30 marzo, il giorno successivo è sostituita da Fausto De Angelis.
Tre senatori abbandonano il gruppo L-SP-PSd'Az durante il 2022. Aderiscono al gruppo misto-NI: Francesco Mollame il 6 maggio; Ugo Grassi il 18 maggio. Aderisce al gruppo misto-IpI-PVU: William De Vecchis il 16 febbraio.
9. ↑  Una senatrice subentrante aderisce al gruppo FI-BP durante il 2019: Fulvia Michela Caligiuri il 1º agosto sostituisce Matteo Salvini del gruppo L-SP-PSd'Az.
Una senatrice abbandona il gruppo FI-BP durante il 2019. Aderisce al gruppo IV-PSI: Donatella Conzatti il 17 settembre.
10. ↑  Sette senatori abbandonano il gruppo FIBP-UDC durante il 2020. Aderiscono al gruppo misto-NI: Massimo Vittorio Berutti, Gaetano Quagliariello e Paolo Romani il 22 luglio; Alessandrina Lonardo il 28 luglio. Aderisce al gruppo L-SP-PSd'Az: Elena Testor il 2 giugno. Aderisce al gruppo IV-PSI: Vincenzo Carbone il 30 giugno. Aderisce al gruppo misto-MAIE: Raffaele Fantetti l'11 ottobre.
11. ↑  Quattro senatori abbandonano il gruppo FIBP-UDC durante il 2021. Aderiscono al gruppo Eu-MAIE-CD: Andrea Causin e Mariarosaria Rossi il 25 gennaio. Aderisce al gruppo misto-NI: Sandro Biasotti il 27 maggio. Aderisce al gruppo Fdi: Lucio Malan il 18 luglio.
Una senatrice del gruppo FIBP-UDC cessa dal mandato parlamentare durante il 2021: Anna Carmela Minuto il 2 dicembre, lo stesso giorno è sostituita da Michele Boccardi.
12. ↑  Due senatori aderiscono al gruppo FIBP-UDC durante il 2022. Abbandonando il gruppo IV-PSI: Gelsomina Vono il 19 gennaio. Abbandonando il gruppo misto-NI: Saverio De Bonis il 19 gennaio.
Quattro senatori abbandonano il gruppo FIBP-UDC durante il 2022. Aderisce al gruppo misto-+Eu-Az: Barbara Masini il 2 febbraio. Aderiscono al gruppo misto-NI: Andrea Cangini il 21 luglio; Luigi Cesaro e Domenico De Siano il 29 agosto.
Un senatore del gruppo FIBP-UDC decede durante il 2022: Niccolò Ghedini il 17 agosto.
13. ↑  Quindici senatori abbandonano il gruppo PD durante il 2019. Aderiscono al gruppo IV-PSI: Teresa Bellanova, Francesco Bonifazi, Eugenio Comincini, Giuseppe Cucca, Davide Faraone, Laura Garavini, Nadia Ginetti, Leonardo Grimani, Ernesto Magorno, Mauro Maria Marino, Matteo Renzi, Daniela Sbrollini e Valeria Sudano il 17 settembre; Annamaria Parente il 6 ottobre. Aderisce al gruppo misto-NI: Matteo Richetti il 10 settembre.
Un senatore del gruppo PD cessa dal mandato parlamentare durante il 2019: Edoardo Patriarca il 31 luglio, lo stesso giorno è sostituito da Stefano Corti che aderisce al gruppo L-SP-PSd'Az.
14. ↑  Un senatore abbandona il gruppo PD durante il 2020. Aderisce al gruppo misto-NI: Tommaso Cerno il 25 febbraio.
15. ↑  Quattro senatori aderiscono al gruppo PD durante il 2021. Abbandonando il gruppo misto-NI: Tommaso Cerno il 18 gennaio; Gianni Marilotti il 15 aprile. Poiché cessato il gruppo Europeisti-MAIE-CD: Tatjana Rojc il 30 marzo 2021. Abbandonando il gruppo IV-PSI: Eugenio Comincini il 22 marzo.
Una senatrice abbandona il gruppo PD durante il 2021. Aderisce al gruppo Eu-MAIE-CD: Tatjana Rojc il 25 gennaio.
16. ↑  Un senatore subentrante aderisce al gruppo PD durante il 2022: Fabio Porta il 12 gennaio sostituisce Adriano Cario del gruppo misto-NI.
Un deputato abbandona il gruppo PD durante il 2022. Aderisce al gruppo misto-NI: Gianni Pittella il 7 settembre.
17. ↑  Una senatrice del gruppo FdI cessa dal mandato parlamentare durante il 2018: Lara Magoni il 10 luglio, il 12 luglio 2018 è sostituita da Gianpietro Maffoni.
18. ↑  Due senatori del gruppo FdI cessano dal mandato parlamentare durante il 2019: Marco Marsilio il 19 marzo 2019, il giorno successivo è sostituito da Nicola Calandrini; Raffaele Stancanelli il 1º luglio, il giorno successivo è sostituito da Giovanna Petrenga.
19. ↑  Un senatore aderisce al gruppo FdI durante il 2020. Abbandonando il gruppo misto-NI: Claudio Barbaro il 9 dicembre.
Un senatore del gruppo FdI decede durante il 2020: Stefano Bertacco il 14 giugno, il 5 ottobre 2020 è sostituito da Luca De Carlo, eletto il 21 settembre 2020 in elezioni suppletive nel collegio Villafranca di Verona.
20. ↑  Due senatori aderiscono al gruppo FdI durante il 2021. Abbandonando il gruppo misto-NI: Tiziana Drago il 18 marzo; Abbandonando il gruppo FIBP-UDC: Lucio Malan il 18 luglio.
21. ↑  Diciassette senatori aderiscono al gruppo IV-PSI durante il 2019. Abbandonando il gruppo PD: Teresa Bellanova, Francesco Bonifazi, Eugenio Comincini, Giuseppe Cucca, Davide Faraone, Laura Garavini, Nadia Ginetti, Leonardo Grimani, Ernesto Magorno, Mauro Maria Marino, Matteo Renzi, Daniela Sbrollini e Valeria Sudano il 18 settembre; Annamaria Parente il 7 ottobre. Abbandonando il gruppo FI-BP: Donatella Conzatti il 18 settembre. Abbandonando il gruppo misto-PSI: Riccardo Nencini il 18 settembre. Abbandonando il gruppo M5S: Gelsomina Vono il 25 settembre.
22. ↑  Un senatore aderisce al gruppo IV-PSI durante il 2020. Abbandonando il gruppo FIBP-UDC: Vincenzo Carbone il 1º luglio.
23. ↑  Tre senatori abbandonano il gruppo IV-PSI durante il 2021. Aderisce al gruppo PD: Eugenio Comincini il 21 marzo. Aderisce al gruppo L-SP-PSd'Az: Valeria Sudano il 5 agosto. Aderisce al gruppo misto-NI: Leonardo Grimani il 4 dicembre.
24. ↑  Una senatrice aderisce al gruppo IV-PSI durante il 2022. Abbandonando il gruppo M5S: Elvira Evangelista il 19 gennaio.
Una senatrice abbandona il gruppo IV-PSI durante il 2022. Aderisce al gruppo FIBP-UDC: Gelsomina Vono il 18 gennaio.
25. ↑  Dieci senatori aderiscono al gruppo C.A.L. (Costituzione, Ambiente, Lavoro) - Idv durante il 2022. Abbandonando il gruppo misto-NI: Rosa Silvana Abate, Luisa Angrisani, Margherita Corrado, Mattia Crucioli, Fabio Di Micco, Bianca Laura Granato, Barbara Lezzi, Cataldo Mininno e Rosellina Sbrana il 27 gennaio. Abbandonando il gruppo misto-Idv: Elio Lannutti il 27 gennaio.
Dieci senatori abbandonano il gruppo C.A.L. (Costituzione, Ambiente, Lavoro) - Idv durante il 2022. Aderiscono al gruppo misto-NI: Rosa Silvana Abate, Luisa Angrisani, Margherita Corrado, Mattia Crucioli, Fabio Di Micco, Bianca Laura Granato, Barbara Lezzi, Cataldo Mininno e Rosellina Sbrana il 28 gennaio. Aderisce al gruppo misto-Idv: Elio Lannutti il 28 gennaio.
Tredici senatori aderiscono al gruppo CAL-Alt-PC-IdV durante il 2022. Abbandonando il gruppo misto-NI: Rosa Silvana Abate, Luisa Angrisani, Margherita Corrado, Mattia Crucioli, Bianca Laura Granato, Virginia La Mura, Barbara Lezzi e Rosellina Sbrana il 27 aprile; Silvana Giannuzzi e Cataldo Mininno il 4 maggio. Abbandonando il gruppo misto-PC: Emanuele Dessì il 27 aprile. Abbandonando il gruppo misto-Idv: Elio Lannutti il 27 aprile. Abbandonando il gruppo M5S: Vito Rosario Petrocelli il 18 maggio.
26. ↑  Dieci senatori aderiscono al gruppo Ipf-CD durante il 2022. Abbandonando il gruppo misto-NI: Antonella Campagna, Primo Di Nicola, Daniela Donno, Raffaele Mautone, Simona Nocerino, Vincenzo Presutto, Loredana Russo, Pierpaolo Sileri, Fabrizio Trentacoste e Sergio Vaccaro il 29 giugno. Abbandonando il gruppo M5S: Cinzia Leone il 14 luglio.
27. ↑  Due senatori a vita aderiscono al gruppo Aut (SVP-PATT, UV) a inizio legislatura: Elena Cattaneo e Giorgio Napolitano.
28. ↑  Un senatore aderisce al gruppo Aut (SVP-PATT, UV) durante il 2020. Abbandonando il gruppo misto-NI: Gianni Marilotti il 12 novembre.
29. ↑  Un senatore abbandona il gruppo Aut (SVP-PATT, UV) durante il 2021. Aderisce al gruppo Eu-MAIE-CD: Gianni Marilotti il 25 gennaio.
30. ↑  Dieci senatori aderiscono al gruppo Eu-MAIE-CD durante il 2021. Abbandonando il gruppo misto-MAIE-It 23: Maurizio Buccarella, Adriano Cario, Saverio De Bonis, Raffaele Fantetti e Ricardo Antonio Merlo il 26 gennaio. Abbandonando il gruppo FIBP-UDC: Andrea Causin e Mariarosaria Rossi il 26 gennaio. Abbandonando il gruppo PD: Tatjana Rojc il 26 gennaio. Abbandonando il gruppo Aut (SVP-PATT, UV): Gianni Marilotti il 26 gennaio. Abbandonando il gruppo misto-+Eu-Az: Gregorio de Falco il 26 gennaio.
Due senatori abbandonano il gruppo Europeisti-MAIE-CD durante il 2021. Aderiscono al gruppo misto-NI: Adriano Cario e Ricardo Antonio Merlo il 29 marzo.
Otto senatori cessano di appartenere al gruppo Europeisti-MAIE-CD in seguito al suo scioglimento il 29 marzo 2021. Si ritrovano iscritti al gruppo misto-NI: Maurizio Buccarella, Andrea Causin, Saverio De Bonis, Gregorio de Falco, Raffaele Fantetti e Gianni Marilotti. Aderisce al gruppo PD: Tatjana Rojc. Aderisce al gruppo misto-IeC: Mariarosaria Rossi.
31. ↑  Due senatori a vita aderiscono al gruppo misto a inizio legislatura: Mario Monti e Liliana Segre.
32. ↑  Otto senatori abbandonano il gruppo misto-NI durante il 2018. Aderiscono al gruppo misto-LeU: Loredana De Petris, Vasco Errani, Pietro Grasso e Francesco Laforgia il 27 marzo. Aderiscono al gruppo misto-PSI-MAIE-USEI: Adriano Cario, Ricardo Antonio Merlo e Riccardo Nencini il 27 marzo. Aderisce al gruppo misto-PEcEB: Emma Bonino il 27 marzo.
33. ↑  Cinque senatori aderiscono al gruppo misto-NI durante il 2019. Abbandonando il gruppo M5S: Saverio De Bonis e Gregorio de Falco il 3 gennaio; Paola Nugnes il 28 giugno; Elena Fattori il 6 novembre.
Abbandonando il gruppo PD: Matteo Richetti l'11 settembre.
Una senatrice abbandona il gruppo misto-NI durante il 2019: Paola Nugnes l'11 settembre.
34. ↑  Tredici senatori aderiscono al gruppo misto-NI durante il 2020. Abbandonando il gruppo M5S: Gianluigi Paragone il 3 gennaio; Luigi Di Marzio il 15 gennaio; Lello Ciampolillo il 4 febbraio; Mario Michele Giarrusso il 23 aprile; Marinella Pacifico il 20 ottobre; Tiziana Drago il 26 ottobre; Gianni Marilotti l'11 novembre. Abbandonando il gruppo FIBP-UDC: Massimo Vittorio Berutti, Gaetano Quagliariello e Paolo Romani il 22 luglio; Alessandrina Lonardo il 28 luglio. Abbandonando il gruppo PD: Tommaso Cerno il 25 febbraio. Abbandonando il gruppo L-SP-PSd'Az: Claudio Barbaro il 13 ottobre.
Un senatore subentrante aderisce al gruppo misto-NI durante il 2020: Sandro Ruotolo, eletto il 23 febbraio 2020 in elezioni suppletive nel collegio Napoli-Arenella, il 5 marzo sostituisce Franco Ortolani del gruppo M5S.
Otto senatori abbandonano il gruppo misto-NI durante il 2020. Aderiscono al gruppo misto-IeC: Massimo Vittorio Berutti, Gaetano Quagliariello e Paolo Romani il 5 agosto. Aderiscono al gruppo misto-PiùEu-A: Gregorio de Falco e Matteo Richetti il 18 novembre. Aderisce al gruppo Aut (SVP-PATT, UV): Gianni Marilotti il 12 novembre. Aderisce al gruppo FdI: Claudio Barbaro l'8 dicembre. Aderisce al gruppo misto-MAIE: Saverio De Bonis il 30 dicembre.
35. ↑  Trentasette senatori aderiscono al gruppo misto-NI durante il 2021. Abbandonando il gruppo M5S: Rosa Silvana Abate, Luisa Angrisani, Margherita Corrado, Mattia Crucioli, Fabio Di Micco, Silvana Giannuzzi, Bianca Laura Granato, Virginia La Mura, Elio Lannutti, Barbara Lezzi, Matteo Mantero, Cataldo Mininno, Vilma Moronese, Nicola Morra e Fabrizio Ortis il 19 febbraio; Emanuele Dessì il 25 febbraio; Francesco Mollame il 9 marzo; Elena Botto il 29 luglio. Poiché cessato il gruppo Europeisti-MAIE-CD: Maurizio Buccarella, Andrea Causin, Saverio De Bonis, Gregorio de Falco, Raffaele Fantetti e Gianni Marilotti il 29 marzo. Poiché cessata la componente l'A.c'è-LPC: Luisa Angrisani, Margherita Corrado, Mattia Crucioli e Bianca Laura Granato il 9 novembre. Abbandonando il gruppo Europeisti-MAIE-CD: Adriano Cario e Ricardo Antonio Merlo il 29 marzo. Abbandonando il gruppo misto-LeU: Paola Nugnes ed Elena Fattori il 28 aprile. Poiché cessata la componente MAIE: Adriano Cario e Ricardo Antonio Merlo il 22 novembre. Abbandonando il gruppo FIBP-UDC: Sandro Mario Biasotti il 28 maggio. Abbandonando il gruppo L-SP-PSd'Az: Rosellina Sbrana il 18 novembre. Abbandonando il gruppo IV-PSI: Leonardo Grimani il 5 dicembre.
Ventisei senatori abbandonano il gruppo misto-NI durante il 2021. Aderiscono al gruppo misto-I-C-EU-NdC (NC): Marinella Pacifico il 29 marzo; Raffaele Fantetti il 6 maggio; Sandro Biasotti il 7 giugno; Andrea Causin e Alessandrina Lonardo il 23 dicembre. Aderiscono al gruppo misto-l'A.c'è-LPC: Luisa Angrisani, Margherita Corrado, Mattia Crucioli e Bianca Laura Granato il 22 giugno. Aderiscono al gruppo misto-LeU-Eco: Elena Fattori il 12 gennaio; Maurizio Buccarella e Sandro Ruotolo il 29 aprile. Aderiscono al gruppo misto-I-PVU: Mario Michele Giarrusso, Carlo Martelli e Gianluigi Paragone il 14 settembre. Aderiscono al gruppo PD: Tommaso Cerno il 19 gennaio; Gianni Marilotti il 15 aprile. Aderiscono al gruppo misto-MAIE: Adriano Cario e Ricardo Antonio Merlo il 31 marzo. Aderisce al gruppo misto-MAIE-It 23: Maurizio Buccarella il 18 gennaio. Aderisce al gruppo FdI: Tiziana Carmela Rosaria Drago il 18 marzo. Aderisce al gruppo L-SP-PSd'Az: Francesco Mollame il 14 aprile. Aderisce al gruppo misto-IdV: Elio Lannutti il 20 luglio. Aderisce al gruppo misto-PaP: Matteo Mantero il 20 luglio. Aderisce al gruppo misto-PC: Emanuele Dessì l'11 novembre. Aderisce al gruppo misto-MAIE: Ricardo Antonio Merlo il 2 dicembre.
Un senatore del gruppo misto-NI decade dal mandato parlamentare durante il 2021: Adriano Cario il 2 dicembre.
36. ↑  Venticinque senatori aderiscono al gruppo misto-NI durante il 2022. Abbandonando il gruppo M5S: Antonella Campagna, Primo Di Nicola, Daniela Donno, Raffaele Mautone, Simona Nocerino, Vincenzo Presutto, Loredana Russo, Pierpaolo Sileri, Fabrizio Trentacoste e Sergio Vaccaro il 22 giugno. Poiché revocato il gruppo C.A.L. (Costituzione, Ambiente, Lavoro) - Idv: Rosa Silvana Abate, Luisa Angrisani, Margherita Corrado, Mattia Crucioli, Fabio Di Micco, Bianca Laura Granato, Barbara Lezzi, Cataldo Mininno e Rosellina Sbrana il 28 gennaio. Abbandonando il gruppo L-SP-PSd'Az: Francesco Mollame il 6 maggio; Ugo Grassi il 18 maggio. Abbandonando il gruppo PD: Gianni Pittella il 7 settembre. Abbandonando il gruppo misto-IaC (I-C-EU-NdC (NC)): Marinella Pacifico il 21 giugno. Abbandonando il gruppo FIBP-UDC: Andrea Cangini il 21 luglio; Luigi Cesaro e Domenico De Siano il 30 agosto.
Trentasei senatori abbandonano il gruppo misto-NI durante il 2022. Aderiscono al gruppo C.A.L. - Idv: Rosa Silvana Abate, Luisa Angrisani, Margherita Corrado, Mattia Crucioli, Fabio Di Micco, Bianca Laura Granato, Barbara Lezzi, Cataldo Mininno e Rosellina Sbrana il 27 gennaio. Aderiscono al gruppo C.A.L-Pc-Idv: Rosa Silvana Abate, Luisa Angrisani, Margherita Corrado, Mattia Crucioli, Bianca Laura Granato, Virginia La Mura, Barbara Lezzi e Rosellina Sbrana il 27 aprile; Silvana Giannuzzi e Cataldo Mininno il 4 maggio. Aderiscono al gruppo misto-IaC (I-C-EU-NdC (NC)): Francesco Mollame il 17 maggio; Ugo Grassi il 6 giugno. Aderisce al gruppo FIBP-UDC: Saverio De Bonis il 18 gennaio. Aderisce al gruppo misto-+Eu-Az: Leonardo Grimani il 4 maggio. Aderiscono al gruppo Ipf-CD: Antonella Campagna, Primo Di Nicola, Daniela Donno, Raffaele Mautone, Simona Nocerino, Vincenzo Presutto, Loredana Russo, Pierpaolo Sileri, Fabrizio Trentacoste, Sergio Vaccaro il 30 giugno. Aderisce al gruppo misto-Man.A Pap PRc-Se: Paola Nugnes il 24 giugno. Aderisce al gruppo misto-MAIE-CI: Marinella Pacifico l'11 luglio. Aderisce al gruppo M5S: Fabio Di Micco il 18 luglio.
37. ↑  Tre senatori aderiscono al gruppo misto-IeC durante il 2020. Abbandonando il gruppo misto-NI: Massimo Vittorio Berutti, Gaetano Quagliariello e Paolo Romani il 5 agosto.
38. ↑  Sei senatori aderiscono al gruppo misto-I-C-EU-NdC (NC) durante il 2021. Abbandonando il gruppo misto-NI: Marinella Pacifico il 29 marzo; Raffaele Fantetti il 6 maggio; Sandro Biasotti il 7 giugno; Andrea Causin e Alessandrina Lonardo il 23 dicembre. Poiché cessato il gruppo Europeisti-MAIE-CD: Mariarosaria Rossi il 30 marzo.
39. ↑  Due senatori aderiscono al gruppo misto-IaC (I-C-EU-NdC (NC)) durante il 2022. Abbandonando il gruppo misto-NI: Francesco Mollame il 17 maggio; Ugo Grassi il 6 giugno.
Due senatori abbandonano il gruppo misto-IaC (I-C-EU-NdC (NC)) durante il 2022. Aderisce al gruppo misto-NI: Marinella Pacifico il 21 giugno. Aderisce al gruppo misto-MAIE-CI: Andrea Causin l'11 luglio.
40. ↑  Quattro senatori aderiscono al gruppo misto-LeU durante il 2018. Abbandonando il gruppo misto-NI: Loredana De Petris, Vasco Errani, Pietro Grasso e Francesco Laforgia il 27 marzo.
41. ↑  Una senatrice aderisce al gruppo misto-LeU durante il 2019. Abbandonando il gruppo misto-NI: Paola Nugnes l'11 settembre.
42. ↑  Tre senatori aderiscono al gruppo misto-LeU-Eco durante il 2021. Abbandonando il gruppo misto-NI: Elena Fattori il 12 gennaio; Maurizio Buccarella e Sandro Ruotolo il 29 aprile.
Due senatrici abbandonano il gruppo misto-LeU durante il 2021. Aderiscono al gruppo misto-NI: Paola Nugnes ed Elena Fattori il 28 aprile.
43. ↑  Tre senatori aderiscono al gruppo misto-I-PVU durante il 2021. Abbandonando il gruppo misto-NI: Mario Michele Giarrusso, Carlo Martelli e Gianluigi Paragone il 14 settembre.
44. ↑  Un senatore aderisce al gruppo misto-IpI-PVU durante il 2022. Abbandonando il gruppo L-SP-PSd'Az: William De Vecchis il 17 febbraio.
45. ↑  Una senatrice aderisce al gruppo misto-PEcEB durante il 2018. Abbandonando il gruppo misto-NI: Emma Bonino il 28 marzo.
46. ↑  Due senatori aderiscono al gruppo misto-PiùEu-A durante il 2020. Abbandonando il gruppo misto-NI: Gregorio de Falco e Matteo Richetti il 18 novembre.
47. ↑  Un senatore abbandona il gruppo misto-+Eu-Az durante il 2021. Aderisce al gruppo Eu-MAIE-CD: Gregorio de Falco il 26 gennaio.
48. ↑  Due senatori aderiscono al gruppo misto-+Eu-Az durante il 2022. Abbandona il gruppo FIBP-UDC: Barbara Masini il 1º febbraio. Abbandona il gruppo misto-NI: Leonardo Grimani il 4 maggio.
49. ↑  Quattro senatori aderiscono al gruppo misto-PSI-MAIE durante il 2018. Abbandonando il gruppo misto-NI: Adriano Cario, Ricardo Antonio Merlo e Riccardo Nencini il 27 marzo. Abbandonando il gruppo misto-MAIE: Adriano Cario il 2 maggio.
Quattro senatori abbandonano il gruppo misto-PSI-MAIE durante il 2018. Aderiscono al gruppo misto-MAIE: Adriano Cario e Ricardo Antonio Merlo il 4 giugno. Aderisce al gruppo misto-MAIE: Adriano Cario il 5 aprile. Aderisce al gruppo misto-PSI: Riccardo Nencini il 4 giugno.
50. ↑  Due senatori aderiscono al gruppo misto-MAIE durante il 2020. Abbandonando il gruppo FIBP-UDC: Raffaele Fantetti il 12 ottobre. Abbandonando il gruppo misto-NI: Saverio De Bonis il 30 dicembre.
51. ↑  Un senatore aderisce al gruppo misto-MAIE-It 23 durante il 2021. Abbandonando il gruppo misto-NI: Maurizio Buccarella il 18 gennaio.
Cinque senatori abbandonano il gruppo misto-MAIE-It 23 durante il 2021. Aderiscono al gruppo Eu-MAIE-CD: Maurizio Buccarella, Adriano Cario, Saverio De Bonis, Raffaele Fantetti e Ricardo Antonio Merlo il 26 gennaio.
Due senatori aderiscono al gruppo misto-MAIE durante il 2021. Abbandonando il gruppo misto-NI: Adriano Cario e Ricardo Antonio Merlo il 31 marzo.
Due senatori abbandonano il gruppo misto-MAIE durante il 2021. Aderiscono al gruppo misto-NI: Adriano Cario e Ricardo Antonio Merlo il 22 novembre.
Un senatore aderisce al gruppo misto-MAIE durante il 2021. Abbandonando il gruppo misto-NI: Ricardo Antonio Merlo il 2 dicembre.
52. ↑  Due senatori aderiscono al gruppo misto-MAIE-CI durante il 2022. Abbandonando il gruppo misto-IaC (I-C-EU-NdC (NC)): Andrea Causin l'11 luglio. Abbandonando il gruppo misto-NI: Marinella Pacifico l'11 luglio.
53. ↑  Un senatore aderisce al gruppo misto-PaP durante il 2021. Abbandonando il gruppo misto-NI: Matteo Mantero il 20 luglio.
54. ↑  Una senatrice aderisce al gruppo misto-Man.A Pap PRc-Se durante il 2022. Abbandonando il gruppo misto-NI: Paola Nugnes il 24 giugno.
55. ↑  Un senatore aderisce al gruppo misto-PC durante il 2021. Abbandonando il gruppo misto-NI: Emanuele Dessì l'11 novembre.
56. ↑  Un senatore abbandona il gruppo misto-PC durante il 2022. Aderisce al gruppo CAL-Pc-Idv: Emanuele Dessì il 27 aprile.
57. ↑  Un senatore aderisce al gruppo misto-IdV durante il 2021. Abbandonando il gruppo misto-NI: Elio Lannutti il 20 luglio.
58. ↑  Un senatore aderisce al gruppo misto-IdV durante il 2022. Poiché revocato il gruppo C.A.L. (Costituzione, Ambiente, Lavoro) - Idv: Elio Lannutti il 27 gennaio.
Due senatori abbandonano il gruppo misto-IdV durante il 2022. Aderisce al gruppo C.A.L. (Costituzione, Ambiente, Lavoro) - Idv: Elio Lannutti il 28 gennaio. Aderisce al gruppo CAL-Pc-Idv: Elio Lannutti il 27 aprile.
59. ↑  Quattro senatori aderiscono al gruppo misto-l'A.c'è-LPC durante il 2021. Abbandonando il gruppo misto-NI: Luisa Angrisani, Margherita Corrado, Mattia Crucioli e Bianca Laura Granato il 22 giugno.
Quattro senatori abbandonano il gruppo misto-l'A.c'è-LPC durante il 2021. Aderiscono al gruppo misto-NI: Luisa Angrisani, Margherita Corrado, Mattia Crucioli e Bianca Laura Granato il 9 novembre.
60. ↑  Un senatore aderisce al gruppo misto-PSI durante il 2018. Abbandonando il gruppo misto-PSI-MAIE: Riccardo Nencini il 4 giugno.
61. ↑  Un senatore abbandona il gruppo misto-PSI durante il 2019. Aderisce al gruppo IV-PSI: Riccardo Nencini il 17 settembre.
62. ↑  Un senatore aderisce al gruppo misto-USEI durante il 2018. Abbandonando il gruppo misto-PSI-MAIE-USEI: Adriano Cario il 6 aprile.
Un senatore abbandona il gruppo misto-USEI durante il 2018. Aderisce al gruppo misto-PSI-MAIE: Adriano Cario il 2 maggio.
63. ↑  Quattro senatori a vita aderiscono a gruppi ad inizio legislatura. Aderiscono al gruppo Aut (SVP-PATT, UV): Elena Cattaneo e Giorgio Napolitano. Aderiscono al gruppo misto: Mario Monti e Liliana Segre.

#### Modifiche nella nomenclatura dei gruppi parlamentari
1. ↑  Il gruppo Lega-Salvini Premier (L-SP) cambia nome in Lega-Salvini Premier-Partito Sardo d'Azione (L-SP-PSd'Az) il 30 luglio 2018.
2. ↑  Il Gruppo Forza Italia - Berlusconi Presidente (FI-BP) cambia nome in Forza Italia Berlusconi Presidente-UDC (FIBP-UDC) l'11 dicembre 2019.
3. ↑  Il gruppo Italia Viva-P.S.I. si costituisce il 18 settembre 2019 con tredici senatori provenienti dal gruppo PD e un senatore a testa proveniente dal gruppo FI-BP e dal gruppo misto-PSI.
4. ↑  Il gruppo C.A.L. (Costituzione, Ambiente, Lavoro)-Idv si crea il 27 gennaio 2022 con nove senatori provenienti dal gruppo misto-NI e un senatore proveniente dal gruppo misto-IdV e viene sciolto il giorno successivo.
Il gruppo C.A.L. (Costituzione, Ambiente, Lavoro)-Pc-Idv (CAL-Pc-Idv) si crea il 27 aprile 2022 con otto senatori provenienti dal gruppo misto-NI e un senatore a testa proveniente dal gruppo misto-PC e gruppo misto-IdV. Il gruppo cambia nome in C.A.L. (Costituzione, Ambiente, Lavoro)-Alternativa-P.C.-I.d.V. (CAL-A-PC-IdV) il 9 maggio 2022 e cambia nuovamente sigla in CAL-Alt-PC-IdV il 18 maggio 2022. Il gruppo cambia nome in Uniti per la Costituzione - C.A.L. (Costituzione, Ambiente, Lavoro) - Alternativa - P.C. - Ancora Italia - Progetto SMART - I.d.V. (UpC-CAL-Alt-PC-AI-Pr.SMART-IdV) il 29 giugno 2022.
5. ↑  Il gruppo Insieme per il futuro - Centro Democratico si crea il 29 giugno 2022 con dieci senatori provenienti dal gruppo misto-NI.
6. ↑  Il gruppo Europeisti-MAIE-Centro Democratico (Eu-MAIE-CD) si crea il 26 gennaio 2021 con cinque senatori provenienti dal gruppo misto-MAIE-It 23, due senatori dal gruppo FIBP-UDC e un senatore a testa dai gruppi PD, Aut (SVP-PATT, UV) e misto-+Eu-Az. Il gruppo cambia la propria sigla in Europeisti-MAIE-CD il 24 febbraio 2021 e viene sciolto per mancanza del numero legale dei componenti il 29 marzo 2021.
7. ↑  La componente IDEA e CAMBIAMO (IeC) si forma il 5 agosto 2020 con tre senatori provenienti dal gruppo misto-NI. La componente cambia nome in IDEA-CAMBIAMO!-EUROPEISTI (I-C-EU) il 28 ottobre 2021, in IDEA-CAMBIAMO!-EUROPEISTI-NOI DI CENTRO (Noi Campani) (I-C-EU-NdC (NC)) il 23 dicembre 2021 e infine in ITALIA AL CENTRO (IDEA-CAMBIAMO!, EUROPEISTI, NOI DI CENTRO (Noi Campani)) (IaC (I-C-EU-NdC (NC))) il 22 febbraio 2022.
8. ↑  La componente Liberi e Uguali (LeU) si forma il 27 marzo 2018 con quattro senatori provenienti dal gruppo misto-NI. La componente cambia nome in Liberi e Uguali-Ecosolidali (LeU-Eco) il 29 aprile 2021.
9. ↑  La componente Italexit-Partito Valore Umano (I-PVU) si forma il 14 settembre 2021 con tre senatori provenienti dal gruppo misto-NI. La componente cambia nome in Italexit per l'Italia-Partito Valore Umano (IpI-PVU) il 12 novembre 2021.
10. ↑  La componente Più Europa con Emma Bonino (PEcEB) si forma il 28 marzo 2018 con una senatrice proveniente dal gruppo misto-NI. La componente cambia nome in +Europa - Azione (PiùEu-A) il 18 novembre 2020 e cambia sigla in +Eu-Az il 26 novembre 2020.
11. ↑  La componente PSI-MAIE-USEI (PSI-MAIE-USEI) si forma il 27 marzo 2018 con tre senatori provenienti dal gruppo misto-NI. La componente cambia nome in PSI-MAIE (PSI-MAIE) il 6 aprile 2018 e cessa il 3 giugno 2018.
La componente MAIE (MAIE) si forma il 4 giugno 2018 con due senatori provenienti dal gruppo misto-PSI-MAIE. La componente cambia nome in MAIE-Italia 23 (MAIE-It 23) il 15 gennaio 2021 e cessa il 27 gennaio 2021.
La componente MAIE (MAIE) si forma il 31 marzo 2021 con due senatori provenienti dal gruppo misto-NI e cessa il 22 novembre 2021.
La componente MAIE (MAIE) si forma il 2 dicembre 2021 con un senatore proveniente dal gruppo misto-NI. La componente cambia nome in MAIE - Coraggio Italia (MAIE-CI) l'11 luglio 2022.
12. ↑  La componente Potere al Popolo (PaP) si forma il 20 luglio 2021 con un senatore proveniente dal gruppo misto-NI. La componente cambia nome in ManifestA, Potere al Popolo, Partito della Rifondazione comunista-Sinistra europea (Man.A PaP PRc-Se) il 24 giugno 2022.
13. ↑  La componente PARTITO COMUNISTA (PC) si forma l'11 novembre 2021 con un senatore proveniente dal gruppo misto-NI. La componente cessa il 27 aprile 2022 per mancanza di senatori aderenti.
14. ↑  La componente Italia dei Valori (IdV) si forma il 20 luglio 2021 con un senatore proveniente dal gruppo misto-NI. La componente cessa il 27 aprile 2022 per mancanza di senatori aderenti.
15. ↑  La componente l'Alternativa c'è - Lista del Popolo per la Costituzione (l'A.c'è-LPC) si forma il 22 giugno 2021 con quattro senatori provenienti dal gruppo misto-NI. La componente cessa il 9 novembre 2021.
16. ↑  La componente PSI (PSI) si forma il 4 giugno 2018 con un senatore proveniente dal gruppo misto-PSI-MAIE. La componente cessa il 25 settembre 2019.
17. ↑  La componente USEI (USEI) si forma il 6 aprile 2018 con un senatore proveniente dal gruppo misto-PSI-MAIE-USEI. La componente cessa il 2 maggio 2018.

#### Modifiche nella composizione del Senato della Repubblica
1. ↑  Un seggio spettante al Movimento 5 Stelle rimane vacante nella Circoscrizione Sicilia perché tutti i candidati della lista sono risultati eletti.
2. ↑  Lara Magoni il 10 luglio 2018 cessa dal mandato parlamentare; lo stesso giorno è sostituita da Gianpietro Maffoni.
3. ↑  Marco Marsilio il 19 marzo 2019 cessa dal mandato parlamentare; lo stesso giorno è sostituito da Nicola Calandrini. Christian Solinas il 19 giugno 2019 cessa dal mandato parlamentare; lo stesso giorno è sostituito da Michelina Lunesu. Anna Cinzia Bonfrisco e Raffaele Stancanelli il 1º luglio 2019 cessano dal mandato parlamentare. Il giorno successivo sono sostituiti rispettivamente da Kristalia Rachele Papaevangeliu e Giovanna Petrenga. Edoardo Patriarca e Matteo Salvini il 31 luglio 2019 cessano dal mandato parlamentare per un riconteggio dei voti che riassegna lo stesso giorno i loro seggi rispettivamente a Stefano Corti e Fulvia Michela Caligiuri. Kristalia Rachele Papaevangeliu il 31 luglio 2019 cessa dal mandato parlamentare per far subentrare lo stesso giorno Matteo Salvini, eletto in più circoscrizioni. Emma Pavanelli il 1º agosto 2019 entra in carica come senatrice, dopo che le viene assegnato il seggio della Circoscrizione Sicilia rimasto vacante. Franco Ortolani il 22 novembre 2019 decede. Donatella Tesei il 2 dicembre 2019 cessa dal mandato parlamentare.
4. ↑  Sandro Ruotolo, eletto il 23 febbraio 2020 in elezioni suppletive nel collegio Napoli-Arenella, il 5 marzo sostituisce Franco Ortolani. Valeria Alessandrini, eletta l'8 marzo 2020 in elezioni suppletive nel collegio Terni, il 12 marzo 2020 sostituisce Donatella Tesei. Vittoria Bogo Deledda il 17 marzo 2020 decede; il 5 ottobre 2020 è sostituita da Carlo Doria, eletto il 21 settembre 2020 in elezioni suppletive nel collegio Sassari. Stefano Bertacco il 14 giugno 2020 decede; il 5 ottobre 2020 è sostituito da Luca De Carlo, eletto il 21 settembre 2020 in elezioni suppletive nel collegio Villafranca di Verona.
5. ↑  Paolo Saviane il 20 agosto 2021 decede; il 2 dicembre 2021 è sostituito da Tilde Minasi. Anna Carmela Minuto il 2 dicembre 2021 cessa dal mandato parlamentare a seguito di un riconteggio dei voti; lo stesso giorno è sostituita da Michele Boccardi. Adriano Cario il 2 dicembre 2021 decade dal mandato parlamentare.
6. ↑  Fabio Porta viene eletto senatore il 12 gennaio 2022, in sostituzione di Adriano Cario. Tilde Minasi il 29 marzo 2022 cessa dal mandato parlamentare; lo stesso giorno è sostituita da Fausto De Angelis. Niccolò Ghedini il 17 agosto 2022 decede.

## Statistiche e primati
È la legislatura con l'età media dei parlamentari più bassa: 44,33 anni alla Camera, 52,12 anni al Senato.
Il parlamentare più anziano è il senatore a vita Giorgio Napolitano, di 92 anni e 9 mesi all'inizio della legislatura, mentre il parlamentare eletto più anziano è il senatore Alfredo Messina, di 82 anni e 6 mesi al momento dell'elezione, eletto nelle liste di Forza Italia. Il parlamentare più giovane è la deputata Angela Raffa, di 25 anni e 3 mesi al momento dell'elezione, eletta nelle liste del Movimento 5 Stelle. Il più giovane senatore è Francesco Laforgia, di 40 anni e 1 mese al momento dell'elezione, eletto nelle liste di Liberi e Uguali, mentre il più anziano deputato è Eugenio Sangregorio, di 79 anni esatti al momento dell'elezione, eletto nella circoscrizione Estero nelle liste dell'USEI.
All'inizio della legislatura al Senato sono stati eletti solo 314 senatori e non 315: nella Circoscrizione Sicilia era stato infatti attribuito un seggio in meno di quelli previsti, poiché il Movimento 5 Stelle ha eletto tutti i propri candidati in Sicilia e perciò non esisteva alcun candidato subentrabile a Nunzia Catalfo, eletta sia nel proporzionale sia nel maggioritario; mentre per la Camera la legge elettorale prevede questa possibilità e, nel caso, attribuisce i seggi eccedenti in altri collegi, per il Senato tale possibilità non è permessa poiché, in base alla Costituzione, viene eletto su base regionale. Il totale di senatori, sommando i 6 senatori a vita (uno di diritto in quanto ex Presidente della Repubblica e cinque di nomina presidenziale) presenti a inizio legislatura, diventa 320. Nella seduta n. 140 del 31 luglio 2019 il Senato ha deciso, confermando la decisione della giunta delle elezioni e delle immunità parlamentari, di assegnare il seggio vacante a Emma Pavanelli (la prima dei non eletti in Umbria per il M5S): il totale dei senatori eletti sale quindi da 314 a 315, ovvero da 320 a 321 includendo i 6 senatori a vita.
Il 17 agosto 2022 il numero di senatori scende nuovamente a 320 a seguito della morte di Niccolò Ghedini, eletto nell'uninominale. Poiché il suo decesso avviene a poco più di un mese dalle elezioni politiche anticipate, non si sono tenute elezioni suppletive, lasciando dunque un seggio vacante al Senato fino al termine della legislatura.
È stata l'unica legislatura nella quale tutti i governi che si sono formati sono stati guidati da Presidenti del Consiglio che non erano membri del Parlamento né iscritti a un partito durante la permanenza in carica.